# Historia del mundo Warcraft
Esta es la primera versión de la historia, previa a la creación de la trilogía "Crónicas, vol. 1,2 y 3".

## Los orígenes

### Génesis Universal
El mundo de Warcraft es un mundo medieval inspirado en las leyendas de muy diversas culturas y en otras ambientaciones de fantasía. Sería muy sencillo empezar por donde empieza la trama del primer juego, pero para entenderlo todo habría que retroceder un poco antes en el tiempo de este mundo.
En tiempos inmemoriales, surgió el universo, y con él aparecieron una raza de seres de piel metálica, llamados Titanes. Los Titanes surcaban el universo dándole forma y haciéndolo progresar, no se sabe por qué motivos. Bajo la atenta mirada del padre de los titanes, Aman'Thul, que residía en El Panteón, los Titanes ordenaron millares de mundos y dieron poder a miles de razas para que continuaran su trabajo.
Desde el Panteón se vigilaban los mundos para evitar que los primeros demonios deshicieran el trabajo de los Titanes. Los demonios provienen del Vacío Abisal (también Averno Astral, Torbellino del Vacío o Vacío Retorcido), una descontrolada formación de magia caótica que interconecta miles de mundos del universo; y su único objetivo era destruir la vida y alimentarse de las energías del universo.
Por el mismo motivo, los Titanes lucharon contra los demonios con tal de preservar su creación.

### Sargeras y la Traición
Para combatir a las demoníacas entidades que se abrían paso hasta los diversos mundos del cosmos desde el Vacío Abisal, el Panteón eligió a su mejor guerrero, Sargeras, un noble titán de bronce, para que luchara contra ellos. Sargeras desempeñó su deber durante incontables milenios, buscando y destruyendo a los demonios donde quiera que los encontrara. Durante su cruzada, Sargeras encontró dos poderosas razas demoníacas decididas a hacerse con el poder y dominio del universo físico.
Los Eredar, una insidiosa raza de hechiceros que utilizaban sus brujerías para esclavizar los mundos que habían invadido. Las razas indígenas de esos mundos habían mutado bajo los caóticos poderes de los Eredar y se habían vuelto demonios. Aunque los casi ilimitados poderes de Sargeras eran más que suficientes para derrotar a los maléficos Eredar, este estaba enormemente preocupado por la corrupción de las criaturas y por el mal que todo lo consumía. Incapaz de comprender tal depravación y maldad, el gran Titán cayó en una amarga depresión. A pesar del empeoramiento de su enfermedad, Sargeras intentó liberar al universo de los brujos y los atrapó en un rincón insustancial del Vacío Abisal (Esta información se contradice con la historia de los draenianos).
A medida que su confusión y su depresión aumentaban, Sargeras se vio forzado a luchar contra otro grupo resuelto a perturbar el orden de los Titanes. Los Nathrezim (también Señores del Terror), una oscura raza de demonios vampiros,  partieron a la conquista del mundo habitado para poseer a sus habitantes y convertirlos a la sombra. Los perversos y maquinadores Señores del Terror habían vuelto naciones enteras unas contra otras, al manipularlas sirviéndose del odio y la sospecha irracional. Aunque Sargeras derrotó con facilidad a los Señores del Terror, su corrupción lo afectó profundamente.
El noble Sargeras, incapaz de acallar la duda y la desesperación que desbordaban sus sentidos, perdió la fe en su labor y en el anhelo de los Titanes de un universo ordenado. Empezó a creer que el concepto del orden en sí mismo era una locura y que el caos y la depravación eran las únicas realidades absolutas dentro del oscuro y solitario universo. Aunque sus amigos Titanes intentaron convencerle de su error y consolarlo en sus terribles emociones, Sargeras despreció sus teorías por delusorias. Abandonó su puesto y salió a buscar su propio lugar en el universo. Aunque el Panteón estaba apenado por su partida, nunca imaginaría lo lejos que llegaría su hermano perdido.
A medida que la locura de Sargeras consumía los últimos vestigios de su noble espíritu, este empezó a creer que los únicos responsables del fracaso de la creación eran los Titanes. Finalmente, Sargeras decidió luchar contra los Titanes y destruir toda su creación. De este modo, su titánica forma se distorsionó con la corrupción que contaminaba su corazón. Sus ojos, cabello y barba prendieron fuego, y su metálica piel de bronce se resquebrajó para mostrar una eterna caldera de odio y llamas.
En su locura, Sargeras destrozó las prisiones de los Eredar y los Señores del Terror y liberó a los maléficos demonios. Los astutos demonios, inclinándose ante la gran ira y el poder del oscuro Titán, se ofrecieron a él y juraron servirle en todas las maléficas formas posibles. De las filas de los potentes Eredar, Sargeras eligió a dos guerreros para dirigir su demoníaco ejército de destrucción. Kil'Jaeden el Impostor fue elegido para reclutar a las razas más oscuras del universo. El segundo guerrero, Archimonde el Corruptor, fue elegido para dirigir en combate los enormes ejércitos contra cualquiera que obstaculizara la voluntad del oscuro Titán.
El primer paso de Kil'Jaeden fue esclavizar a los Señores del Terror bajo su temible poder. Estos servían como guardia de élite y agentes por todo el universo y disfrutaban de su trabajo. Localizaban razas primitivas para que su señor las corrompiera y las atrajera hacia sí. El primero de entre todos los Señores del Terror era Tichondrius el Oscurecedor. Él servía a Kil'Jaeden como soldado perfecto y aceptó promover la ardiente voluntad de Sargeras en todos los rincones del universo.
El poderoso Archimonde también reunió sus propios agentes: acudió a los maléficos Señores del Foso y a su bárbaro líder, Mannoroth, y ansiaba poder forjar una elite de combatientes que borrara de la creación toda forma de vida.
Sargeras al ver que sus ejércitos estaban reunidos y listos para seguir cualquier orden que diera, lanzó sus furiosas fuerzas a la infinidad de la Gran Oscuridad. Bautizó a su creciente ejército con el nombre de la Legión Ardiente (también Legión de Fuego) por sus ardientes almas, y hasta el día de hoy no se sabe cuántos mundos consumieron y quemaron en su profana cruzada por el universo.

### Azeroth
Ignorantes de los planes de Sargeras, los Titanes continuaron con su tarea de crear el mundo que, más tarde, sus habitantes llamarían Azeroth. Cuando se dispusieron a moldear este mundo, se encontraron con unas fuerzas elementales que se opondrían a que los Titanes moldearan su mundo. Estos eran los Dioses Antiguos.
Los Titanes, molestos por la inclinación maligna de los Dioses Antiguos, se enfrentaron a ellos. Los ejércitos de los Dioses Antiguos estaban dirigidos por cuatro lugartenientes: Ragnaros el Señor del Fuego, Therazane la Madre Roca, Al'Akir el Señor del Viento y Neptulon el Cazador de las Mareas. Estos se enfrentaron a los Titanes y, aunque los cuatro señores elementales eran poderosos, no pudieron hacer nada contra los Creadores y perecieron. Los Titanes derrotaron a los Dioses Antiguos y confinaron a los elementales en un plano abismal donde los mismos elementos se contendrían entre ellos.
Con la partida de los elementales, los Titanes crearon razas que les ayudaran en su trabajo. Crearon a los Titánides, los primeros fueron los Terráneos enanos y Gigantes de Roca, criaturas de roca viva y a los Gigantes del mar, para que movieran los océanos. Modelaron el mundo hasta que quedó perfectamente ordenado. En el centro del continente crearon el Pozo de la Eternidad, un lago de energía místicas que sería fuente de vida. Con él todo el mundo estaba ya formando un solo continente que los titanes llamaron Kalimdor que significa La Tierra de la Eterna Luz Estelar.

### Los Dragones
Antes de marcharse de Azeroth, los Titanes escogieron a los cinco dragones más poderosos y les cedieron poder para que protegieran Azeroth de cualquier amenaza y dominaran el mundo. Los cinco dragones recibieron el nombre de Los Grandes Aspectos.
- Aman'thul, el Alto Padre, señor de los Titanes, cedió parte de su poder al dragón broncíneo Nozdormu el Eterno, para que dominara el tiempo.

- La Titánide Eonar, la Patrona de Toda Vida, cedió su poder a la dragona roja Alexstrasza la Reina de Dragones, Unidora de la vida. Se le dio dominio sobre toda su especie.

- Eonar también cedió su poder a la hermana de Alexstrasza, la dragona verde Ysera la Soñadora; con el dominio de la naturaleza. Ysera caería en un sueño eterno y velaría por la naturaleza desde su reino onírico, el Sueño Esmeralda.

- Norgannon, el Guardián de la Sabiduría cedió su poder al dragón azul, Malygos el Tejedor de Hechizos y protector de la magia arcana.

- Khaz'goroth, el Formador, el Titán forjador del mundo le cedió parte de su poder al dragón negro Neltharion el Guardián de la Tierra.

Con los Grandes Aspectos protegiendo Azeroth, los Titanes pudieron partir a moldear otros mundos...

### El Despertar
En torno a 10.000 años antes de que tuviera lugar la Primera Guerra de Azeroth entre humanos y orcos, el mundo de Azeroth sólo constaba de un continente, Kalimdor. En el centro de Kalimdor existía un lago repleto de energías incandescentes, este era el Pozo de la Eternidad, una fuente de magia proveniente de más allá de los confines del mundo. El pozo era una fuente de vida.
Con el paso del tiempo unos trolls que habitaban por la zona descubrieron el lago, construyeron allí sus casas y con el tiempo el poder del lago les afectó, volviéndolos inteligentes y dándoles una mayor afinidad la magia arcana. Estos seres se hicieron llamar Kaldorei. Los Kaldorei, o elfos nocturnos, como se les llamaría más adelante, adoraban a la diosa Elune, diosa  de la luna que, creían, dormía en el fondo del lago durante el día.
Trataron de estudiar el poder de las energías del lago, y mientras crecían, descubrían nuevos territorios de Kalimdor y se encontraron con los Dragones, criaturas enormes que se habían convertido en guardianes del mundo, y a los que prefirieron no molestar. Con el tiempo, los Kaldorei aprendieron de los poderes del pozo y comenzaron a estudiar la magia arcana. Estos estudios llevó a los Kaldorei a contactar con poderosas criaturas, pero la más llamativa fue Cenarius, el semidiós de los bosques, quien se mostró amable con los elfos y les enseñó gran cantidad de cosas sobre la naturaleza. A raíz de esto, los Kaldorei desarrollaron un fuerte afecto por los bosques y la naturaleza.
Con el tiempo, algunos elfos pensaron que el abuso de la magia podría acarrear desequilibrio, pero no fueron escuchados, y los eruditos comenzaron a levantar templos enormes, a crear poderosos objetos mágicos y adaptaron el mundo a sus necesidades y caprichos. Una de las hechiceras, Azshara, alcanzó tanto conocimiento que fue coronada reina de los Kaldorei y se le construyó un palacio a orillas del Pozo de la Eternidad.
La sociedad de los elfos creció con el tiempo por el continente y llegó un momento en que Azshara escogió a unos servidores personales que recibieron el nombre de Quel'Dorei (Bien nacidos en lengua élfica), siendo dotados de gran poder, pero esto les llevó a creerse superiores a sus hermanos. El líder de los Bien Nacidos, Dath'Remar Caminante del Sol (Dath'Remar Sunstrider) no tardó en hacerse con las riendas del país, y los Altonatos (otra forma de llamar a los Bien Nacidos) pasaron a ser envidiados en secreto por los demás Kaldorei. No pasó así con Azshara, que era incluso admirada como la encarnación de la diosa Elune, lo que causó disgusto entre las sacerdotisas de la Luna, en especial con la alta sacerdotisa Tyrande Susurravientos (Tyrande Whisperwind).
Azshara ordenó a los Altonatos estudiar concienzudamente las energías del Pozo y estos empezaron a desentrañar las energías místicas del pozo, igual que lo hacían los eruditos. Conforme descubrían más poder, podían crear y destruir a su antojo. Con el tiempo empezaron a abusar del uso de la magia, y fueron advertidos por Cenarius de que esto sólo traería problemas, pero sus consejos fueron en vano. Con el tiempo, Azshara y los Altonatos se fueron distanciando de sus hermanos Kaldorei, y una extraña palidez cubrió sus rostros. Malfurión Tempestira (Malfurion Stormrage), un joven erudito y druida aprendiz de Cenarius, hijo de un gran druida también aprendiz de él, percibió que una influencia mágica los había corrompido y, a pesar de que no pudo identificar el origen de este mal, supo que lo cambiaría todo.

### El Conflicto de los Ancestros
La irresponsabilidad de los Altonatos les costó caro. El abuso de la magia fue detectado, a través del Pozo de la Eternidad, por mentes demoníacas. Sargeras se lanzó a buscar el origen de la magia empleada. Al descubrir el mundo de Azeroth y ver que allí estaba la fuente de energía, surgió en él el ansia de poder del pozo, decidiendo acabar con el mundo y reclamar las fuerzas del Pozo para sí mismo.
Sargeras se dirigió hacia Azeroth junto a su Legión Ardiente, formada por millones de caóticos demonios provenientes de todos los confines del universo. Archimonde y Mannoroth prepararon a sus guerreros y atacaron. Azshara, atraída por el poder mágico de Sargeras, le abrió las puertas a su mundo y los Altonatos, corruptos por la magia lo convirtieron en su dios. Para demostrar su fidelidad, Azshara y los Altonatos abrieron un Portal Mágico en el Pozo de la Eternidad.
Cuando todo estuvo listo, Sargeras comenzó la carnicería sobre Azeroth. La Legión Ardiente arrasó con los poblados de los Kaldorei. Los Eredar invocaron a los Infernales: gigantes de roca negra y llamas verdes que alcanzaron las tierras de Kalimdor como meteoros. Los demonios avanzaron sin excesivos problemas y los elfos nocturnos, aunque defendieron su territorio, se vieron obligados a retroceder ante la Legión.
Malfurion Tempestira escapó para ayudar a su gente. Su hermano gemelo, Illidan Tempestira, a pesar de no ser un Altonato, aprendió a emplear la magia arcana. Malfurion convenció a su hermano de que dejara sus prácticas de magia y ambos escaparon junto a la sacerdotisa Tyrande Susurravientos. Ambos hermanos se enamoraron de la bella sacerdotisa, pero Tyrande sólo correspondió a Malfurion. Illidan se resintió por esto, pero el dolor de su corazón no tenía comparación frente a su necesidad de magia. Illidan sufría la misma sed de magia que los Altonatos y pensó que empleando las mismas energías mágicas contra la Legión, podría derrotarla.
Illidan y sus seguidores formaron una secta de guerreros, conocidos como Cazadores de Demonios. Los Cazadores se cegaban los ojos para poder ver con claridad las auras demoníacas y para emplear todo su potencial mágico contra su enemigo sin ser molestados por la realidad Física. Malfurion nunca perdonó a Illidan por convertirse en Cazador de Demonios, pero a Illidan no le importaba, solo quería impresionar a Tyrande.
Cenarius, que se comprometió a ayudar a los elfos, pidió ayuda a los dragones. En poco tiempo Alexstrasza la Roja atacó a los demonios. Cenarius llamó a los espíritus de los bosques, surgiendo los Ancestros y los Treants, hombres árbol. Malfurion, Illidan y Tyrande realizaron un furioso contraataque. Illidan avanzaba a través de los demonios mientras estos caían bajo su aura mágica, que dañaba todo lo que tocaba; hasta que llegó a encararse a Azzinoth, capitán de los ejércitos de demonios, y ambos se enfrentaron. Illidan derrotó a Azzinoth y tomó sus espadas curvas como trofeo, espadas que con el tiempo acabarían siendo una extensión de sus brazos.
Los aliados de los elfos nocturnos llegaron al Templo de Azshara y al Pozo de la Eternidad. Malfurion sabía que la fuerza pura no erradicaría la presencia del enemigo. Mientras la batalla se volvía más cruenta a cada segundo, Azshara esperaba ansiosa la llegada de Sargeras. A medida que el señor de la Legión se acercaba, Azshara mandaba a sus Altonatos al Pozo, para que agrandaran el portal. Mannoroth, general de los ejércitos demoníacos guardaba la entrada al templo, Cenarius y los espíritus del bosque se enfrentaron a él, permitiendo a Malfurion, Tyrande y sus guerreros entrar en el templo.
Sin embargo, un terrible acontecimiento cambió los planes. El dragón negro, Neltharión, se volvió loco durante el ataque de la Legión. Brotó de él su lado oscuro y se rebautizó como Alamuerte (Deathwing). El dragón negro traicionó a sus hermanos dragones abandonando la batalla. Avergonzados, los demás dragones tuvieron que retirarse. Malfurion vio como se iban las esperanzas sin sus más grandes aliados. Convencido de que el Pozo de la Eternidad era el nexo de unión entre el mundo y los demonios, Malfurion decidió que había que destruirlo. Muchos elfos se horrorizaron ante esto, ya que el pozo era el origen de su inmortalidad, no obstante, Tyrande creyó en él y decidió atacar el palacio de Azshara y destruir el Pozo para salvar Kalimdor.

### El Ocaso
Malfurion y Tyrande  planearon toda la noche, luego atacaron el palacio de Azshara tratando de parar la llegada de Sargeras. Pero ella estaba preparada y los guerreros de Malfurion fueron apresados. Tyrande fue capturada y apresada por los Altonatos cuando trató de atacarla por la espalda y sufrió graves heridas. Malfurion entró en cólera y se decidió a acabar personalmente con la reina enloquecida. Descubrieron que Illidan, convencido de que la destrucción del Pozo le impediría practicar magia, avisó a los Altonatos de las intenciones de su hermano. Luego tomó aguas del lago en un frasco, para reclamarlas más tarde para sí mismo y escapó, a sabiendas de que los demonios destruirían la sociedad élfica.
Azshara, prevenida por Illidan, entabló una batalla épica contra Malfurion, quién estaba dispuesto a vencer o morir. Pero el portal que los Altonatos estaban sosteniendo se volvió inestable al ser atacados y esto provocó una terrible explosión de magia arcana. Tan fuerte fue esta explosión que destruyó las bases del templo y abrió la tierra, y el Pozo de la Eternidad se colapsó entre los elfos y los demonios.
El colapso del pozo destruyó las bases del mundo y una gran parte de Kalimdor fue tragada por los mares, quedando el continente separado en dos masas de tierra alejadas por un vasto nuevo océano. En el centro de ese nuevo océano surgió una tormenta de energías caóticas, justo donde antaño estuvo el Pozo. A esta tormenta eterna y las ruinas hundidas de la antigua sociedad Kaldorei que había debajo se la llamó la Vorágine (Maelstrom), y ya jamás cesaría de rugir.

### La Ofrenda de Illidan
Tyrande y Malfurion fueron rescatados por Cenarius. Ambos guiaron a los pocos elfos nocturnos restantes hacia nuevas tierras para construir un nuevo hogar. Sargeras y la Legión Ardiente, habían sido desterrados por el colapso del Pozo, pero el precio fue terrible. Los Kaldorei se dieron cuenta de que habían sobrevivido bastantes Altonatos, que se unieron a los Kaldorei para buscar un nuevo hogar. Aunque Malfurion no confiaba en ellos, sabía que sin el Pozo no podrían dominar su magia, por lo que no eran una amenaza.
Muchos se alegraron cuando descubrieron que el monte Hyjal y el bosque de Vallefresno (Ashenvale), el hogar de Cenarius considerado como sagrado, había sobrevivido. Buscando un nuevo hogar, Malfurion y los Kaldorei subieron la montaña y al llegar al valle, encontraron un lago. Uno de los Altonatos se lanzó sobre las aguas del lago con gran excitación. Con horror para todos los demás, las aguas del lago rebosaban energía mágica.
Illidan se adelantó a Malfurion y vació sus frascos en el agua, buscando mantener el flujo de magia, y formando un nuevo Pozo de la Eternidad. Illidan creyó hacer un gran bien, que el nuevo pozo era una hermosa ofrenda para la futura sociedad élfica, pero Malfurion no estaba de acuerdo y los gemelos se volvieron a enfrentar. Con la ayuda de Cenarius, Malfurion encerró a su hermano en una prisión bajo tierra. Para asegurarse de que Illidan no escaparía, Malfurion buscó a una guardiana, Maiev Cantosombrío (Maiev Shadowsong), para que lo custodiara. Cenarius encargó a uno de sus hijos, Califax, que ayudara a la guardiana Maiev.
Temiendo que destruir el pozo provocara otra catástrofe, los elfos decidieron no tocar el nuevo Pozo. Los elfos comenzaron a estudiar las artes druídicas para sanar la tierra y recuperar sus bosques.

### El Árbol del Mundo
Los elfos reconstruyeron sus hogares en torno al monte Hyjal, buscando siempre la armonía con la naturaleza.
9.000 años antes de la Primera Guerra de Azeroth, los dragones supervivientes surgieron de nuevo. Alexstrasza, Ysera, Malygos y Nozdormu llegaron a las tierras de los druidas y se encontraron con Malfurión, que con el tiempo se convirtió en Shan-Do (archidruida), quien recibió a los dragones y les habló del nuevo Pozo de la Eternidad. Los dragones se alarmaron y dedujeron que este nuevo pozo podría volver a traer a la Legión. Malfurión y los Cuatro Aspectos decidieron hacer algo, y los cuatro dragones cedieron parte de su poder para crear el Árbol del Mundo, cuyo poder infligiría daño a la Legión Ardiente en caso de un nuevo ataque. Sin embargo, Neltharion, el dragón negro no cedió nada de su poder, y permaneció como el más poderoso de los dragones que, secretamente, planeaba asolar el mundo.
Alexstrasza plantó una semilla en el fondo del pozo, que activada por la magia del pozo se convirtió en un inmenso árbol, que succionó todas la aguas del pozo. Este nuevo árbol simbolizaría la unión de los elfos nocturnos con la naturaleza y sus energías sanadoras se extienden por todo el mundo. Este árbol del mundo recibió el nombre de Nordrassil. Nozdormu encantó el árbol para proveer a los elfos de inmortalidad. Ysera enlazó el Árbol con su reino onírico, el Sueño Esmeralda, de modo que regularía el avance de la naturaleza y la evolución del mundo.
Los druidas-elfos nocturnos, incluido Malfurión, deberían unirse a Ysera en el Sueño Esmeralda, a pesar saber que perderían gran tiempo de sus vidas durante la hibernación. Sin embargo, los dragones no contaron toda la verdad a los elfos sobre el Sueño Esmeralda.

### Los Trolls
Aunque los Kaldorei alcanzaron un gran conocimiento, no llegaron a encontrarse con otras culturas inteligentes hasta muy tarde. En el este, mucho antes del colapso del primer Pozo de la Eternidad, surgió una cultura que logró crear un inmenso imperio guerrero. Mil años antes de que los Kaldorei aparecieran, existían dos imperios Troll enfrentados: los Troll Gurubashi y los Troll Amani, que construyeron Zul'Aman, en las tierras del norte, donde más tarde estaría Lordaeron. También estaba el imperio Gundrak pero nunca llegó a ser tan importante como los otros dos. Se sospecha que esta especie, procedía de la Vega de Tuercespina (Stranglethorn Vale).
Aunque todos eran trolls, no se tenían mucha simpatía. Sin embargo, tuvieron que unirse contra los insectos Azj'Aqir que destruían todo lo que no fuera insectoide. Finalmente los insectos fueron derrotados y divididos en las ciudades de Azjol'Nerub, al norte, habitado por los Nerubians; y la ciudad de  Anh'Qiraj, habitada por los Silítidos, al sur.
Unos pocos trolls encontraron el Pozo de la Eternidad y lo emplearon para sus propios fines. Los elfos y los trolls se enfrentaron varias veces, pero al final fueron los elfos quienes expulsaron a los agentes de los imperios troll. Los trolls ignoraban las acciones de los elfos hasta que el Pozo se colapsó y Kalimdor quedó dividido en cuatro grandes islas y los distintos imperios troll se separaron.
Los trolls de la jungla adoraban a Hakkar, un dios sanguinario. Hakkar demandó las almas de los niños trolls para manifestarse en el mundo. Al escuchar esto, los trolls se negaron y dejaron de adorarle, provocando su ira. Solo los troll Atal'Ai continuaron adorando a Hakkar, por lo que los Gurubashi los expulsaron y se vieron obligados a emigrar hacia el Pantano de las Penas (Swamp of Sorrows). Dividido por esto, los Gurubashi se vieron sumergidos en una guerra tribal interna. Las tribus Machacacráneos (Skullsplitter) y Lanza Negra (Darkspear) lucharon a muerte por el dominio. La superioridad de los Machacacráneos obligó a los Lanza Negra a abandonar continente, y fueron exiliados a una isla del Gran Mar, que han habitado desde entonces.
Mientras los elfos reconstruían sus vidas en torno al monte Hyjal, los Atal'Ai continuaron con la invocación de Hakkar. Esta amenaza alertó a Ysera, que mandó a uno de sus hijos, Eranikus, a avisar del peligro que esto suponía, pero los brujos Atal'Ai se obstinaron en invocar a Hakkar. Ysera misma se presentó ante los Atal'Ai y hundió su ciudadela, formando la Fosa de las Lágrimas. Hakkar se vengó corrompiendo a Ysera con su poder. Los Grandes Aspectos, temiendo perder a otro de sus hermanos, confinaron a Ysera en el Sueño Esmeralda. para evitar que la corrupción culminara, los Grandes Aspectos solicitaron que los druidas se sumergieran en el Sueño Esmeralda junto con Ysera para ejercer de soporte, a cambio del crecimiento del Árbol del Mundo.
Sin embargo, Neltharion, convenció a sus hermanos para que cedieran parte de su poder en crear un objeto llamado Alma de Demonio. Les dijo a sus hermanos que, ellos no vivirían por siempre y que con su desaparición, las razas mortales estarían indefensas ante la Legión Ardiente. Aunque no muy convencidos, los hechos recientes dejaban claro que les costaba contener el mal. Recordando el encargo de los Titanes, aceptaron. Los cuatro hermanos de Neltharion dieron parte de sus poderes, pero Neltharion permaneció con su poder al completo. Enseguida, Neltharion empleó el Alma de Demonio para destruir a los dragones azules. Malygos quedó solo y sin herencia, así que viajó al gélido Rasganorte (Northrend) y creó un cementerio para sus hijos, el Cementerio de Dragones (Dragonblight). Malygos encargó a Sapphiron, su siervo superviviente, custodiar el Cementerio de Dragones por siempre.
Alexstrasza, conocedora de las intenciones de Neltharion, confinó el Alma de Demonio en las profundidades de las montañas de Khaz Modan.

### Los Altonatos
Los elfos reconstruyeron su sociedad y se expandieron por los bosques de la región de Vallefresno. También resurgieron diversas razas que casi se extinguen tras el colapso del Pozo. Bajo el mando de los druidas, los elfos tuvieron una vida pacífica. Sin embargo, los Altonatos supervivientes vivían intranquilos. Igual que Illidan, cayeron en una depresión enorme por no poder usar sus poderes mágicos. Se veían continuamente tentados a tomar las energías del pozo y volver a emplear magia. Dath'Remar Caminante del Sol, el líder de los altonatos empezó a oponerse a los druidas acusándolos de cobardes por rechazar la magia. Los druidas avisaron que el empleo de magia sería castigado severamente. En un intento por convencer a los druidas de que debían usar magia, Dath'Remar Caminante del Sol y sus Altonatos convocaron una tormenta mágica en los bosques de Vallefresno.
Como consecuencia, los druidas decidieron otorgarles el exilio. Dath'Remar Caminante del Sol y sus seguidores se alegraron ante la idea de separarse de los estrictos druidas y construyeron navíos para cruzar el Gran Mar y fundar su propia nación donde practicarían la magia libremente. Acabaron llegando a las tierras que más tarde serían llamadas Lordaeron y se instalaron en Quel'Thalas. Rehusaron a las costumbres nocturnas de los Kaldorei, pasando a hacer vida diurna. Dejaron de ser elfos nocturnos para ser conocidos como Altos Elfos (High Elves).

### Las Centinelas
Tras la partida de los Altonatos, los druidas (incluido Malfurión), se prepararon para sumirse (en el Sueño Esmeralda. Los Kaldorei cerraron las fronteras de Vallefresno con un hechizo que los sumiría en un profundo misterio. Los elfos nocturnos permanecieron allí recluidos sin tener contacto con otras razas o culturas.
Los druidas dejaron atrás sus vidas para unirse a Ysera. Tyrande pidió a Malfurión que no lo hiciera, pero él se sentía moralmente obligado a entrar, y lo hacía con gusto. Le dijo a Tyrande que nada podría separarle de ella y se sumió en el Sueño Esmeralda.
Tyrande, convertida en Alta Sacerdotisa, reunió a sus hermanas guerreras elfas nocturnas y creó a las Centinelas, cuya misión sería proteger Kalimdor y salvaguardar los bosques de Vallefresno. Contaban con la ayuda de Cenarius, sus hijos, los guardianes de los bosques y sus hijas, las dríades. Sin embargo, sin Malfurion a su lado, Tyrande siempre temió una segunda invasión por parte de la Legión Ardiente.

## El Nuevo Mundo de Azeroth

### Quel'Thalas
6.800 años antes de la Primera Guerra de Azeroth entre humanos y orcos, los Altonatos exiliados de Kalimdor, liderados por Dath'Remar Caminante del Sol, llegaron a un continente que más tarde sería bautizado como Reinos del Este (Eastern Kingdoms).
Los elfos se asentaron en Los Claros de Tirisfal. Tras unos años, empezaron a darse casos de locura entre algunos elfos. Los sacerdotes supusieron que algo maligno dominaba esa parte del mundo. Los Altos Elfos se movilizaron hacia el norte, donde había otra zona rica en energías. Su viaje se fue complicando poco a poco. Desde que perdieron el contacto con el Pozo de la Eternidad, habían estado enfermando y envejeciendo. Se volvieron más pequeños de lo que eran, su piel se volvió blanca y sus cabellos pasaron a ser rubios. Encontraron criaturas que nunca vieron, como humanos, que vivían en tribus. Pero el mayor reto fue el de los trolls de Zul'Aman. Estos trolls formaron el imperio Amani y tenían la cualidad de regenerarse de las más terribles heridas y probaron ser una raza bárbara y hostil hacia todo aquel que pisase su territorio. Los elfos desarrollaron un profundo rechazo hacia los trolls, y los mataban allí donde los encontraban. Para los trolls, la llegada de los elfos era un insulto para sus ancestros.
Después de muchos años, los elfos encontraron un bosque que fuera parte remanente de Kalimdor. En las profundidades del bosque fundaron Quel'Thalas y se pusieron a crear un imperio que superase al de los Kaldorei. Pero no fue fácil, porque eran tierras sagradas para los trolls y estos se lanzaron en masa a atacar el nuevo territorio elfo. Los Altos Elfos atacaron a los trolls con su magia, pero muchos, temerosos de las prevenciones del pasado, temían que pudieran llamar la atención de la Legión Ardiente. Para evitar esto, se construyeron monolitos rúnicos alrededor de Quel'Thalas. Estos monolitos establecerían una barrera mágica que ocultaría el uso de la magia élfica a otras dimensiones y de paso, ahuyentaba a los supersticiosos trolls.
Quel'Thalas acabó convirtiéndose en un monumento al progreso de los Altos Elfos. Se fundó el consejo de Lunargenta (Silvermoon) para gobernar la región, pero la dinastía de los Caminantes del Sol siempre llevaría las riendas de Quel'Thalas. El consejo, compuesto por siete sabios, hacía respetar las leyes y las tierras del imperio. Protegidos por la barrera, los Altos Elfos olvidaron las advertencias de los Kaldorei y continuaron empleando magia para casi todo. En el centro de Lunargenta crearon el Pozo del Sol, con aguas provenientes del Pozo de la Eternidad.
Durante mucho tiempo, los Altos Elfos vivieron en calma, hasta que un día, los trolls se reagruparon y atacaron la ciudad.

### El Hombre y las Guerras Troll
Los trolls eran en verdad una amenaza, y las tribus nómadas de hombres, que hasta el momento luchaban unas contra otras, se unieron bajo la gran tribu Arathi, para enfrentarse con valor y determinación a los trolls y establecer su propio territorio tribal. Para ello, los Arathi fueron derrotando a las tribus humanas rivales, y ofreciéndoles paz e igualdad si se unían a ellos. Así, las filas de los Arathi no tardaron en ser inmensas. Para evitar un ataque de los trolls que acabara con su gente, los Arathi decidieron construir una ciudad-fortaleza, al sureste de Lordaeron. La nación se llamó Arathor, y la ciudad-fortaleza, Stromgarde en la ciudad de Strom. Bajo el mismo estandarte, los humanos crearon una fuerte cultura. El rey Thoradin, sabía de la existencia de los Altos Elfos del norte y del constante asedio que sufrían por parte de los trolls. Sin embargo, no podía hacer nada por ellos si con ello descuidaba la defensa de su pueblo. Mucho tiempo pasó hasta que llegaron rumores de la caída de los reclusivos Altos Elfos de Quel'Thalas, y no fue hasta que los embajadores de Quel'Thalas llegaron a Strom que Thoradin decidió enfrentarse a ellos.
Los Altos Elfos, desesperados, prometieron enseñar magia a unos pocos humanos para que pudieran hacer frente a los trolls. Los Altos Elfos descubrieron que algunos humanos tenían una facilidad innata para dominar la magia. Cien hombres fueron los instruidos en las artes mágicas de los elfos, no más de los necesarios para hacer frente a los trolls. Los elfos, acompañados de sus aliados humanos, partieron hacia el norte.
Los ejércitos de elfos y humanos irrumpieron fuertemente contra los trolls en las montañas de Alterac. Los elfos dejaron caer todo su poder mágico sobre los trolls y los humanos atacaron con todas sus fuerzas. Dejaron caer el fuego de los cielos sobre los trolls, que no dejaba que sus heridas curasen. Por su parte, elfos y humanos se aliaron y juraron lealtad y amistad eterna.

### Guardianes de Tirisfal
Con el paso de los años, el rey Thoradin murió de vejez y dejó libertad a sus sucesores para que expandieran el reino más allá de la ciudad de Strom. Los cien magos originales estudiaron sus habilidades y las perfeccionaron. Estos magos eran cuidadosos y responsables con el uso de su magia, pero al pasar estos conocimientos a generaciones venideras, los secretos mágicos comenzaron a emplearse sin cuidado y a medida que los magos crecían en poder, se aislaban de la sociedad.
Se fundó una nueva ciudad, Dalaran, al norte de Strom. Muchos magos viajaron allí, donde se sumergieron en el estudio de la magia. Los magos humanos aprendieron a convocar ventiscas y lluvias, así como a teletransportarse de un sitio a otro, a volverse invisibles, a cambiar la forma de los animales, e incluso fueron capaces de liberar a los elementales de agua y emplearlos como aliados. Dalaran creció aceptando el poder de los magos, pero un poder oculto acechaba a los humanos.
Los agentes de la Legión Ardiente, expulsados tras la implosión del Pozo de la Eternidad, fueron atraídos por los constantes hechizos de Dalaran, que habían roto las efímeras barreras entre el mundo físico y los mundos etéreos. Estos demonios no suponían una gran amenaza, pero alteraban el orden en las calles de la ciudad. Los magos ocultaron la existencia de los demonios al público.
La gente comenzó a sospechar que los magos ocultaban la verdad. Posesiones, apariciones de criaturas demoníacas y asesinatos provocaron el pánico entre los habitantes. Los magos, temiendo una revolución, pidieron ayuda a los Altos Elfos. Ellos determinaron que se trataba sólo de unos demonios perdidos por el mundo, pero sí advirtieron que si los hombres de Dalaran continuaban empleando magia a ese ritmo, la Legión Ardiente podría volver. Los elfos informaron a los magos humanos sobre la historia pasada de Kalimdor y la Legión Ardiente. Se propusieron crear un grupo de expertos, y dar poder a un campeón mortal, un guardián que se enfrentaría en una cruzada secreta contra la Legión. Creando un grupo de apoyo para el guardián, los elfos redimirían sus pecados pasados.
Se establecieron reuniones en Tirisfal y se creó la secta de Guardianes de Tirisfal. Los Guardianes escogidos serían imbuidos con poderes mágicos de magos elfos y humanos. Solo habría un Guardián a la vez, pero tendría un vasto poder para luchar contra la Legión. Cuando un guardián envejecía demasiado se elegía un nuevo Guardián. Durante generaciones, los Guardianes defendieron las tierras de Quel'Thalas y Arathor, mientras el uso de la magia engrandecía el imperio humano.

### Forjaz y los Enanos
Tras la partida de los Titanes, los Titánides continuaron con su tarea de formar las entrañas del mundo. Los Titánides jamás se preocuparon por los asuntos de las razas de la superficie, y sólo se ocuparon de los problemas que concernían a los oscuros abismos de la tierra. Tras la implosión del Pozo de la Eternidad, los Titánides se vieron afectados. Sufrieron mucho dolor, y se unieron a las rocas de las que fueron hechos. Uldaman, Uldum y Ulduar fueron las ciudades de los Titánides, en las que estos durmieron en paz durante 8.000 años.
No está claro porqué despertaron los Titánides, pero mientras dormían sus cuerpos cambiaron. La roca de sus cuerpos se volvió carne, y sus poderes sobre la roca desaparecieron, se habían vuelto mortales.
Los Titánides dejaron atrás las cuevas de Uldaman y se aventuraron a la superficie. Construyeron una ciudad bajo la más alta de las montañas, llamaron a su tierra Khaz Modan y fundaron una poderosa forja dentro de la montaña. A la ciudad que surgió alrededor de la forja la llamaron Forjaz (Ironforge). Desde entonces dejaron de ser Titánides para ser enanos. Los enanos, fascinados en sus tareas de minería no se preocuparon por los problemas de sus vecinos.

### Los Siete Reinos
A poco más de un milenio antes de la Primera Guerra de Azeroth, Strom continuó ejerciendo como capital de Arathor, pero con el tiempo aparecieron muchas nuevas ciudades-estado. Además de Dalaran, surgieron Gilneas, Alterac y Kul-Tiras
Bajo la vigilancia de la Orden de Tirisfal, Dalaran se convirtió en la ciudad de aprendizaje de los magos. Ellos crearon el Kirin Tor, una organización cuyo objetivo era dejar constancia y guardar información sobre todo hechizo, conjuro u objeto mágico que la humanidad hubiera conocido. Gilneas y Alterac se convirtieron en un fuerte apoyo militar y desarrollaron grandes ejércitos que exploraron Khaz Modan. Así, los hombres descubrieron a los enanos, y ambas razas descubrieron que tenían una singular afinidad.
Kul-Tiras, fundada sobre una isla al oeste de Lordaeron, se desarrolló a partir de la pesca y el mercado. Más adelante, Kul Tiras creó una gran fuerza naval que exploró los mares y tierras conocidos, en busca de bienes exóticos con los que comerciar. Mientras Arathor florecía, el distanciamiento entre sus reinos era cada vez mayor.
Con el tiempo, los señores de Strom decidieron cambiar sus asentamientos a las verdes tierras del norte, y dejar atrás las áridas tierras en que se ubicaban. Los nietos del rey Thoradin, últimos descendientes de los Arathi, no quisieron abandonar Strom, lo que supuso un descontento para muchos de los que estaban dispuestos a partir. Los grandes señores de Strom acabaron abandonando la ciudad, y construyeron la ciudad de Lordaeron, al norte de Dalaran, nombre que tomó el resto del continente. Lordaeron se convirtió en un reino religioso y un punto de paz para los desvalidos.
Los descendientes de la dinastía Arathi permanecieron en los territorios de Strom y viajaron hacia el sur, sobre las montañas de Khaz Modan. El viaje duró mucho tiempo, y acabaron asentándose al norte del continente que luego se llamó Azeroth. Allí en un valle, fundaron el poderoso reino de Ventormenta (Stormwind). Los pocos que se quedaron en Strom decidieron guardar los muros de la ciudad. Strom ya no era más la capital del imperio, formándose así la Nación de Stromgarde. Así, el imperio de Arathor se desintegró y cada nación forjó sus propias creencias y costumbres.

### La Caza del Dragón y el Resurgir de Sargeras
Mientras los reinos humanos se separaban, los Guardianes permanecían en constante vigilancia. Hubo un Guardián que se distinguió como un gran luchador contra la sombra, Magna Aegwynn. Buscaba y daba caza a todos los demonios allí donde los encontrara, pero en ocasiones cuestionaba la autoridad del Concilio de Tirisfal, dominado por hombres. Aegwynn pensaba que los elfos y los ancianos del concilio no tenían madera para vencer a la sombra. Cansada por las largas discusiones y debates, Aegwynn demostraba un valor más allá del entendimiento en situaciones cruciales.
Su dominio del poder de Tirisfal crecía y acabó descubriendo que un numeroso grupo de demonios estaba apareciendo en el continente helado de Rasganorte (Northrend).
Viajó hasta el continente gélido y encontró a los demonios entre las montañas. Descubrió que los demonios habían dado caza a uno de los últimos dragones supervivientes y habían absorbido su magia ancestral. Los poderosos hijos de Malygos el Tejedor de Hechizos, los dragones azules, habían decidido combatir los poderes de la Legión ellos mismos ante el aumento de las sociedades mortales del mundo. Aegwynn se enfrentó a los demonios, y con ayuda de los dragones, los derrotó.
Pero tan pronto como el último demonio desapareció del mundo, una terrible magia demoníaca descontrolada sacudió los cielos del norte y Sargeras emergió sobre Rasganorte. Sargeras le dijo a Aegwynn que el tiempo de Azeroth se agotaba, y que el mundo llegaría a su fin, devorado por la Legión. Aegwynn luchó contra el antiguo Titán, y acabó con la forma física de Sargeras en una épica batalla, aunque éste no murió del todo. Tras esto, Aegwynn llevó el cuerpo físico del titán a uno de los antiguos salones de las ruinas de la antigua ciudad élfica de Kalimdor, que se encontraba cerca del punto donde colapsó el Pozo de la Eternidad, en el centro del Gran Mar donde se construiría la Tumba de Sargeras, con el único fin de sellar su cuerpo.

### La Guerra de los Tres Martillos
En Forjaz, los enanos vivieron en calma por muchos siglos. Mientras el rey Modimus Anvilmar gobernaba, tres facciones enanas fueron ganando en poder y popularidad. El Clan Barbabronce (Bronzebeard), defensores de Forjaz, liderados por el rey Madoran Barbabronce; el Clan Martillo Salvaje (Wildhammer), liderado por el rey Khardos Martillo Salvaje, poseía las minas y fuertes de la base de la montaña y ganaba poder poco a poco; y el Clan Hierro Negro (Dark Iron), liderados por el hechicero Thaurissan. Los enanos del clan Hierro Negro habitaban las sombras bajo las montañas y conspiraban contra los otros dos clanes.
Cuando el anciano rey murió por su avanzada edad, las disputas por el poder estallaron y la guerra civil enana sacudió Forjaz durante mucho tiempo, pero los Barbabronce expulsaron a los Martillo Salvaje y los Hierro Negro fuera de la montaña. Los Martillo Salvaje viajaron al norte y construyeron su propio reino, Grim Batol. Los Hierro Negro no tuvieron tanta suerte y, humillados, juraron venganza contra Forjaz. Viajaron al sur y fundaron la ciudad de Thaurissan, llamada como su líder, bajo las Montañas de Crestagrana (Redridge Mountains). El paso de los años no apagó la rabia de los Hierro Negro y Thaurissan reclamó las tierras de Khaz Modan sólo para su clan, asaltando Forjaz mientras su esposa, Mogdud asaltaba Grim Batol. Los dos líderes de los Hierro Negro casi logran su objetivo, pero los Barbabronce finalmente rechazaron los ataques y este tuvo que retirarse a su ciudad. Mogdud, por su parte, realizó un brutal asalto contra los Martillo Salvaje, pero murió a manos del rey Khardros. Con la reina bruja muerta, los Hierro Negro que asaltaron Grim Batol cayeron bajo la furia de los Martillo Salvaje. Con los dos ejércitos unidos, se lanzaron a destruir la ciudad de Thaurissan y a los Hierro Negro que quedaban, pero el hechicero invocó a Ragnaros el Señor del Fuego, uno de los dioses elementales encerrados por los Titanes tiempo atrás. El resurgir del señor elemental sacudió los cimientos de las montañas de Crestagrana y creó un poderoso volcán, conocido como Cumbre Roca Negra (Blackrock Spire), región en la que reinaría desde entonces sometiendo a los Hierro Negro supervivientes a su voluntad.
Aterrados por el poder de Ragnaros, los ejércitos de Forjaz y Grim Batol se retiraron a sus reinos. Cuando los Martillo Salvaje llegaron a Grim Batol descubrieron que la muerte de Mogdud había tenido un efecto maligno sobre el reino y había quedado inhabitable. Ante esta situación, los Barbabronce ofrecieron cobijo a los Martillo Salvaje en Forjaz, cobijo que rechazaron. El pueblo de Khardros viajó hacia Lordaeron, al bosque de las Tierras del Interior (Hinterlands) y allí fundaron Pico Nidal (Aerie Peak), donde se dedicaron a domesticar a los grifos de la zona.
Ambos reinos mantuvieron relaciones comerciales y prosperaron. Cuando Khardros Martillo Salvaje y Madoran Barbabronce murieron, dos estatuas de sus figuras fueron levantadas en la frontera con las tierras gobernadas por Ragnaros, como advertencia del precio que los Hierro Negro pagaron por sus crímenes. Los Martillo Salvaje tomaron la decisión de vivir, desde entonces, en la superficie.

### El Último de los Guardianes
Con Sargeras derrotado, Magna Aegwynn continuó protegiendo Azeroth cerca de novecientos años. Hasta que el Concilio de Tirisfal decidió que había terminado su papel como guardiana. Fue obligada a pasar sus poderes a un nuevo guardián, pero ella discrepaba, y decidió buscar personalmente al nuevo guardián. Aegwynn concibió entonces a un hijo al que llamó Medivh (guardián de los secretos en lengua del elfo nocturno), que fue hijo del mago Nielas Aran. La afinidad de su padre por la magia, marcó al niño ya desde antes de nacer.
Aegwynn creyó que Medivh se convertiría en el próximo guardián. Pero no conocía las verdaderas intenciones de Sargeras, quien se metió en el cuerpo de la Guardiana y poseyó el cuerpo de su hijo al concebir a este. Medivh estaba poseído en realidad por el gran enemigo de su madre. Aegwynn lo dejó a cargo de su padre para que se criara como mortal, mientras ella lo vigilaba para volver cuando considerara a Medivh, digno de convertirse en Guardián. Medivh creció sin problemas, estudiando las artes de la magia como su padre y en compañía de sus dos mejores amigos, Llane Wrynn (el príncipe de Azeroth) y Anduin Lothar, descendiente directo de los Arathi.
Pero al llegar a los 14 años de vida, el poder oculto de Sargeras despertó y la lucha de Medivh por el control de su alma lo dejó en coma. Al despertar, ya era adulto y Llane y Anduin era los gobernantes de Azeroth, y aunque Medivh quiso proteger Azeroth con sus poderes, el temible Sargeras se lo impidió y lo llevó a un terrible desenlace. Sargeras se había hecho con Medivh, y sus planes de dominación y conquista estaban en marcha y el último de los Guardianes le ayudaría en su demoníaca empresa.

## Draenor

### La Caída de Argus
Hace más de 25.000 años, Argus  era un planeta habitado por una raza de seres muy avanzados en los caminos de la magia: los Eredar. Los Eredar desarrollaron dos cualidades clave, una inteligencia inmensa y una estrecha conexión con las fuerzas de la magia. Los Eredar no tardaron en crear una civilización magnífica.
Pero sus habilidades llamaron la atención de Sargeras, el Titán caído. Fascinado por su potencia, decidió que podían convertirse en piezas clave de sus planes de destrucción cósmica. Dispuesto a convertir a los Eredar en los generales de su Legión Ardiente, Sargeras se dirigió a Argus y contactó con los tres líderes: Archimonde, Kil'Jaeden y Velen.
Sargeras ofreció conocimiento y poder en cantidades universales a los tres líderes de Argus. La oferta, difícil de rechazar, trajo una visión de un futuro lleno de muerte y destrucción a la mente de Velen. No tardó en comprender que una oferta tan grande conllevaría consecuencias proporcionalmente terribles para su gente. Contemplando lo que podría significar la destrucción de la civilización Eredar, Velen corrió a advertir a Kil'Jaeden y Archimonde, sin embargo, sus dos compañeros ya estaban seducidos por la oferta del Titán Oscuro y no hicieron caso a sus palabras. Ellos ofrecieron su lealtad a Sargeras y este cumplió su palabra, convirtiéndolos en figuras casi omnipotentes, pero corrompidas hasta el punto de portar la maldad pura de todo demonio.

### Los Naaru y los Draenei
Con este nuevo poder en manos de Archimonde y Kil'Jaeden, Velen supo que cualquier oposición directa sería inútil. A punto de darse por vencido y observando como se acercaba el fin de la civilización, que hasta hace poco había gozado del esplendor mismo de las estrellas, recibió respuesta a sus súplicas. Un ser de naturaleza completamente desconocida se manifestó ante él y se reveló como miembro de la ancestral raza de los Naaru, una raza de seres compuestos de energía pura dedicados a combatir la Cruzada Ardiente de Sargeras. El Naaru hizo una oferta a Velen, desplazarlo a él y sus fieles lejos de Argus, a un lugar seguro, lejos de la influencia de Sargeras y de sus dos nuevos generales.
Profundamente aliviado y con nuevas esperanzas, Velen reunió a los Eredar que, como él, rechazaron la oferta de Sargeras hasta ese momento. Esta nueva facción renegó de su raza y se bautizaron a sí mismos como los Draenei que en el antiguo idioma Eredun significa los exiliados. Estos renegados escaparon con la Legión Ardiente pisándoles los talones. Kil'Jaeden, exaltado en furia por lo que veía como la traición de Velen, juró que allá donde este y sus Draenei fueran, él los perseguiría, incluso si eso significaba alcanzar los límites del universo.
Durante milenios, la Legión persiguió a los Draenei a través de incontables mundos mientras estos buscaban un lugar en el que poder descansar con seguridad, pero no estaban solos. Los Naaru bendijeron a los Draenei con el poder de la Luz, dándoles a conocer que existían fuerzas en el universo que se unirían a la causa contra la Legión Ardiente de Sargeras y que un día esas fuerzas se reunirían en un mismo ejército, y los Naaru los guiarían a la batalla final contra la Legión. Emocionados por el deseo de los Naaru, los Draenei juraron fidelidad a estos seres de luz y continuar con su legado allá donde fueran.

### El Refugio de los Exiliados
Tras miles de años escapando de la Legión, los Draenei finalmente encontraron un mundo seguro. Este mundo, fértil y pacífico, tenía los recursos suficientes como para comenzar una nueva vida. A este mundo anónimo, los Draenei lo bautizaron como Draenor que en su lengua significaba Refugio de los Exiliados. Con miedo a ser descubiertos, Velen y sus seguidores comenzaron a reconstruir sus vidas manteniendo la magia al margen, para evitar llamar la atención de sus perseguidores.
Poco después de su llegada, los Draenei comenzaron a establecer contacto con las numerosas razas nativas del planeta, entre las que se encontraba el honorable pueblo de los orcos que habitaban en los territorios fértiles de Nagrand. Tratándose con respeto mutuo, los Draenei y los orcos se limitaban a mantener relaciones de comercio, nunca relacionándose un pueblo con otro.
Pero, aun con el cuidado de los Draenei por no llamar la atención de los demonios, no pasó mucho tiempo hasta que Kil'Jaeden logró encontrar el nuevo refugio. Observando y analizando ese nuevo mundo, su corrupta mente comenzó a trazar un nuevo plan para destruirlos.

### El Pacto de Sangre
Según los criptoglifos de la raza Draenei, el demonio Eredar Kil'Jaeden, al que conocen como el Embaucador, observaba el inocente planeta Draenor desde las profundidades del Torbellino del Vacío. Kil'Jaeden, planeaba una invasión discreta. Necesitaba una fuerza de choque que destruyera todo cuanto encontrara antes del paso de la Legión sobre el mundo. El objetivo consistía en debilitar a las razas mortales del planeta, antes de dar el golpe de gracia con la verdadera invasión y destruir a los traidores.
Kil'Jaeden, al contrario que sus congéneres Mannoroth y Archimonde, prefería tácticas de invasión más sutiles. Basadas en el engaño, buscando las debilidades del objetivo y aprovechándose de estas en beneficio propio.
En Draenor, habitaban una gran diversidad de razas. Los Draenei, que desarrollaron una cultura pacífica y civilizada, más avanzada que el resto, sacaban provecho de las técnicas de agricultura y desarrollaron una tradición mortuoria, diferente de lo que fueron originalmente los Eredar. Otra raza, los orcos, nativos de Draenor se desarrollaron en torno a las creencias en la naturaleza y los espíritus de esta. Organizados en clanes, gobernados generalmente por dos figuras. La primera, un jefe, que sería el más fuerte del clan; La segunda, un chamán, entrenado desde joven y que ejerciera la función de guía espiritual del pueblo. Tenían un marcado sentido del honor, y al contrario que los Draenei, los orcos basaban su alimentación en la cacería.
Kil'Jaeden, notó que los orcos eran una raza susceptible y le resultaría más fáciles de corromper, además la anatomía de los orcos era más favorable para labores de guerra, así que se decantó por corromper a la raza cazadora para ejecutar su plan.
El Embaucador habló al alma de un anciano chamán orco, de nombre Ner'Zhul y le prometió gloria, el poder que ninguna raza sobre Draenor vio jamás y el don de la eternidad. Ner'Zhul, atraído por la oferta del demonio Eredar, hizo un pacto de sangre con él. Así fue como Kil'Jaeden, a través del chamán sembró la semilla de la destrucción en el corazón de los orcos, y estos, con el tiempo se convirtieron en bárbaros sedientos de sangre y destrucción. Kil'Jaeden, contento, comenzó a observar la cacería indiscriminada que los orcos habían desatado sobre el pueblo Draenei. Solo unos escasos Draenei, bajo el mando de algunos líderes como Akama, consiguieron escapar de la masacre de los orcos ocultándose en cavernas.
En un último embiste, Kil'Jaeden se dirigió a Ner'Zhul y le propuso a él y al pueblo orco, entregarse en cuerpo y alma a la guerra. El chamán se dio cuenta entonces de las intenciones de Kil'Jaeden, y supo que el pueblo orco sería esclavizado, por lo que le dio la negativa al demonio. Disgustado por la reacción del anciano orco, Kil'Jaeden buscó a otra marioneta que llevara al pueblo orco por el camino de la Legión. El Embaucador fijó sus ojos en un aprendiz chamán, el orco Gul'Dan. Así fue como Gul'Dan, seducido por las ofertas, se convirtió en un aplicado estudiante de la magia demoniaca, de modo que el joven aprendiz de chamán, se convirtió en el más poderoso de los maestros brujos conocidos de la historia. Gul'Dan guio a otros orcos para abandonar las artes del chamanismo y les llevó a acoger los conocimientos demoniacos de la magia de Kil'Jaeden, el poder que los condenaría, la necromancia.
Cuando Kil'Jaeden logró sus objetivos a través de Gul'Dan, ayudó a este a crear el Consejo de las Sombras, una organización sectaria de orcos que manipularía los clanes en secreto y extendería las prácticas de la necromancia por todos los territorios de Draenor. De este modo, las tierras se pudrieron a medida que más orcos practicaban las artes brujas de los demonios. En poco tiempo, los campos orcos se convirtieron en baldías tierras infértiles y tétricas.

### La Llegada de la Horda a Azeroth
Tiempo después del engaño de Kil'Jaeden sobre los clanes orcos, las batallas en torno a Draenor volvieron a los orcos unos contra otros. Sin un enemigo común, el ansia de destrucción llevó a los orcos a competir entre ellos en pruebas de fuerza y luchas fratricidas. Ante la aprobación de esta dinámica por parte de los nigromantes, los brujos que estudiaban la magia y mantenían el balance del poder, pensaban que ningún orco sobreviviría, como ellos, Durotan, jefe del Clan Lobo Gélido (Frostwolf), advirtió que esta conducta acabaría con el pueblo orco. Nadie lo escuchó y otros jefes de clanes más poderosos se proclamaron campeones de guerra.
Los brujos advirtieron que, para avanzar en el dominio de la magia, los orcos debían encontrar un nuevo enemigo común. Fue en ese tiempo cuando los brujos se percataron de la presencia de una hendidura interdimensional. Pasaron años estudiando los misterios de ese fenómeno y haciendo ensayos y pruebas, hasta que se percataron de que tal hendidura se podía emplear como portal para enviar a un clan al otro lado. Una fuerza expedicionaria se internó en el portal y, al volver, sus integrantes describieron un mundo verde y lleno de vida. Sus relatos eran tan increíbles que sus hermanos orcos creyeron que lo que había más allá del portal los había enloquecido. Pero las muestras de plantas que los enviados por el portal trajeron daban buena cuenta de que sus relatos eran ciertos.
Tres meses después, siete guerreros se adentraron en el portal y volvieron con reportes detallados sobre el mundo del otro lado. Este nuevo mundo era Azeroth, y los orcos comenzaron a saquear las aldeas de los humanos. Pero, para asegurarse la victoria, el Consejo de las Sombras invocó a Mannoroth el Destructor. El Consejo convenció a los jefes de todos los clanes para que bebieran de la sangre de Mannoroth, obteniendo así una sed de sangre que los volvería invencibles. Todos los jefes de los clanes, a excepción de Durotan, bebieron y se convirtieron en siervos de Mannoroth, y éstos contagiaron su lealtad por el demonio a sus hermanos de clan.
Con las ansias de destrucción renovadas por la sangre de Mannoroth, los orcos se lanzaron a la carga, y Gul'Dan reunió al pueblo orco en una Horda, dentro de la cual los jefes de clanes lucharían entre ellos para coronarse como jefes supremos. Con engaños y manipulaciones, Gul'Dan logró sus planes, y Puño Negro el Destructor (Blackhand), señor del Clan Rocanegra (Blackrock) se hizo con el puesto de Señor de la Guerra y dominó sobre la Horda con su crueldad y sus ansias de poder.
El plan de Puño Negro era simple: La unificación de todos los orcos y la destrucción absoluta de la raza humana del recién descubierto mundo de Azeroth. La Horda sería el ejército de la Legión Ardiente y había dado comienzo la Primera Guerra de Azeroth.

## La Primera Gran Guerra de Azeroth

### La Apertura del Portal Oscuro
Mientras Kil'Jaeden, el Embaucador, supervisaba los progresos de la reciente Horda y la inminente invasión de Azeroth, Medivh continuaba su lucha por su alma contra Sargeras. El Rey Llane, el monarca de la nación de Ventormenta, no podía sino temer por la oscuridad que corrompía el espíritu de su antiguo amigo. Llane acabó compartiendo sus temores con Anduin Lothar, el último descendiente del linaje de los Arathi, al que eligió como su lugarteniente. Pero ni los dos juntos pudieron imaginar, y aún menos evitar, que la lenta pero creciente locura de Medivh acabaría desencadenando los horrores a los que pronto los hombres se deberían enfrentar.
Como un empujón final para la Horda, Sargeras contactó con Gul'Dan a través del cuerpo de Medivh. El Titán oscuro prometió a Gul'Dan un gran poder al brujo orco si este accedía a liderar a la Horda hacia Azeroth. Sargeras le reveló al orco que podría convertirse en una deidad si encontraba la tumba sumergida en el mar donde la guardiana Aegwynn dejó su cuerpo mutilado mil años atrás. Atraído por la oferta, Gul'Dan aceptó y decidió que, una vez eliminados los habitantes de Azeroth, buscaría la tumba y reclamaría su recompensa. Con la seguridad de que la destructiva Horda cumpliría sus planes, Sargeras ordenó la invasión de Azeroth.

### La Caída de Ventormenta
Uniendo sus poderes, Medivh y los brujos del Consejo de las Sombras abrieron un pasaje dimensional conocido como El Portal Oscuro. Este portal sería un puente entre Azeroth y Draenor, y era lo suficientemente grande como para que un poderoso ejército lo cruzara. Gul´dan envió exploradores orcos a través del portal para explorar la nueva tierra que iban a conquistar. El retorno de los exploradores ha asegurado al Consejo de las Sombras que Azeroth está listo para ser cosechado.
El clan Lobo Gélido, que huyó a Azeroth para huir de la ira de Gul'dan al rechazar beber la sangre de Mannoroth, levantó una base de operaciones cerca de la Ciénaga Negra (Black Morass), una oscura y pantanosa área al este del reino de Ventormenta, en el Pantano de los Susurros. Fue por esa misma zona donde, secretamente, el Clan Filo Ardiente (Burning Blade), la primera fuerza de exploración de Gul'dan, empezó a construir una fortaleza. Conforme los orcos empezaban a explorar las nuevas tierras, entraron en inmediato conflicto con los humanos defensores de Ventormenta. Aunque estas escaramuzas finalizaban rápidamente, fueron útiles para aprender acerca de las debilidades de ambas razas. Llane y Lothar nunca conocieron datos confiables acerca del número real de orcos y no pudieron imaginar cuán grande era la fuerza que venía contra ellos. Después de unos pocos años la mayoría de la Horda había cruzado hacia Azeroth, y Gul´dan consideró que el tiempo del primer golpe contra la humanidad había llegado. La Horda lanzó su primer ataque contra el desprevenido reino de Ventormenta. Al mando de Kilrogg Mortojo (Kilrogg Deadeye) del clan Foso Sangrante (Bleeding Hollow), y del ogro-mago Cho´gall del clan Martillo Crepuscular (Twilight Hammer), se inició el asedio de la ciudad. El rey Llane contraatacó con sus caballeros, y ante la sorpresiva contraofensiva, la Horda se vio obligada a replegarse. Ante esto, Gul´dan decidió colocar un Señor de la Guerra para toda la Horda, a quien pudiera controlar, cargo que recayó sobre Puño Negro el Destructor, del clan Cazatormenta (Stormreaver), quien era un líder particularmente astuto y despiadado. Esto provocó desazón entre algunos de los jefes de los otros clanes, a quienes los soldados veían como líderes más aptos, en especial los héroes orcos Grom Grito Infernal (Grom Hellscream) (al que se le ordenó quedarse en Draenor para organizar la defensa) y Orgrim Martillo Maldito ( Orgrim Doomhammer) (designado como uno de los generales de Puño Negro en Azeroth).
Conforme las fuerzas de Azeroth y la Horda chocaban por todo el reino, los conflictos internos empezaron a afectar ambos ejércitos. El rey Llane, que creía que los bestiales orcos eran incapaces de conquistar Azeroth, decidió fortificar su posición en su capital de Ventormenta. Sin embargo, Sir Lothar estaba convencido de que la batalla debería ser un ataque directo al enemigo, y se vio obligado a elegir entre sus propias convicciones y la lealtad a su rey. Escogiendo seguir sus instintos, Lothar partió hacia la torre-fortaleza de Medivh en Karazhan. Allí contó con la ayuda del joven aprendiz de Medivh, llamado Khadgar, quien también era espía del Kirin Tor. Ambos creían que derrotando al poseído Guardián, encontrarían una solución del conflicto. Luego de un asalto sorpresa, lograron darle muerte al cuerpo del Medivh y, sin saberlo, enviaron al espíritu de Sargeras hacia el Abismo. Como consecuencia, el puro y virtuoso espíritu de Medivh también fue liberado y pasó al plano astral. En el momento de la muerte de Medivh, Gul´dan se encontraba conectado psíquicamente con el corrupto Guardián, por lo que cayó en un estado de shock.
Aunque Medivh había sido derrotado, la Horda continuó su asedio sobre Ventormenta. Cuando la victoria de la Horda parecía cercana, Orgrim Martillo Maldito, jefe del clan Señor del Trueno (Thunderlord), y uno de los más grandiosos jefes de guerra orco, hábil estratega, con decisivo liderazgo, audacia y valor, comenzó a observar la depravada corrupción en que se habían sumergido los clanes desde su tiempo en Draenor. Los orcos, consumidos por su sed de sangre, y guiados por el déspota Puño Negro, habían perdido totalmente su identidad. Secretamente, se reunió con su viejo camarada, Durotan, quien había regresado del exilio y le había advertido sobre los engaños de Gul´dan. En rápida retribución, los asesinos de Gul´dan mataron a Durotan y a su esposa Draka, dejando vivir únicamente a un pequeño niño orco.
Destrozado por la muerte de su amigo Durotan, Orgrim Martillo Maldito se decidió a liberar a la Horda de la corrupción demoníaca y asumir el rol de Señor de la Guerra y jefe del Clan Roca Negra, asesinando al títere de Gul´dan, Puño Negro el Destructor. En el momento en que Gul´dan cayó víctima del coma al morir Medivh, Orgrim asaltó la fortaleza del clan Diente Negro (Black Tooth Grin), de Rend y Maim, hijos de Puño Negro, que tenían el propósito de vengar a su padre, y los envió de vuelta a Draenor. Capturando a Garona, la media orca, y la más letal de los asesinos de Gul’dan, mediante tortura la hizo confesar sus secretos. El Consejo de las Sombras fue descubierto y sus miembros ejecutados, a excepción de Gul’dan, quien al despertar y viendo lo que había pasado, ofreció a Martillo Maldito un trato que éste no podría rechazar: la formación de los Caballeros de la Muerte, para que hicieran frente a los Caballeros del Rey Llane. Martillo Maldito inició el ataque final sobre la ciudadela de Ventormenta. El rey Llane había subestimado el poder de la Horda, e inició un desesperado intento de buscar ayuda contra los invasores pieles verdes. Sin embargo, fue asesinado por Garona, para que esta demostrara así su lealtad a la Horda.
Lothar y sus guerreros, volviendo a casa desde Karazhan, no esperaban la muerte de su rey y la caída de su amada patria. Pero regresaron demasiado tarde y lo único que encontraron fue ruinas. La salvaje Horda había reclamado el país y todas sus tierras para sí misma. Forzados a ocultarse, Lothar y sus compañeros juraron salvar su patria cual fuera el costo.

## La Segunda Guerra

### La Alianza de Lordaeron – Mareas de Oscuridad
“Mareas de oscuridad braman sobre el reino de Lordaeron, querido amigo. La sombra vil, cual nube enfermiza de pestilencia, ha corrompido los campos de Stormwind y, voraz y violenta, arrasará a su paso toda noble visión de vida y de esperanza, sin temer a la espada ni a la Luz. Es hora de que seamos lo que siempre fuimos: Una sola nación. Rápido, porque ya vienen”.
Sir Lothar, de la Hermandad de los Caballos, a Lord Uther, de la Orden de la Mano de Plata
Archivos del Kirin Tor.
Tras la llegada a las costas de Lordaeron de miles de refugiados de Azeroth, el rey Terenas de Lordaeron convocó un consejo de delegados de cada uno de los siete reinos que gobernaba. Con los terribles relatos de destrucción y matanzas provocadas por la invasión orca de Azeroth, Lord Anduin Lothar convenció al soberano de Lordaeron para que unieran sus fuerzas frente a semejante amenaza. Después de mucho debatir y sopesar, los lores accedieron a la propuesta de Lothar y Terenas, y acordaron unir sus ejércitos bajo el mando general del propio Lothar. Como las orillas de Lordaeron ya habían sido saqueadas por pequeñas bandas de ladrones orcos, Lothar encontró un fuerte aliado en su amigo de toda la vida, el almirante Daelin Valiente (Daelin Proudmoore) del reino costero de Kul Tiras. Thoras Trollbane, Señor de Stromgarde, también ofreció rápidamente su apoyo a la Alianza recién forjada, saboreando la proximidad de gloriosas batallas. Pero estos guerreros no eran los únicos que se preparaban para la guerra.
Como el mandato real dictaba que se debían emplear todas las defensas en la guerra contra el mal, Alonso Faol, abad de la recién destruida abadía de Villanorte (Northshire), localizada al norte de Ventormenta, convenció a los ministros eclesiásticos de Lordaeron para que equiparan igualmente a sus clérigos y fieles con armas de guerra. De la misma manera en que los guardianes habían empuñado espadas de luz para defender los cielos, los hombres santos de la tierra debían prepararse para combatir contra las oscuras tinieblas que se acercaban amenazantes desde el sur. Uno de los clérigos, aprendiz del arzobispo Alonso Faol, fue testigo de la destrucción de la Abadía de Villanorte en Azeroth por parte de la Horda durante la Primera Guerra. Este paladin, llamado Uther el Iluminado (Uther the Lightbringer), ha comprendido que el esfuerzo que su Orden, la iglesia de la Sagrada Luz, hizo durante la Primera Guerra, no había sido suficiente para contener el poder de los orcos. Por esto, Uther viajó hasta el Lago Darrowmere, en el norte de Lordaeron, para enseñar a los Caballeros de la Orden de la Mano de Plata, los caminos de la Luz; y alistarlos en las filas reales. Estos nobles y valientes caballeros han aceptado el Código de la Luz, y se han convertido en los primeros Paladines. Sin embargo, la Alianza ha recibido el primer golpe y no precisamente de los orcos. Durante el viaje a Darrowmere, Uther fue atacado por piratas provenientes de la ciudad de Alterac. Con este hecho, Uther ha descubierto la conspiración de Lord Perenolde, Señor de Alterac, que ha traicionado a la Alianza, haciendo un trato con Martillo Maldito, con el afán de evitar que la Horda destruya Alterac, a su paso hacia la ciudad capital de Lordaeron. A pesar de esto, el primero de los Paladines no está dispuesto a dejar caer a su pueblo tan fácilmente. Bendecidos en las Iglesias y los monasterios de Lordaeron, los Paladines se lanzan a la batalla con la fe como escudo y con el Martillo de la Luz como arma.
Es por ello que Lothar no está solo. A su lado combaten Uther el Iluminado, Capitán de los Paladines de La Mano de Plata de Lordaeron; Daelin Valiente, Almirante de la Armada de Kul Tiras; Thoras Trollbane, Señor de Stromgarde; Genn Cringris (Genn Greymane), Señor de Gilneas; los poderosos magos de la Ciudadela Violeta de Dalaran, enviados por el Kirin Tor, y Turalyon, uno de los más experimentados de sus lugartenientes. Pero Lothar ha sido también hábil para ganarse otros poderosos aliados. Por los antiguos pasadizos subterráneos de Khaz Modan, llegaron los estoicos enanos de Forjaz, al mando de Muradin Barbabronce, hermano del rey Magni, anunciando que los orcos ya habían empezado a asaltar su reino en las montañas. Los enanos ofrecieron su apoyo, armas e ingeniosas tecnologías. Los humanos, por su parte, les aseguraron que los orcos serían expulsados a toda costa. De Pico Nidal han descendido los Martillo Salvaje, montando sus impresionantes grifos. De la tecno-ciudad de Gnomeregan, los astutos gnomos, han enviado a sus hábiles pilotos e ingenieros en socorro de la Alianza, junto con sus poderosos tanques de vapor y autogiros. Los solitarios elfos de Lunargenta, al mando de la Forestal Alleria Brisaveloz (Alleria Windrunner), se aventuraron a salir desde los tupidos bosques de Quel’thalas para ofrecer sus servicios. Sus magias, muy relacionadas con las fuerzas terrenales, mostraban que los orcos habían profanado las tierras de Lordaeron como parte de sus siniestros planes. Anasterian Caminante del Sol (Anasteria Sunstrider), regidor de Quel´thalas, ha enviado a sus arqueros, sacerdotes y hechiceras. Estos, largamente desinteresados en el conflicto por venir, tienen una deuda de honor con Lothar porque es el único descendiente de los Arathi, que les habían ayudado en épocas pasadas. Se echó tierra a los prejuicios malignos que habían existido desde antaño entre las tres razas y se creó un vínculo entre estos antiguos vecinos, vínculo conocido como La Gran Alianza de Lordaeron.

Así, unidos por las armas frente a un mismo enemigo, la Alianza se erige por encima de las orillas del destino y espera la llegada de la Marea oscura.
La Horda, ahora liderada por Señor de la Guerra Orgrim Martillo Maldito, también ha hecho alianzas. Desde Draenor han llegado los gigantescos y brutales Ogros, bajo el liderazgo del ogro Cho’gall del clan Martillo Crepuscular, y los Trolls Amani del Bosque de Argénteos (Silverpine Forest), lanzadores de hachas y acérrimos rivales de los Altos Elfos, han decidido pelear por la Horda, al mando de su líder Zul’jin, recientemente liberado de una prisión en Quel’thalas. Asimismo, los ambiciosos Goblins, siempre deseosos de poseer oro, se han aliado con la Horda, y la han provisto de maquinaria de asedio, zeppelines y barcos. Una masiva campaña ha iniciado para tomar el reino Enano de Khaz Modan y las regiones sur de Lordaeron, y la Horda ha diezmado toda oposición.
Las épicas batallas de la Segunda Guerra recuerdan grandes enfrentamientos navales y peleas aéreas masivas. En las profundas cavernas de Khaz Modan ha sido desenterrado un poderoso artefacto, conocido únicamente como Alma de Demonio. Gracias a este artefacto, los brujos orcos han logrado a esclavizar a una gran dragona roja y a sus hijos. Amenazada con destruir sus preciosos huevos, la Horda ha forzado a Alexstrasza, la Reina de Dragones, a mandar a sus hijos a la guerra. Los nobles dragones rojos han sido forzados a pelear por la Horda y se han enfrentado, apoyados por los zeppelines goblins, en gigantescas batallas contra los autogiros de los gnomos, los jinetes de grifos de los Martillo Salvaje y los Forestales Elfos. Genn Cringris ha levantado un fenomenal muro defensivo (y para aislarse de los reinos vecinos debido a desavenencias con las recién creada Alianza, dejando al reino completamente aislado, lo que provocará en un futuro la plaga de huargens y la huida de Gilneas bajo la ayuda de los elfos de la noche durante el Cataclismo) alrededor de Gilneas, para retrasar lo máximo posible el avance de la Horda, el famoso “Muro de Cringris”.
La guerra ruge a través de los continentes de Khaz Modan, Lordaeron y Azeroth. La Horda ha incendiado las fronteras boscosas de Quel´thalas y ha realizado enormes ataques navales a las refinerías de aceite de Kul Tiras y a los puertos y ciudades costeras de Lordaeron. El Almirante Valiente ha contraatacado con la Armada cañoneando las posiciones de los orcos sobre las costas del norte de Khaz Modan. Uther y los Paladines montan asedio a la ciudad de Alterac, pero gracias a una revuelta provocada por los propios campesinos, Lord Perenolde es depuesto, pero logra escapar. Las fuerzas de Turalyon chocan de frente contra los jinetes de lobos de la Horda. Las grandes ciudades y pueblos han sido arrasados y devastados por el conflicto, y a pesar del ingente esfuerzo, Lord Lothar y los aliados se han visto obligados a retroceder hasta las murallas mismas de la Ciudad Capital.
Sin embargo, durante los días finales de la Segunda Guerra, cuando la victoria de la Horda sobre la Alianza parecía segura, una terrible disputa surgió entre los dos orcos más poderosos sobre Azeroth. Gul'dan, rencoroso por el golpe de Estado de Orgrim Martillo Maldito mientras estaba en coma, no guardaba ninguna lealtad hacia Orgrim, pero lo apoyó mientras llegaba el momento adecuado. Inclusive, para ganarse la simpatía del nuevo Señor de la Guerra, capturó los cuerpos de varios caballeros de la Alianza caídos en la batalla, e invocando a los miembros asesinados del Consejo de las Sombras, logró que sus espíritus revivieran en los cuerpos de los caballeros, a quienes llamó Caballeros de la Muerte. Orgrim estaba complacido con los Caballeros de la Muerte, pues eran poderosos aliados en la batalla, pero no sabía que éstos eran fieles únicamente a Gul´dan. Mientras Martillo Maldito prepara su asalto final sobre la Ciudad Capital de Lordaeron – un asalto que hubiera resquebrajado los últimos remanentes de la Alianza – Gul´dan y sus seguidores, los clanes Cazatormentas y Martillo Crepuscular (con su líder el ogro Cho’gall a la cabeza), abandonaron sus puestos y se hicieron a la mar. El irritado jefe Martillo Maldito, viendo reducidas sus fuerzas debido a los engaños de Gul´dan, ha tenido que abandonar su más grande oportunidad de victoria sobre la Alianza.
Mirando el costo de la traición de Gul´dan, Martillo Maldito envía sus fuerzas para asesinarlo y hacer volver a los renegados. Para su desgracia, Gul´dan ha desaparecido. Con su líder perdido, los clanes renegados cayeron fácilmente ante las legiones de Martillo Maldito. Con la rebelión acabada, la Horda ha sido incapaz de recuperarse de sus pérdidas. La traición de Gul´dan no solo le ha dado esperanza a la Alianza, sino también tiempo para reagruparse y contraatacar.
Lord Lothar se ha dado cuenta de que la Horda se ha fracturado, ha reunido sus fuerzas y ha empujado, en un choque frontal directo, a Martillo Maldito hacia el sur, obligándole a replegarse hacia el corazón de la destruida Ventormenta. Allí, las fuerzas de la Alianza han arrinconado a la Horda en retirada en el fuerte volcánico de Cumbre Roca Negra, donde el clan del Señor de la Guerra tiene su base. En el fragor de la batalla, los dos bravos líderes se han encontrado. No se ha visto hasta ahora combate más bravío. Al final, Lord Lothar ha caído mortalmente herido: Martillo Maldito logra derrotarlo, aunque el Señor de la Guerra tampoco ha salido ileso. Sin embargo, lejos de desalentarse, la muerte de Lothar no produce el efecto que Orgrim hubiera deseado. Perdido su líder, el lugarteniente Turalyon levanta el escudo de su comandante y dirige un furibundo ataque suicida a la base, y a la undécima hora, la Horda ha retrocedido hasta el abismal Pantano de los Susurros, a los pies mismos del Portal Oscuro. Finalmente, Uther y los Paladines realizan un ataque temerario a la fortaleza del Clan Filo Ardiente, logrando abrir una brecha hacia el Portal. Las fuerzas de Turalyon y Uther combinadas avanzan y destruyen el Portal Oscuro, la mística puerta que conecta a los orcos con su hogar en Draenor. Únicamente Kilrogg Mortojo ha logrado escapar hacia Draenor. Sin capacidad para recibir refuerzos y divididos durante la batalla, la Horda finalmente ha caído ante el poder de la Alianza.
Los escasos clanes orcos que han sobrevivido han sido capturados y colocados en campos de internamiento. Aunque la Horda ha sido finalmente derrotada para bien, algunos aún están altamente escépticos de que por fin haya paz. Khadgar, ahora un archimago de renombre, ha convencido a la Alianza de construir La Fortaleza de Nethergarde para vigilar las ruinas del Portal Oscuro y asegurarse de que no haya futuras invasiones desde Draenor.

## La Invasión de Draenor

### Más Allá del Portal Oscuro
Con los fuegos de la Segunda Guerra apagándose, la Alianza lleva a cabo reducidas misiones para acabar con los últimos vestigios de la Horda orca. Un gran número de campos de internamiento han sido construidos en el sur de Lordaeron, al este de Pico Nidal. La vieja Fortaleza de Durnholde, elevada sobre una colina que observa todo el valle, fue elegida como guardiana de los campos de internamiento orcos. Lord Aedelas Blackmoore, uno de los generales más destacados durante la Segunda Guerra, ha sido designado patrón de Durnholde. A su vez, Danath Trollbane, un mercenario de la ciudad de Stormgarde que ha sido reconocido como héroe luego de asumir el mando de las fuerzas de su ciudad durante el asedio de la Horda, es designado como guardián de uno de los campos de internamiento donde los más fieros guerreros orcos fueron colocados. El mismo Señor de la Guerra, Orgrim Martillo Maldito, ha sido puesto preso y se ha constituido en un esclavo personal de mismo rey Terenas. Solamente un clan, los Foso Sangrante de Kilrogg Mortojo, ha logrado escapar del control de la Alianza y se refugia en las Montañas Crestagrana.
En el infernal mundo de Draenor, un nuevo ejército orco se prepara para golpear a la inadvertida Alianza. Ner´zhul, el antiguo mentor de Gul´dan, ha reunido los clanes sobrevivientes bajo su negro estandarte. Aliado con el clan Diente Negro de Rend y Maim (hijos de Puño Negro el Destructor) y apoyado por su propio Clan Sombraluna (Shadowmoon), el viejo chamán planea abrir un número de portales sobre Draenor que conduzca a la Horda a nuevos e inexplorados mundos. Luego de abrir nuevamente el Portal Oscuro, Kilrogg y los Foso Sangrante fueron aclamados como héroes. Algunos clanes, sin embargo, no confiaban del todo en los planes de Ner’zhul. Fenris el Cazador, capitán del Ejército de Sythegore y jefe del clan Señor del Trueno, sugirió al viejo chamán continuar con la conquista iniciada por Martillo Maldito en Azeroth, pero Ner’zhul no compartía su visión. Secretamente, Fenris y todo el clan Señor del Trueno fueron destruidos por los Sombraluna, el clan de Ner’zhul.
Conociendo que la Calavera de Gul’dan, su antiguo discípulo, había sido capturada por 'Tagar Rompeloma (Tagar Spinebreaker) del clan de orcos caníbales Mascahuesos (Bonechewers), Ner’zhul destruyó al clan y usurpó la Calavera. A su vez, pretendía robar más artefactos de Azeroth y usarlos para abrir los portales. La nueva Horda, liderada por el joven Grom Grito Infernal del clan Grito de Guerra (Warsong) y el veterano Kilrogg Mortojo, sorprendió las defensas de la Alianza e ingresó al país. Bajo los quirúrgicos mandatos de Ner´zhul, los orcos rápidamente obtuvieron los artefactos que necesitaban y volvieron a la seguridad de Draenor. Luego de robar el Bastón Enjoyado de Sargeras, la Horda batalló contra Alterac por el Libro de Medivh, y robó el Ojo de Dalaran de la reconstruida Isla de la Cruz.
Advertidos por el ataque repentino de los orcos, los magos del Kirin Tor convencen al rey Terenas de realizar una expedición hacia Draenor, más allá del Portal Oscuro, y acabar con la amenaza orca de una vez por todas. Las fuerzas de la Alianza, al mando del General Turalyon y del archimago Khadgar, salen de la Fortaleza Nethergate, y marchan sobre Draenor e inmediatamente, en las terribles praderas de la Península del Fuego Infernal (Hellfire Peninsula), entraron en combate con los clanes de Ner´zhul, los Grito de Guerra, los Foso Sangrante y los Mano Destrozada (Shatterend Hand), este último al mando del jefe Garrafilada (Bladefist). Dándose cuenta del catastrófico resultado que tendrá el hechizo del brujo orco, Khadgar en persona, junto a Turalyon, la forestal elfa Alleria Brisaveloz, el veterano Danath Trollbane y el enano Kurdran Martillo Salvaje (montado en su leal grifo Sky’ree), hacen un desesperado intento por detenerlo. A pesar de esto, Khadgar no fue capaz de prevenir que el chamán abriera los portales a otros mundos. Sin embargo, un terrible precio se tuvo que pagar por ello. Las tremendas energías de los portales provocaron que Draenor empezara a consumirse en una terrible espiral de destrucción. Mientras las fuerzas de Turalyon trataban desesperadamente de volver a Azeroth, el mundo de Draenor se comprimía sobre sí mismo. Grom Grito Infernal y Kilrogg Mortojo, viendo que la locura de Ner´zhul había traído la perdición a toda su raza, reunieron a los orcos remanentes y lograron escapar hacia la relativa seguridad de Azeroth.
En Draenor, Turalyon y Khadgar decidieron hacer un último sacrificio destruyendo el Portal Oscuro desde su lado. Aunque esto les costaría sus vidas y las de sus compañeros, sabían que era la única forma de asegurarse la supervivencia de Azeroth. Gracias a la ayuda del ogro Mogor, jefe del Clan de la Calavera, logran recuperar el Libro de Medivh y pasarlo al otro lado con unos pocos sobrevivientes. Inmediatamente que Grito Infernal y Mortojo luchaban su camino entre las filas humanas en un desesperado esfuerzo por la libertad, el Portal Oscuro explotaba detrás de ellos. No había regreso.
Ner´zhul y su leal clan Sombraluna lograron pasar a través de uno de los portales más grandes. Rend y Maim y el Clan Diente Negro no pudieron escapar y quedaron atrapados en la caótica dimensión. Luego una masiva explosión separó los continentes de Draenor. Los océanos ardientes se abalanzaron sobre la tierra y el torturado mundo fue finalmente consumido en una masiva y apocalíptica implosión.

## El Nacimiento del Rey Exánime (Lich King)
Ner'zhul y sus seguidores entraron en el Torbellino del Vacío, el plano etéreo que conecta todos los mundos que forman la Gran Oscuridad del Más Allá. Desafortunadamente, Kil'jaeden y sus demonios los esperaban. Kil´jaeden, quien deseaba vengarse por el estúpido desprecio de Ner'zhul, lentamente desmembró al viejo chamán, parte por parte. Kil´jaeden cuidó de que el espíritu del chamán continuara vivo e intacto, por lo que Ner´zhul observó dolorosamente cómo su cuerpo era desmembrado. Ner´zhul suplicó al demonio que dejara en paz su espíritu y le diera muerte, pero el demonio le replicó que el Pacto de Sangre que habían hecho hace mucho tiempo continuaba vigente y que todavía Ner'zhul tenía un propósito para el cual servir.
El fracaso de los orcos en conquistar el mundo para la Legión Ardiente había forzado a Kil'jaeden a crear un nuevo ejército que llevara el caos a los reinos de Azeroth. Este nuevo ejército no debería caer en las mismas pequeñas rivalidades y luchas internas que plagaron a la Horda. Debería ser inmisericorde y persistente en su misión. Esta vez, Kil'jaeden no admitiría errores.
Manteniendo el espíritu de Ner´zhul en éxtasis, Kil'jaeden le dio una última oportunidad de servir a la Legión o sufrir eterno tormento. Una vez más, Ner'zhul aceptó pactar con el demonio. Su espíritu fue colocado en un bloque de hielo y diamante especialmente diseñado de los lugares más lejanos del Torbellino del Vacío. Atrapado en este casco congelado, Ner´zhul sintió que su conciencia se expandía diez veces más. Transformado por los caóticos poderes del demonio, Ner´zhul se había vuelto una entidad espectral de inmenso poder. En ese momento, el orco conocido como Ner'zhul dejó de existir para siempre, y el Rey Exánime (Rey Lich o Lich King) había nacido.
Los leales caballeros de la muerte de Ner'zhul y los chamanes del clan Sombraluna también fueron transformados por las caóticas energías del demonio. Los perversos hechiceros fueron descuartizados y rearmados como liches esqueléticos. Los demonios se aseguraron que aún en la muerte, los seguidores de Ner´zhul le servirían incuestionablemente.
Cuando el tiempo fue el correcto, Kil'jaeden explicó la misión para la cual el Rey Exánime había sido creado. Ner'zhul libraría una plaga de muerte y terror a lo largo de Azeroth que arrasaría la civilización humana para siempre. Todos aquellos que murieran por la plaga se levantarían de nuevo como muertos vivientes, y sus espíritus quedarían eternamente unidos a Ner'zhul. Kil´jaeden prometió a Ner´zhul que una vez que cumpliera su oscura misión de azotar la humanidad, le dejaría libre de su maldición y le daría un nuevo y sano cuerpo en el cual habitar.
Aunque Ner'zhul parecía ansioso de iniciar su parte, Kil´jaeden permanecía escéptico de sus débiles lealtades. La ausencia de cuerpo del Rey Exánime y su prisión de hielo aseguraban su buena conducta por corto tiempo, pero el demonio sabía que debería colocar un ojo vigilante sobre él. Para este fin, Kil´jaeden asignó a su élite demoníaca, los vampíricos Señores del Terror, de vigilar a Ner'zhul y asegurarse de que cumpliera su cometido. Tichondrius, el más poderoso y astuto de los Señores del Terror, aceptó el reto; se encontraba fascinado por la severidad de la plaga y la potencial habilidad del Rey Exánime para el genocidio.

### Corona de Hielo y el Trono de Hielo
Kil'jaeden envío el casco de hielo con Ner'zhul de vuelta al mundo de Azeroth. El endurecido cristal cruzó el negro cielo y se estrelló en el desolado continente de Rasganorte, clavándose profundamente en el glaciar de Corona de Hielo (Icecrown). El cristal congelado, moldeado y resquebrajado por el violento descenso, tomó la forma de un trono, y el vengativo espíritu de Ner'zhul pronto tomó conciencia de ello.
Desde los confines del Trono de Hielo, Ner'zhul comenzó a explorar con su vasta conciencia y tocó las mentes de los habitantes nativos de Rasganorte. Con poco esfuerzo, esclavizó las mentes de las muchas criaturas indígenas, incluyendo los trolls de hielo y los fieros wéndigos, y dirigió a sus malvados hermanos hacia la Sombra. Usando sus poderes casi ilimitados, creó un pequeño ejército que se albergó en los laberintos de Corona de Hielo. Conforme del Rey Exánime manejaba sus crecientes habilidades bajo la persistente vigilancia de los Señores del Terror, descubrió un remoto asentamiento humano en la costa de las vastas Ruinas del Dragón. Ner´zhul decidió probar sus poderes en los desprevenidos humanos.
Ner'zhul lanzó su plaga – la cual se había originado desde las profundidades del Trono de Hielo, en los desperdicios árticos. Controlando la plaga con su voluntad, atacó la villa humana. Al cabo de tres días, todos en el asentamiento habían muerto, pero casi inmediatamente, los habitantes muertos empezaron a levantarse como cuerpos zombificados. Ner'zhul podía sentir sus espíritus individuales como si fueran parte de él mismo. La inmensa cacofonía en su mente causó que Ner'zhul se hiciera más poderoso, sus espíritus le proveyeron de mucho más sustento. Descubrió que era juego de niños controlar a las acciones de los zombis y hacerlos cumplir sus deseos.
Durante los siguientes meses, Ner'zhul continuo experimentando con su plaga de muertos vivientes subyugando a cada humano habitante de Rasganorte. Con su ejército de muertos vivientes creciendo diariamente, supo que su verdadera prueba estaba cerca.

### Guerra de la Araña
Ner'zhul continuó consolidando su poder en su base de Rasganorte. Una gran ciudadela fue erigida en el glaciar Corona de Hielo y fortificada por las crecientes legiones de los muertos. Pero, mientras el Rey Exánime afirmaba sus fuerzas en Rasganorte, el Imperio subterráneo de Azjol-Nerub, el cual había sido fundado por una raza de siniestras arañas humanoides, envió a sus guardia de guerreros de élite contra Corona de Hielo con el propósito de acabar con el dominio del Rey Exánime. Para mayor frustración, Ner´zhul comprobó que los malignos Nerubian, como se llamaban los habitantes de Azjol-Nerub eran inmunes no solo a la plaga, sino a su dominación telepática también.
Los señores araña Nerubian, descendientes de los insectoides Azil’Aqir, comandaban inmensas fuerzas y sus vastas redes subterráneas estrechaban casi la mitad de la ciudadela de Rasganorte. Sus tácticas de guerrillas sobre las fortalezas del Rey Exánime iban esperanzadas en derrotarlo con el tiempo. La Guerra de la Araña se ganó por desgaste. Con la ayuda de los siniestros Señores del Terror y los innumerables guerreros muertos vivientes, el Rey Exánime invadió Azjol-Nerub y destruyó los templos subterráneos, que cayeron sobre las cabezas de los señores araña Nerubian.
Aprovechando la existencia cercana del Cementerio de los Dragones Azules, Ner’zhul utilizó sus poderes de nigromancia para animar los esqueletos de los Dragones, a los que llamó Vermis de Escarcha (Ice Wyrms), sus mascotas favoritas, y los lanzó en un inmenso ataque aéreo sobre Azjol-Nerub. Finalmente, montó un terrible asedio sobre la Fortaleza de Draktharon, donde el último de los Reyes Nerubian, Anub’Arak el Inmisericorde, había atrincherado sus fuerzas. Durante el ataque, el gran Anub’Arak cayó mortalmente herido. Su cuerpo fue momificado y enterrado en un sarcófago bajo un Ziggurat, según la tradición nerubian. Como los nerubian eran inmunes a la plaga, Ner´zhul utilizó sus poderes de nigromancia para levantar los cuerpos de los guerreros araña y aliarlos a él. Estos serían conocidos como Demonios de la Cripta. Astutamente, el Rey Exánime levantó también al caído rey Anub’Arak, y lo designó general de su ejército.
Como testamento de su tenacidad y osadía, Ner´zhul adoptó el estilo arquitectónico distintivo de los Nerubian para sus propias fortalezas y estructuras. Libre para liderar sin oposición su reino, el Rey Exánime se preparó para su verdadera misión en el mundo. Explorando entre las tierras humanas con su vasta conciencia, el Rey Exánime llamó a cualquier alma oscura que estuviera dispuesta a escuchar…

### La Batalla de Grim Batol – El día del Dragón
En las vastas montañas de Khaz Modan hay una antigua ciudad enana llamada Grim Batol. Dicen algunos que una vez perteneció a uno de los altos reyes Martillo Salvaje, pero que hubo una gran guerra contra una poderosa hechicera, y ahora la ciudadela y la fortaleza están embrujadas. Criaturas malignas de repulsivas formas se mueven entre los oscuros rincones de la abandonada ciudad. Sin embargo, sin conocerlo previamente la Alianza, una gran fuerza de orcos continúa merodeando libre entre las montañas. El Clan Faucedraco (Dragonmaw), liderado por un infame brujo orco llamado Nekros Aplastacráneos (Nekros Skullcrusher), uno de los pocos brujos orcos que no pertenecían al Concejo de las Sombras. Nekros se consideraba más un guerrero que un mago, pero la necesidad de deberse a su clan le había obligado a tomar el reto, más cuando durante la Segunda Guerra un caballero le cortó una pierna.
Durante la ocupación de Khaz Modan por la Horda, en medio de la Segunda Guerra, en la profundidad de una de las excavaciones de los enanos, los orcos encontraron un poderoso y ancestral artefacto mágico que tenía el poder de controlar a los dragones. Ante tal descubrimiento, Puño Negro el Destructor encontró la manera de obligar a una enorme dragona roja a mandar a sus hijos a pelear por la Horda. Esta dragona no era otra que la ancestral Alexstrasza, la Protectora de la Vida, la Reina de los Dragones. Zuluhed, líder de los Faucedraco, encomendó a Nekros la vigilancia de este artefacto, llamado Alma del Demonio, y de la dragona cautiva, en la abandonada – algunos llaman maldita - fortaleza de Grim Batol. Utilizando el Alma de Demonio, Nekros infligía un profundo dolor a su prisionera cuando esta no cooperaba, obligándola a poner huevos.
Nekros continuamente abusaba de ella, mental y físicamente, especialmente luego de la Segunda Guerra, cuando la poderosa dragona se convirtió en la única arma verdadera de la Horda en contra de la Alianza. Ella se consolaba con el hecho de que, cuando muriera, sus niños ya no tendrían que obedecer al brujo. De esta manera, Nekros, luego de la derrota de la Horda y la muerte de su jefe Zuluhed, se disponía a crear un nuevo ejército con el cual barrer a los humanos.
Sin embargo, Korialstrasz, el legendario dragón rojo amante de Alexstrasza, hacía ingentes esfuerzos por liberar a su amada. Utilizando sus místicos poderes, el Dragón logró poseer el cuerpo de un noble humano llamado Krasus y se infiltró dentro del Kirin Tor, el enigmático consejo de magos que gobierna Dalaran, y continuamente usaba su posición para abogar por la liberación de su Reina. Finalmente, al finalizar la Segunda Guerra, el Kirin Tor decidió mandar a uno de sus agentes, el joven mago Rhonin, llamado el Inconforme, a una misión de exploración a Khaz Modan, pero Korialstrasz, aprovechándose de la situación, secretamente le dio otra misión a Rhonin: liberar a Alexstrasza.
Rhonin era un mago que, durante la Segunda Guerra, accidentalmente asesinó a los guerreros que conformaban su escuadrón, al tratar de ejecutar un peligroso hechizo como parte de su misión. Por esta atrocidad, fue puesto a prueba por el Kirin Tor al enviarlo a Khaz Modan. Krasus, sin embargo, tenía otros planes para él. Enviándolo a Grim Batol, Korialstrasz ordenó a Rhonin liberar a la Reina de los Dragones. Para ayudarlo en su misión, el Dragón envió a Vereesa Brisaveloz, una forestal alta elfa, hermana menor de la legendaria Alleria Brisaveloz, a escoltarlo hasta el Puerto de Hasic.
Durante el trayecto, se encontraron con un grupo de paladines de la Orden de la Mano de Plata, liderados por Duncan Senturus, quien también había luchado en la Segunda Guerra. Prendado de la belleza de Vereesa, Senturus decidió escoltarlos hacia Hasic, sin embargo, fueron emboscados por dragones rojos controlados por los orcos. Duncan, mediante un ágil movimiento, logró subir al cuello de uno de los dragones, y luego de apuñalar al orco que lo montaba, entabló una feroz lucha con la bestia. Finalmente, logró matarlo, pero sus heridas eran tan graves que murió en el sitio.
Luego de honrar su memoria, los viajeros continuaron adelante. Vereesa tuvo que defender a Rhonin de las acusaciones de los paladines, que habían sido testigos del terrible “crimen” del mago. Al llegar a Hasic, el puerto entero había sido reducido a ruinas. El único defensor en sobrevivir fue Falstad el Cazadragones (Falstad Dragonreaver), un enano del Clan Martillo Salvaje de Pico Nidal, quien era jinete de grifos. Muertos sus compañeros durante un combate con los dragones, decidió acompañar a Rhonin y Vereesa cuando estos decidieron cruzar el Gran Mar hacia Khaz Modan y dirigirse a Grim Batol. Sin embargo, había una historia oculta que Rhonin y Vereesa no conocían.
Neltharion el Dragón Negro, el Guardián de la Tierra, quien durante la Guerra de los Ancestros había enloquecido, era el verdadero instigador del conflicto. Diez mil años antes, durante la Batalla del Templo de Azshara, Neltharion se había corrompido por la magia maligna de la Legión Ardiente, y había abandonado a sus camaradas en plena batalla. Mediante un formidable engaño, Neltharion había logrado que los otros Cuatro Aspectos, los dragones protectores de Azeroth, cedieran parte de su poder al poderoso artefacto Alma de Demonio, como prevención para un futuro ataque de la Legión. Esto permitió que Alamuerte (como se hacía llamar el Dragón Negro) fuera el más fuerte de todos los dragones, pues fue el único que conservó sus poderes intactos. Asimismo, Alamuerte se aseguró que los orcos hallaran el Alma del Demonio, pues sabía que así podrían esclavizar a Alexstrasza. El malévolo plan del Dragón Negro era subyugar a la dragona para que esta empollara sus huevos y revivir a la extinta raza de dragones negros.
Para esto, Alamuerte juró lealtad a la Horda, y en retribución, los alquimistas goblin le hicieron una armadura de escamas de adamantium, con la que el dragón era prácticamente invencible. Incluso, construyó su propia ciudadela en la Península del Fuego Infernal, cerca del Portal Oscuro. Luego de la Segunda Guerra y la consecuente derrota de la Horda a manos de la Alianza, Alamuerte se refugió en la volcánica Cumbre de Roca Negra junto a otros dragones rebeldes. Cumbre Roca Negra se convirtió en un fortín impenetrable para los humanos.
Posteriormente, Neltharion, usando sus inmensos poderes, logró transmutarse en un humano que se hacía llamar Lord Prestor. Infiltrándose en la política de la Alianza, Lord Prestor logró apoderarse del trono de Alterac y penetrar dentro de la familia real de Lordaeron. Su plan era hacerse con el control de la ciudad estado de Alterac, la cual había quedado acéfala luego de la derrota de su malvado señor, el Barón Lord Perenolde, a manos de Uther el Iluminado. Utilizando sus inmensos poderes mentales, Lord Prestor había logrado ascender hasta los altos puestos de mando de la Alianza, pudiendo controlar incluso las decisiones del mismo Rey Terenas y del Kirin Tor, al punto que Terenas le prometió en matrimonio a su hija Calia Menethil, hermana mayor del joven Príncipe Arthas. Advertido por su sirviente, el oportunista goblin Kryll, logró enterarse del plan de Korialstrasz, por lo que, volviendo a su forma de dragón, salió en busca de Rhonin.
Mientras tanto, el noble enano Falstad transportaba a Rhonin y Vereesa a través del Gran Mar, sobre el lomo del grifo de Falstad, Molok. Durante el vuelo, fueron nuevamente atacados por los dragones rojos de los orcos. Sorpresivamente, fueron rescatados por Alamuerte. Mediante sus artimañas y manipulaciones, Alamuerte secuestró a Rhonin, pues planeaba utilizarlo para deshacerse de los orcos, y así, el podría atacar a la dragona fácilmente y robar sus huevos.
Vereesa y Falstad decidieron rescatar a Rhonin, pero fueron conducidos a una trampa elaborada por Kryll. Un trío de trolls, al mando del troll tuerto Shnel, emboscó a la elfa y al enano, pero para su fortuna, fueron rescatados por Rom y su banda de enanos, quienes habían sido enviados por Korialstrasz para ayudarlos en la batalla que se avecinaba.
Entre tanto, Alamuerte avisó a Nekros del inminente asalto de Rhonin y sus aliados, y lo convenció de movilizar a Alexstrasza y sus huevos hacia el despoblado, con el fin de apoderarse de ella más fácilmente. Justo en ese momento, Rhonin y sus compañeros iniciaban el ataque a Grim Batol. Aprovechando la confusión, Kryll, quien tenía sus propios planes para el Alma de Demonio, trató de robar el artefacto, sin embargo, no contaba con que Nekros había colocado a un enorme Golem de Fuego para vigilar el Alma de Demonio, y el desafortunado goblin fue incinerado.
Sin embargo, Neltharion no contaba con la astucia de Korialstrasz. El Dragón Rojo había recobrado su forma bestial, y había reunido a los otros Aspectos, Nozdormu y Malygos, para rescatar a Alexstrasza. Sin embargo, los Aspectos eran demasiado débiles comparados con Alamuerte, debido a que el Dragón Negro tenía sus poderes intactos, y además portaba su armadura de adamantium.
Cuando todo parecía perdido, Rhonin logra derrotar a Nekros y a su Golem de Fuego utilizando un poderoso hechizo. Finalmente, el mago logra destruir el Alma de Demonio. Ahora, con sus poderes completos, los Aspectos logran derrotar a Alamuerte. Alexstrasza, libre al fin, se reúne con su amado, y decide tomarse su revancha, reduciendo a cenizas la fortaleza de Grim Batol, con Nekros y su clan Faucedraco dentro de ella.
Los grandes planes de Nekros para reunificar la Horda bajo su mando han sido rotos. Los pocos dragones negros sobrevivientes, viendo a su líder perdido, se alejan hacia una distante tierra, al otro lado del mar, en busca de la más poderosa hija de Neltharion, Onyxia. La derrota del clan Faucedraco señala el fin de la Horda y de la furiosa sed de sangre de los orcos.

### Kel’thuzad y el Culto de los Malditos
Muchos individuos deseosos de poder de todo el mundo acudieron al llamado mental del Rey Exánime desde Rasganorte. El más notable de ellos fue sin embargo un archimago de Dalaran llamado Kel´thuzad, quién era uno de los miembros más destacados del Kirin Tor, el consejo que dirigía Dalaran. Era considerado un rebelde por años debido a su insistencia en estudiar las artes prohibidas de la necromancia. Decidido a aprender todo lo que pudiera del mundo mágico y sus maravillas sombrías, se encontraba frustrado por los preceptos faltos de imaginación de sus congéneres. Apenas escuchó la poderosa llamada desde Rasganorte, el archimago hizo todo lo posible por entrar en comunión con la poderosa voz. Convencido de que el Kirin Tor era demasiado esquematizado para obtener el poder y conocimiento inherentes a las artes oscuras, se resignó a aprender lo que pudiera del inmensamente poderoso Rey Exánime.
Dejando atrás su fortuna y prestigio político, Kel´thuzad abandonó el Kirin Tor y Dalaran para siempre. Guiado por la persistente voz del Rey Exánime dentro de su cabeza, vendió sus vastas propiedades y gastó su fortuna. Viajando solo muchas leguas en mar y tierra, finalmente llegó a las heladas costas de Rasganorte. Con el propósito de llegar a Corona de Hielo y ofrecer sus servicios al Rey Exánime, el archimago pasó las salvajes y devastadas ruinas de Azjol-Nerub. Kel’Thuzad pudo observar la ferocidad del poder del Rey Exánime. Empezó a pensar que aliarse con el misterioso poder del Rey Exánime podría ser beneficioso y a la vez muy peligroso.
Luego de largos meses de viajar por las árticas y desoladas tierras, Kel´thuzad finalmente llegó al oscuro glaciar de Corona de Hielo. Cuidadosamente se acercó a la ciudadela de Ner´zhul y se quedó asombrado al observar como los silenciosos guardias muertos vivientes le dejaron pasar. Kel´thuzad descendió profundamente en la fría tierra y encontró un camino hacia el corazón del glaciar. Allí, en la profunda caverna de hielo y sombras, se postró delante del Trono de Hielo y ofreció su alma al oscuro señor de los muertos.
El Rey Exánime estaba complacido con su último recluta. Le prometió a Kel’Thuzad la inmortalidad y gran poder a cambio de su lealtad y su obediencia. Hambriento de conocimiento y poder, Kel’Thuzad aceptó su primera gran misión: regresar al mundo de los hombres y fundar una nueva religión que adoraría al Rey Exánime como un dios.
Para ayudar al archimago a cumplir su misión, Ner´zhul dejó la humanidad de Kel´thuzad intacta. Utilizaría el carisma del mago y lo cargaría con poderes de ilusión y persuasión, con los que esperaba convencer a las descomplacidas masas de Lordaeron. Entonces, una vez lograda su atención, les mostraría un nuevo modelo de sociedad y una nueva figura a la que llamar rey.
Kel´thuzad volvió a Lordaeron disfrazado, y durante el transcurso de tres años, usó su fortuna e intelecto para formar una hermandad clandestina de ilusos hombres y mujeres. La hermandad, a la cual llamó el Culto de los Malditos, prometió a sus acólitos igualdad social y vida eterna en Azeroth a cambio de su servicio y obediencia a Ner´zhul. Con el paso de los meses, Kel´thuzad encontró muchos ansiosos voluntarios por unirse a su nuevo culto, entre los sobre explotados trabajadores de Lordaeron. Fue sorprendentemente fácil para Kel´thuzad transferir la fe de sus ciudadanos en la Santa Luz en la oscura sombra de Ner´zhul.
Con el éxito de Kel´thuzad en Lordaeron, el Rey Exánime empezó sus preparativos finales para su asalto contra la civilización humana. Colocando las energías de la plaga en un número de artefactos especiales, Ner´zhul ordenó a Kel´thuzad transportar estos artefactos a Lordaeron, donde los escondería en varias villa controladas por el Culto. Los artefactos, protegidos por los leales acólitos, actuarían como generadores de la plaga, diseminándola entre las desprevenidas granjas y ciudades del norte de Lordaeron.
El plan del Rey Exánime iba a la perfección. Muchos de los ciudadanos de las villas del norte se contaminaron casi en forma inmediata. Como en Rasganorte, los ciudadanos que contrajeron la plaga murieron y revivieron como esclavos del Rey Exánime. Los acólitos a la orden de Kel’thuzad estaban ansiosos de morir y levantarse de nuevo al servicio de su oscuro señor. Les emocionaba la perspectiva de la inmortalidad como muertos vivientes. Con la diseminación de la plaga, más y más feroces zombis se levantaban en las tierras del norte. Kel’thuzad observó al creciente ejército del Rey Exánime y lo llamó El Azote, el cual pronto marcharía sobre las puertas de Lordaeron y barrería a la humanidad de la faz del mundo.

### Un Heredero Forzoso…
Mientras los Señores del Terror se encontraban complacidos con que la verdadera misión de Ner´zhul hubiera finalmente iniciado, el Rey Exánime se conmovía dentro de los sombríos confines del Trono de Hielo. A pesar de sus enormes poderes psíquicos y completo dominio sobre los muertos vivientes, se daba cuenta de que era un prisionero en el bloque de hielo. Y, debido a sus grandes poderes, sabía que los demonios lo destruirían tan pronto completara su misión.
Sin embargo, aún le quedaba una esperanza de libertad, una posibilidad de escapar a su terrible maldición. Si encontrara un huésped apropiado, algún ingenuo que se debatiera entre la oscuridad y la luz, él podría poseer su cuerpo y escapar de los confines del Trono de Hielo para siempre.
Una vez más, el Rey Exánime expandió su vasta conciencia y encontró el anfitrión perfecto…

### Una Nueva Generación
Los años habían pasado y una relativa paz se ha impuesto sobre Lordaeron. El Rey Terenas y el Arzobispo Alonsus Faol han trabajado concienzudamente en reconstruir el reino y mantener unidas a las naciones restantes de la Alianza. El sureño reino de Azeroth ha crecido y prosperado nuevamente y ha restablecido su anterior poder militar bajo el liderazgo del joven y visionario Rey Varian Wrynn IV. Uther el Iluminado, el comandante supremo de la Orden de los Paladines de la Santa Luz, mantiene la paz en Lordaeron acallando las disputas entre civiles y buscando la alianza de las otras razas semi-humanas del reino. El Almirante Valiente, cuyas poderosas flotas patrullan las líneas de comercio mercante cazando piratas y merodeadores, mantiene el orden sobre los mares. Pero una nueva generación de héroes ha capturado la imaginación del populacho.
El único hijo varón del Rey Terenas, Arthas Menethil, se ha convertido en un fuerte y apuesto joven. El Príncipe ha sido entrenado como un guerrero por Muradin Barbabronce – hermano del rey Magni de Forjaz – y a pesar de su juventud, es considerado uno de los mejores espadachines de Lordaeron. Cerca de la edad de diecinueve años Arthas ha ingresado a la Orden de la Mano de Plata bajo el comando de Lord Uther. El poderoso Uther, quien ha sido como un hermano para el Rey Terenas por muchos años, considera al Príncipe más un nieto favorito que un pupilo. Aunque terco y algo arrogante, nadie podía disputar la tenacidad y valentía del Príncipe Arthas. Cuando las bandas de Trolls de Zul’Aman comenzaron a atacar de nuevo las fronteras de Quel´thalas, Arthas rápidamente se ha traído abajo las salvajes bandas y le ha puesto fin a su pillería.
A pesar de su heroísmo, los ciudadanos de Lordaeron se han obsesionado con la vida personal del joven príncipe. Rumores acerca de un creciente romance Arthas y Lady Jaina Valiente recorren la superficie del reino. Jaina es la joven hija del Almirante Valiente, una amiga de la infancia de Arthas. Sin embargo, la bella muchacha también es la pupila estrella del Kirin Tor – el Consejo de Magos de Dalaran. Bajo la tutoría del reverenciado Archimago Antonidas, Jaina es considerada un prodigio y una excelente estudiante de la magia y la investigación. Fuera del rigor de sus deberes, Arthas y Jaina mantienen una cercana relación. Debido a la deteriorada salud del Rey Terenas, los ciudadanos se encuentran complacidos con imaginar el casamiento del Príncipe, para continuar la línea real.
Hartos de la atención pública, Arthas y Jaina cuidan de mantener su relación lo más privada posible. Pero Jaina, comprometida por sus estudios en Dalaran, sabe que su romance no prosperará. Sabe que los caminos de la magia son su verdadero llamado y que su amor es el adquirir conocimiento – no los tramposos aposentos de un trono. Para frustración de los ciudadanos de Lordaeron, ambos amantes se han apartado para enfocarse en sus deberes.

### Letargo de los Orcos
Mientras tanto, en las tierras devastadas por la guerra, los últimos remanentes de la Horda peleaban por sobrevivir. Aunque Grom Grito Infernal y su clan Grito de Guerra habían logrado evadir su captura, Kilrogg Mortojo y el Clan Foso Sangrante habían sido capturados y recluidos en los campos de internamiento de Lordaeron.
Los meses pasaron, y más orcos eran emboscados y colocados en los campos de internamiento. Cuando los campos empezaron a sobre-poblarse, la Alianza se vio forzada a construir nuevos campos en los planos del sur de las Montañas Alterac. Para mantener y suplir apropiadamente el creciente número de campos, el Rey Terenas impuso un nuevo impuesto a las naciones de la Alianza. Este impuesto, junto con las crecientes tensiones políticas sobre los bordes en disputa, creó un sentimiento de gran disconformidad. El frágil pacto que habían forjado las naciones humanas en su más oscura hora podría romperse en cualquier momento.
Además de esta división política, muchos de los guardias de los campos comenzaron a dar la noticia de que un cambio inexplicable se estaba dando en los orcos capturados. Los esfuerzos orcos por escapar de los campos o incluso sus deseos de pelear entre ellos iban decreciendo en frecuencia con el tiempo. Los orcos se estaban volviendo cada vez más somnolientos y letárgicos. Aunque pareciera difícil de creer, los orcos – una vez la raza más agresiva que jamás se viera sobre Azeroth – habían perdido completamente su deseo de luchar. El extraño letargo confundió a los líderes de la Alianza y decidieron estudiarla antes de que los orcos despertaran de nuevo.
Algunos especulaban que una extraña enfermedad, contraída solo por orcos, era la causa del creciente letargo. Pero el anciano Archimago Antonidas de Dalaran, líder del Kirin Tor, tenía una hipótesis distinta. Recogiendo lo poco que pudo encontrar acerca de la historia orca, Antonidas aprendió que los orcos habían caído bajo la terrible influencia del poder demoníaco por generaciones. Especuló que los orcos habían sido corrompidos por estos poderes mucho antes de su primera invasión sobre Azeroth. Claramente, los demonios habían contaminado la sangre orca, y los había convertido en los brutos con sobrenatural fuerza, dureza y agresión.
Antonidas pensaba que el letargo generalizado de los orcos no era una enfermedad, sino la consecuencia de la ausencia racial de las volátiles brujerías que los había convertido en osados guerreros sedientos de sangre. Aunque los síntomas eran claros, Antonidas fue incapaz de hallar una cura para la presente condición de los orcos. Además, muchos de sus camaradas magos, de acuerdo con algunos pocos líderes notables de la Alianza, argumentaron que hallar una cura para los orcos podría ser una aventura imprudente. La conclusión final de Antonidas fue que los orcos necesitaban una cura espiritual.

### Señor de los Clanes
(Contenido de la novela Lord of the Clans)
“Ellos te llaman monstruo. Pero ellos son los monstruos, no tú.” Taretha Foxton Prisión de Durnholde
El guardián en jefe de los campos de internamiento Aedelas Blackmoore, observa los orcos cautivos desde su prisión fortaleza de Durnholde. Orcos brutales, del tamaño de dos hombres uno sobre el otro, deformados, de brazos como troncos y afilados colmillos sobresalientes, de piel verde. Un orco en particular siempre ha despertado su interés (y de inmediato empieza a recordar): sobre los cuerpos ensangrentados de un orco y una orca, Aedelas Blackmoore ha encontrado un niño orco llorando. Han pasado casi diecinueve años desde aquel encuentro. Blackmoore ha levantado al joven macho como un esclavo favorecido, y le ha llamado Thrall. Aquel niño creció, y fue entrenado como gladiador, con todo el salvajismo de un orco, pero también le han enseñado táctica, filosofía y estrategia militar, con el intelecto propio de un erudito humano. Después de todo, el corrupto guardián lo ha modelado para usarlo como un arma para doblegar a toda la Alianza.
Fue entrenado y golpeado por muchos años, pero una mujer, Taretha Foxton, concubina del general Blackmoore, se convirtió en su enfermera y su mejor amiga. Mientras Blackmoore lo torturaba dentro del ring, Taretha comenzó a escribirle cartas a su prisión, y él se las contestaba, pues ella le había enseñado, secretamente, a leer y escribir. Ella le enseñó todo lo que Blackmoore le negaba: el amor, el respeto, y el honor. Thrall se convirtió en un erudito. Conocía historia del arte, poesía, literatura. La joven chica había desarrollado una fuerte empatía por aquel infante orco que había llegado luego de que su hermano recién nacido, Faralyn Foxton, muriera por una terrible fiebre antes de la llegada de Thrall. Por esto, Taretha lo cuidaba compasivamente como si fuera su propio hermano.
Desconociendo su pasado, el joven Thrall ha crecido como un fuerte y hábil orco, y sabía, en su corazón, que la vida de esclavo no era para él. Conforme maduraba, se entera de la suerte que ha corrido su gente, los orcos, a quienes jamás ha conocido: después de su derrota, muchos de ellos han sido colocados en campos de internamiento. Se rumorea que el antiguo líder de los Orcos, Martillo Maldito, ha escapado de Lordaeron y se ha ocultado en las montañas. Solamente un solitario clan continúa sus operaciones en secreto, tratando de evadir los ojos vigilantes de la Alianza. Su maestro, Jaramin Skisson, estaba muy asombrado con la gran inteligencia que el joven orco demostraba, pero Lord Blackmoore la atribuía a que Thrall había crecido entre humanos, despreciando el gran potencial del orco. Blackmoore encargó a Sergeant, veterano soldado apostado en Durnholde, de entrenar a Thrall como gladiador. Sergeant enseñó a Thrall como balancear su propia fuerza y usarla apropiadamente contra el enemigo en la batalla.
La gota que derramaría el vaso, sin embargo, fue cuando Blackmoore, a pesar de las vehementes protestas de Sergeant, forzó a Thrall a un combate mortal contra un enorme ogro, que casi le cuesta la vida al joven orco. El hábil pero inexperto Thrall decide escapar del fuerte de Blackmoore y encontrar a otros de su clase, para lo cual recibe la ayuda de Taretha y de Sergeant, a espaldas del general. Durante su primer viaje, visitó los distintos campos de internamiento, y encontró que la una vez poderosa raza orca había caído en un extraño letargo. Al no encontrar los valerosos guerreros que esperaba descubrir, Thrall decide salir en búsqueda del único jefe orco que nunca ha sido derrotado, Grom Grito Infernal, y su fiel clan Grito de Guerra. Sin embargo, la guardiana del campo, Lady Remka, lo reconoce como el preferido de Blackmoore y de inmediato avisa al malvado Lord de la escapada de su gladiador. Ayudado por el anciano orco Kelgar y la esclava personal de Remka, Greekik, que crean una distracción, Thrall logra huir hacia las montañas. Esto le costará su puesto a Remka. En la inmensidad de las montañas Crestagrana, una partida de orcos liderada por Rekshak encuentra a Thrall y lo lleva ante Grom. Rekshak nunca confió en Thrall hasta que el joven orco tomó la decisión de abandonar el campamento para proteger a los Grito de guerra de la ira de Blackmoore.
Constantemente cazado por los humanos, Grito Infernal nunca abandonó la inquebrantable voluntad de pelear por la Horda. Ayudado solamente por su devoto clan Grito Infernal, Grito Infernal ha continuado una guerra oculta contra la opresión de su gente, tratando de liberar a los orcos de los campos. Desafortunadamente, Grito Infernal nunca encontró la manera de liberar a los orcos capturados de su letargo. El impresionable Thrall, inspirado por el idealismo de Grito Infernal, desarrolla una fuerte empatía por la Horda y sus tradiciones guerreras.
Buscando la verdad de sus orígenes, Thrall viaja hacia el norte en busca del legendario Clan de los Lobo Gélido. Thrall descubrió que los Lobos habían sido exiliados por Gul´dan durante los primeros días de la Primera Guerra. También se enteró de que era hijo del héroe orco Durotan, el verdadero jefe de los Lobo Gélido, quien junto a su madre Draka, había sido asesinado salvajemente hace más de veinte años. Dirigidos por sus nuevos líderes, el venerable chamán Drek´thar, ciego de nacimiento, y por Nazgrel, un hábil guerrero que había tomado el mando luego de la muerte de Durotan, los Lobo Gélido habían logrado sobrevivir ocultándose en las montañas.
Bajo el tutelaje de Drek´tar, Thrall estudió la ancestral cultura chamanística de su pueblo, que había sido olvidada durante la malvada regencia de Gul´dan. Con el tiempo, Thrall aprendió a escuchar a los espíritus de las fuerzas de la naturaleza: a tener comunión con la lluvia, el viento, la tierra, la tormenta, el fuego y los animales, y se convirtió en un poderoso chamán, tomando su lugar como jefe de los exiliados Lobo Gélido. De Drek’tar, Thrall aprendió que era hijo de Draka, hija de Kelkar, y descendiente de uno de los más grandes guerreros de la historia orca, Dutoran. Fortalecido por los elementos y conducido por ellos mismos salió en busca de su destino. Salvado por su padre de la corrupción demoníaca al no beber éste la sangre de Mannoroth, ahora Thrall siente el deber de liberar a sus hermanos cautivos y sanar a su raza de la corrupción.
Bajo la enseñanza de Nazgrel y Drek'tar, Thrall aprende a dominar el arte de montar lobos. Snowsong, una tierna y valiente loba blanca, es escogida para ser su compañera en las batallas, y desde ese momento, siempre le será fiel. Snowsong no solo será su montura, sino su amiga fiel.
A su regreso a Lordaeron, se entera de que Grom Grito Infernal ha hallado al anciano Señor de la Guerra de la Horda, Orgrim Martillo Maldito, quien ha vivido como ermitaño muchos años. Para probar al joven, Martillo Maldito lo reta a un duelo amistoso. Thrall logra vencer al anciano Orgrim y le arrebata su mazo de guerra. Martillo Maldito, quien era cercano amigo de Durotan, el padre de Thrall, decide seguir al joven y visionario orco, y ayudarlo en su cruzada para liberar a los orcos cautivos. Apoyado por muchos de los veteranos jefes, como Grom Grito Infernal, Martillo Maldito y Jubei’thos, Thrall finalmente logra revitalizar a la Horda y darle a su pueblo una nueva identidad espiritual.
Para simbolizar el renacimiento de su pueblo, Thrall ha regresado a la fortaleza de Blackmoore en Durnholde a ponerle fin a los planes de su antiguo amo mediante un asedio a los campos de internamiento. Su victoria tendrá un precio: durante la liberación de uno de los campos, Martillo Maldito cae en la batalla. Desde lo alto de la fortaleza, el ebrio Blackmoore lanza la cabeza cortada de Taretha Foxton. Aun con este terrible hecho, el noble orco le da una última oportunidad de defenderse antes de matarlo. Negándose a atacarlo cuando estaba desarmado y en el suelo, Thrall le propicia un arma a su antiguo amo, para luego acabar con él en un combate cuerpo a cuerpo.
Thrall toma el legendario Martillo de la Tormenta, el Martillo Maldito (martillo que dio nombre a Orgrim), y se coloca la armadura negra y plateada. Los jefes de clanes lo aclaman como nuevo Señor de la Guerra. Durante los siguientes meses, la pequeña pero volátil Horda de Thrall ataca los campos de internamiento y esquiva con sus astutas estrategias los mejores esfuerzos de la Alianza por detenerlo. Respaldado por su mejor amigo y mentor, Grom Grito Infernal, Thrall está decidido a que su gente no vuelva a ser esclava: ni de los demonios ni de los humanos.

### El regreso de la Sombra - Cisma de la Alianza
Han pasado cerca de quince años de paz, y rumores de guerra comienzan a circular nuevamente. Los agentes del Rey han reportado que un joven y astuto Señor de la Guerra ha levantado y guiado a los pocos clanes orcos remanentes dentro de una nueva fuerza combatiente. El joven Señor de la Guerra ha destruido los campos de internamiento y ha liberado a su pueblo. La Nueva Horda, a su paso, ha atacado la norteña ciudad de Stratholme en su intento por rescatar a varios guerreros capturados. La Horda incluso ha destruido Durnholde – el fuerte que se encargaba de la seguridad de los campos de internamiento – y ha asesinado al oficial mayor a su cargo. El Rey Terenas ha enviado a Uther y sus paladines en busca del Señor de la Guerra, pero los astutos orcos no han podido ser hallados. El joven Señor de la Guerra ha demostrado ser algo más que un genio táctico, y ha logrado evadir los esfuerzos de Uther por acorralarlo con sus ataques de guerrillas.
En los años siguientes a la derrota de la Horda, los líderes de varias naciones de la Alianza comenzaron a discutir acerca de asuntos territoriales y disminución de la influencia política. El Rey Terenas de Lordaeron, el patrón de la Alianza, comienza a sospechar que el frágil pacto que han forjado durante su hora más oscura no duraría por mucho más. Terenas ha convencido a los líderes de la Alianza de enviar dinero y trabajadores para ayudar a la reconstrucción de la ciudad de Ventormenta, que fue destruida durante la ocupación orca de Azeroth. Estos impuestos, aunados al gran gasto de mantenimiento y operación de los campos de internamiento orco, llevaron a muchos líderes (en particular a Genn Cringris, de Gilneas) a creer que sus reinos estarían mejor fuera de la Alianza. Thoras Trollbane, por su parte, consideraba a los orcos demasiado peligrosos como para dejarlos vivos, por lo que propuso la ejecución masiva. Al negarse los otros líderes a tal solución, el Señor de Stromgarde decide retirar a la ciudad de la Alianza.
Para empeorar las cosas, los bruscos Altos Elfos de Lunargenta rescindieron su participación en la Alianza, argumentando que el pobre liderazgo de los humanos había llevado al incendio de sus bosques durante la Segunda Guerra. Aunque Terenas tácticamente les recordó a los elfos que nada de Quel’thalas hubiera quedado sin que cientos de valerosos humanos no hubieran dado su vida para defenderla, los elfos decidieron continuar su propio camino.
Aunque la Alianza se desintegraba, el Rey Terenas aún tenía aliados con los cuales contar. El Almirante Valiente de Kul Tiras y el joven Rey Varian Wrynn de Azeroth continuaron dentro de la Alianza. Así mismo, los magos del Kirin Tor, liderados por el Archimago Antonidas, plegaron a Dalaran a sostener las leyes de Terenas. El más fiel, sin embargo, fue el poderoso rey Magni Barbabronce, quien juró que los enanos de Forjaz tenían una deuda de honor con la Alianza por liberar Khaz Modan del control de la Horda.
Además de los ataques del nuevo líder orco, el Rey Terenas se encuentra perturbado por una nueva mala noticia desde el norte. Rumores de un número creciente de cultos de la muerte han llegado desde las provincias del norte. Los cultos han proliferado entre los descorazonados e insatisfechos ciudadanos de Lordaeron, ofreciéndoles la “vida eterna” sobre la tierra en lugar de servir al Rey. Después de muchos años de paz y quietud, el Rey Terenas reconoció que los problemas solamente inician en su tierra. Aun así, siente cierta tranquilidad al saber que cada vez que su tierra ha sido puesta a prueba, sus defensores, nuevos y viejos, han sabido mantenerla a salvo.

### De Sangre y Honor
Mientras las fuerzas de la Alianza discutían acerca de los próximos pasos a tomar en contra de la naciente nueva Horda, la mayoría de los ciudadanos de Lordaeron se entregaban a una vida libre de las pestes de la guerra y la destrucción. Algunos soldados, famosos por sus hazañas durante las Guerras Orcas, fueron premiados con tierras o riqueza material. Uno de estos soldados fue Tirion Vadin (Tirion Fordring), un paladín de la Mano de Plata que, por sus grandes actos al servicio de la Alianza, fue nombrado señor de la ciudadela de Mardenholde, en las afueras de Stratholme. Tirion llevaba una vida apacible y distendida a la par de su esposa, Karanda, y su hijo de cinco años, Taelan.
Un día que Tirion exploraba las afueras de Mardenholde, se encontró con un viejo orco que vivía como ermitaño. Los dos inmediatamente se lanzaron a la batalla, y en la intensidad de la misma, llegaron hasta una vieja torre abandonada. Mientras combatían, una parte de la torre se desplomó sobre Tirion y lo dejó inconsciente. Días después despertó para descubrirse durmiendo en su cama, y se enteró de que había sido encontrado inconsciente vagando sobre su caballo, Mirador, por su ambicioso segundo al mando, Bartilas. Tirion se sentía tremendamente confundido, porque después de valorar todas las posibilidades, el único que había podido subirlo de nuevo al caballo, era el orco. Sin embargo, durante su sueño, Bartilas había dado la advertencia de que los orcos se preparaban para golpear la cercana villa de Vega del Amparo (Hearthglen).
Una vez repuesto, Tirion regresó a la torre abandonada, donde halló nuevamente al orco. Este dijo llamarse Eitrigg y le narró una impresionante e incompresible historia, en la cual los orcos, muchos años antes de invadir Azeroth, habían vivido en una sociedad noble basada en los principios del chamanismo. Durante la guerra, Eitrigg había desertado de la Horda al comprobar cuán viciosa y destructiva se había vuelto.
Para Tirion aquello era algo que estaba más allá de su imaginación. Sintiendo gran honor en el viejo orco, le prometió guardar en secreto su existencia. De regreso a Stratholme, Tirion informó al pueblo de que no existía ninguna amenaza orca, pero Bartilas, aprovechando la situación, llamó al patrón de Stratholme, Salden Dathroham, quien organizó una partida de cazadores y salieron en busca de los orcos. Al único que hallaron fue a Eitrigg.
Cuando Tirion observa la captura de Eitrigg, inmediatamente cae en una profunda depresión y a la vez enojo, por lo que atacó a los guardias de la Alianza. Bartilas inmediatamente lo acusó de traición. Tirion fue llamado a Stratholme para probar su lealtad.
A pesar de los ruegos de Karandra para que olvidara su honor y dijera lo que la corte quería oír, Tirion le dijo que era su deber de paladín decir la verdad y darle así un buen ejemplo a su hijo. Tirion narró a la corte los hechos tal como sucedieron. La corte decidió que, aunque sus intenciones eran justas, había atacado a soldados de la Alianza, por lo que, para evitar su ejecución, resolvieron expulsarlo de la Mano de Plata y condenarlo al exilio. Fue enviado a Lordaeron, donde Uther el Iluminado en persona le desnudó de sus poderes como paladín y le ordenó volver a Manderholde para prepararse para el exilio. Lo peor de todo era que la corte de Stratholme, a instancias del malvado Bartilas, había decidido que Eitrigg sería condenado a muerte por crímenes de guerra.
Esa noche, Tirion decidió cumplir con la promesa hecha a Eitrigg, por lo que, ensillando a Mirador, viajó a Stratholme decidido a salvar al orco. Mientras Eitrigg subía la escalinata donde sería colgado, sus verdugos se vieron repentinamente sorprendidos por el ataque del expaladín. En ese momento, la ciudad se vio repentinamente atacada por una enorme ola de orcos, que crearon tal confusión, que los guardias de la Alianza se vieron obligados a defenderla, lo que permitió a Tirion y a Eitrigg escapar.
Una vez a salvo en el bosque, Tirion se da cuenta de que Eitrigg se encuentra malherido y agonizante. Sin poder hacer mayor cosa, invoca el poder de la Luz para sanarlo, como una última esperanza. Sorpresivamente y a pesar de que sus poderes le habían sido arrebatados, la Luz, que conoce la bondad de los verdaderos corazones nobles, responde a su llamada y Eitrigg es salvado.
Casi de inmediato, ambos se ven rodeados por orcos. Uno en especial, montado sobre una hermosa loba blanca, portando una esplendorosa armadura negra y plateada, se acerca a Eitrigg y le ofrece reintegrarse a la Horda, que ha reiniciado un proceso de redescubrimiento de sus tradiciones chamanísticas. Eitrigg no duda en aceptar.
Entonces, Thrall, el nuevo Señor de la Guerra de la Horda, saluda a Tirion y los guerreros parten. Tirion, que bien pudo acabar muerto a manos de los orcos, regresa a Manderholde al lado de su familia. Su hijo Taelan, a la edad de veinte años, ingresará a la orden de la Mano de Plata como paladín. Tirion está feliz de saber que tanto el como su hijo han aprendido una valiosa lección de sangre y honor.

## El Retorno de la Legión Ardiente
“Nunca escuchamos las antiguas profecías.
Como tontos, nos odiábamos al igual que antaño.
Y combatimos como lo habíamos hecho durante siglos.
Hasta el día que del cielo llovió fuego
y el nuevo enemigo cayó sobre nosotros.
Ahora estamos al filo de la destrucción
ya que el Reino del Caos por fin ha llegado…”
A partir de este punto, la historia describe el argumento del videojuego Warcraft III: Reign of Chaos y su expansión Warcraft III: The Frozen Throne, en algunos casos con pequeños detalles añadidos de otros medios.

### La Visión de Thrall
El sol cae lentamente sobre el ocaso. Sobre las tranquilas praderas la brisa mece los últimos remanentes de la hierba. Una voz, por centurias perdida, danza en el viento. “Las arenas del tiempo se han ido, hijo de Durotan”. De pronto, a lo lejos, una columna de humo, oscura, cual terrible incertidumbre de la desgracia, se eleva desde el horizonte, y al son de cientos de pasos que corren presurosos hacia la muerte, al son de los tambores de guerra que hace siglos hicieron retumbar los cimientos mismos de la tierra, corren las almas presurosas hacia su destino de sangre y fuego. Allí, bravía, inmensa, desafiante, como la soñaran los antiguos Señores de la Guerra, la fatal Horda marcha. “Los gritos de guerra de nuevo hacen eco en el viento. Los fantasmas del pasado recorren la tierra, y gimen una vez más por el conflicto”. Al horizonte la esperanza y la muerte se dan la mano y se transmutan en el grito de la amargura. Una espada maldita se levanta y blande el destino de los pueblos. Al son de trompetas, espadas, escudos, lanzas, estandartes, la Alianza se lanza desesperada a la lucha. “Héroes se levantarán para asumir el reto, y guiarán a los suyos a la batalla”. El cielo se ha enrojecido, y Thrall, de pie entre sus hermanos, mira como del cielo descienden en medio de llamas enormes meteoros que evocan un destino largamente olvidado. “Y mientras los ejércitos mortales se destruyen unos a otros, la Sombra Ardiente ha llegado para consumirnos a todos…” Bajo el cielo lluvioso, una figura se materializa, y señalando al jefe orco le ordena. “¡Tú deberás conducir a la Horda para cumplir con su destino!”. Repentinamente, todo es oscuridad. Y en la profundidad del inconsciente, la voz reclama: “Sígueme afuera”. Thrall ha despertado. Un sudor frío corre por su frente. Afuera de su cabaña, solo se escucha el chapoteo de la lluvia en la oscura noche…
Thrall despierta de su perturbadora visión para encontrar un cuervo afuera de su madriguera. Para su sorpresa, el cuervo se ha transformado en un hombre. Aún excitado, Thrall interroga al humano sobre sus propósitos. Este le responde que fue humano hace mucho tiempo, pero que ahora es algo más. Ha proclamado ser un Profeta, quien ha de mostrarle el destino de la Horda. Dispuesto a seguirlo, el Profeta ha anunciado al líder orco el regreso de los demonios, y que Thrall debe conducir a la Horda hacia el oeste, cruzando el Gran Mar hacia las ancestrales tierras de un continente llamado Kalimdor. Solamente allí los orcos podrán prevenir la destrucción que se avecina. Aunque Thrall inicialmente desconfía de la misión, decide llevarla a cabo.
Tres días después, cerca de la costa de Lordaeron, los trabajadores de Thrall han construido un campamento temporal para recibir a los guerreros de los clanes. Sin embargo, se muestra turbado ante la reciente información que ha recibido. El clan Grito de Guerra y su invencible líder Grom Grito Infernal han sido capturados y se encuentran en una base humana de la Alianza cerca del puerto. Los humanos lo incitan a rendirse, pero las fuerzas de Thrall atacan la base. Destruyendo su resistencia, Thrall y Grom deciden robar los barcos humanos para viajar hacia el oeste. La Horda, luego de años sin un hogar, sale en busca de su destino.

## El Azote de Lordaeron
"Quién empuñe esta espada empuñara un poder eterno. Así como la hoja desgarra la carne, así el poder marcará el espíritu" Muradin Barbabronce leyendo a Arthas la maldición de Agonía de Escarcha.
El misterioso Profeta, volando en forma de cuervo, llega a los cuarteles generales de la Alianza en la Ciudad Capital de Lordaeron, donde el Rey Terenas y los embajadores de la Alianza discuten acerca de los recientes levantamientos orcos y la aparición de una extraña plaga en las tierras del norte. Allí, advierte sobre el peligro de la inminente invasión demoníaca y urge a la Alianza de viajar hacia el oeste, a Kalimdor, pero Terenas y el Consejo de la Alianza desacuerdan con él. Desilusionado, el Profeta parte en busca de algún otro que escuche la advertencia para salvar a la humanidad.
Varios días después, el Príncipe Arthas, hijo de Terenas y su heredero al trono de Lordaeron, llega cerca del sureño poblado de Strahnbrad, enviado para ayudar al legendario Uther el Iluminado, su maestro, a prevenir el asalto de los Orcos del clan Roca Negra sobre Strahnbrad. Luego de lidiar con los orcos en la villa, Arthas se entera de que estos han capturado algunos pobladores y los han ejecutado en una especie de ritual demoníaco.
Treinta minutos después, en la base de Uther, Arthas descubre que los negociadores de Uther han sido asesinados por los orcos, por lo que Uther lo asigna para dirigir el ataque sobre el campamento enemigo, mientras Uther contiene los contraataques. En su camino hacia la base orca, Arthas se encuentra con una banda de enanos dirigida por Feranor Ferrodedo (Feranor Steeltoe), una cazador de Dragones Negros, quien se encuentra tras la pista de un Draco llamado Searinox que habita cerca del área. El corazón de la bestia posee un encanto mágico que puede beneficiar a su armamento. Arthas decide matar al dragón y robar su corazón, con el cual Feranor elabora un poderoso orbe de fuego que mágicamente coloca en el martillo del paladín. Esta vez, Arthas lanza sus fuerzas contra el campamento Roca Negra. Conforme Arthas se aproxima a la base, el Maestro de Espadas del clan Roca Negra ejecuta a sus rehenes con el propósito de conjurar a sus amos demonios. Las fuerzas de la Alianza rápidamente se deshacen de los orcos, pero Arthas y Uther se encuentran profundamente preocupados por la ceremonia. Deciden regresar a la Ciudad Capital.
Dos semanas después, en los jardines de la Ciudadela Violeta de Dalaran, el gran Archimago Antonidas intercambia argumentos con el Profeta. Al igual que el rey Terenas, Antonidas rechaza las advertencias del Profeta, pues no cree la historia de este. Luego de que el Profeta desaparece en su forma de cuervo, Jaina Valiente aparece y se disculpa por espiar a su maestro. Antonidas asigna a Jaina investigar acerca de la fuente de la plaga de las tierras del norte de Lordaeron, y le dice que le ha conseguido un aliado especial.
Tres días después, Arthas y sus hombres esperan en el cruce de caminos de Alterac. Jaina aparece y lucha con un par de orcos mediante la invocación de un elemental de agua. Después de intercambiar saludos, ambos héroes acuerdan viajar hacia el norte a lo largo del Camino del Rey, buscando pistas del origen de la plaga. Llegan a la villa de Rémol (Brill), donde encuentran a algunos soldados luchando contra bandas de esqueletos vivientes. La villa entera ha enloquecido. Siguiendo hacia el sur, encuentran un granero infectado con la plaga, bajo el cual la tierra se ha ennegrecido y secado, como si estuviera muerta. Temiendo que el grano esté infectado, destruyen el granero y se adentran más en el pueblo, solamente para enfrentarse nuevamente con otros grupos de esqueletos. Ayudados por un par de sacerdotes Altos Elfos y un equipo mortero enano, se aproximan hasta el centro de Rémol, donde se hallan con un extraño hechicero vestido de negro, ayudado por algunos acólitos, que se encuentran cerca de un almacén de granos infectado. Mientras el nigromante escapa, Arthas y Jaina se enfrentan a los voraces necrófagos, más guerreros esqueletos y una abominación. Vencidos y destruido el granero, Arthas y Jaina deciden seguir al hechicero hacia Andorhal y averiguar, de una vez por todas, el origen de la plaga.
Al aproximarse a Andorhal, al día siguiente, las tropas de Alianza descubren un campamento de muertos vivientes en las afueras de la ciudad, por lo que montan asedio al mismo. Una vez dentro de Andorhal, Arthas se encuentra nuevamente con el nigromante, que no es otro que Kel’thuzad, quien advierte a los jóvenes acerca del Azote y del Señor del Terror, Mal’Ganis, comandante del mismo, cuyo propósito es erradicar a todos los seres vivos de Lordaeron. Mal’Ganis tiene su base en la ciudad de Stratholme, y ha retado a Arthas a buscarlo y luchar con él. El grano plagado ha sido distribuido entre los pueblos del norte de Lordaeron. Siguiendo a Kel’thuzad hacia el exterior de la ciudad, Arthas finalmente logra matar a Kel’thuzad, quien sombríamente pronuncia el Azote de Lordaeron. Profundamente turbados, Arthas y Jaina se dirigen a Stratholme.
Temprano la mañana siguiente, se aproximana a la villa de Vega del Amparo, sobre el camino a Stratholme. Allí se enteran de que la marcha del Azote ha iniciado, y un vasto ejército de muertos vivientes se dirige a la ciudad. Arthas pide a Jaina que busque a Lord Uther mientras el defiende Vega del Amparo de enormes masas de muertos vivientes, necrófagos, zombis, abominaciones, nigromantes, dirigidos por escalofriantes liches esqueléticos. Para empeorar las cosas, una caravana del Azote, transportando grano con la plaga, ataca las diversas villas cercanas, aumentando las filas del ejército de muertos con cada golpe.
Después de brutales combates donde el poder de la Luz logra sostener la voluntad y fuerzas de las tropas de Arthas, Uther y Jaina llegan a Vega del Amparo, y con ellos, los Caballeros de la Orden de la Mano de Plata. Vencido el ejército de los malditos, Uther felicita a Arthas por su tenaz resistencia, pero el príncipe se encuentra encolerizado por los actos del Azote, y parte hacia Stratholme para enfrentarse a Mal’Ganis. Uther y Jaina parten tras el héroe, en parte para lidiar con el Azote, pero también para vigilar al rápidamente deteriorado paladín.
Horas después, sobre el camino a Stratholme, Arthas se encuentra con el Profeta, quien le implora que es su deber guiar a su pueblo hacia Kalimdor, ya que Lordaeron no puede ser salvado. Arthas acusa de locura al Profeta, y este finalmente se va. Jaina, quien ha observado la escena desde la invisibilidad, se materializa y trata de convencer a Arthas acerca de la sensatez de las palabras del Profeta, pero Arthas se niega a abandonar su patria, y ambos parten hacia Stratholme.
A la mañana siguiente, en las afueras de la ciudad, bajo un oscuro cielo lluvioso, Arthas descubre que los habitantes de Stratholme ya se encuentran infectados por la plaga, y decide que la ciudad entera debe ser sometida a una purga. Uther y Jaina se horrorizan ante la sola idea de la masacre, y el noble paladin se niega a realizar tan vil acción. Furioso, Arthas acusa a Uther de traidor y le suspende de sus servicios como paladín. Jaina decide darle la espalda y partir con Uther, pues no puede observar a Arthas realizar la matanza. Mientras Arthas se prepara para ingresar a la ciudad, Mal’Ganis aparece y reta a Arthas, mientras transforma a los inocentes pobladores en muertos vivientes, engrosando cada vez más su ejército. Entre las horribles garras del demonio y la cólera del príncipe, los pobres ciudadanos de Stratholme hallan una muerte segura. Finalmente, ambos rivales se encuentran cara a cara, pero Mal’Ganis, lejos de enfrentarlo, lo reta a seguirlo a las heladas tierras de Rasganorte, donde hallará su verdadero destino. El Señor del Terror desaparece y Arthas jura perseguirlo hasta el fin del mundo.
Tres días después, entre las ruinas de Stratholme, Uther y Jaina descubren la horrible carnicería. Casi la totalidad de la población ha sido asesinada, y la ciudad arde en llamas. Uther demanda a Jaina el paradero de Arthas, y ella, luego de pensarlo un poco, revela los planes del Príncipe. Uther parte hacia Lordaeron a informar a Terenas de los actos de su hijo. Una vez que Jaina queda sola, el Profeta aparece nuevamente. Es a ella la que corresponde, ahora, tomar la vara de la esperanza para toda la humanidad y viajar hacia Kalimdor, donde podrá resistir el ataque de la Sombra que cae sobre el mundo.
Un mes después, en la helada costa de la Bahía Cubredaga (Daggercap Bay), en Rasganorte, las fuerzas de Arthas desembarcan sobre el frío continente. El príncipe ordena la movilización hacia el interior para establecer una base antes de iniciar la caza de Mal’Ganis.
Abriéndose camino entre los territorios de los trolls Gundrak de hielo, Arthas se encuentra con un grupo de enanos, la Hermandad de Exploradores de Forjaz, dirigida por su viejo amigo y maestro Muradin Barbabronce. Atrapados en Rasganorte, el avance de las fuerzas del Azote ha dividido al grupo, por lo que Muradin acuerda con Arthas el rescate de sus camaradas, mientras el valiente enano le asistirá en el combate contra el Señor del Terror.
Las fuerzas de Arthas y Muradin combaten contra las bases del Azote y rescatan a los enanos. Aunque no encuentran rastro de Mal’Ganis, las tropas de la Alianza deciden establecer su base primaria en la zona. Muradin explica a su amigo Arthas que los enanos se encuentran en Rasganorte tras la pista de una legendaria espada conocida como Agonía de Escarcha (Frostmourne), pero mientras más se acercaban a la gruta donde se oculta la espada, más muertos vivientes les salen al paso. Intrigado por la misteriosa arma, Arthas decide ayudar a Muradin en la búsqueda de Agonía de Escarcha.
Unos pocos días después, mientras Arthas y Muradin se hallan en una misión de exploración, un emisario del Rey Terenas informa al capitán del campamento acerca de que el rey Terenas, a instancias de Lord Uther, ha decidido suspender la expedición. La flota tiene orden de regresar a Lordaeron. Sin embargo, los ejércitos de los muertos vivientes han tomado todos los caminos de regreso a la costa, por lo que las tropas, jubilosas por volver a casa, tendrán que abrirse paso entre los bosques para llegar a sus barcos.
Enterado de la intromisión de Uther en sus planes, Arthas decide hundir los barcos antes de que sus hombres puedan hacerse a la mar. Aunque Muradin se sorprende de la pobre capacidad de juicio del príncipe, decide ayudar a su amigo en el sabotaje de las naves. Ayudados por un grupo de mercenarios trolls y ogros (contratado forzosamente contra el gusto del propio Arthas), se abren paso entre las tropas de los muertos vivientes y algunos puestos de guerra nerubianos, para finalmente llegar a la costa y quemar los barcos de la Alianza. En ese momento, los hombres de Arthas llegan, pero el príncipe, aprovechando la situación, culpa a los mercenarios y ordena a sus hombres asesinarlos. Los mercenarios tienen un sangriento final, y Arthas ordena a sus hombres regresar a sus puestos: ninguno regresará a casa hasta que la misión esté completa.
Al día siguiente, Muradin reprocha a Arthas sus engaños y actitudes poco honorables, pero el príncipe justifica sus actos de venganza en la destrucción provocada por el Azote en Lordaeron. En ese momento, Mal’Ganis reaparece y reta a Arthas nuevamente. Las fuerzas del Azote han rodeado completamente el campamento y se preparan para atacar. Como un último esfuerzo, Arthas y Muradin se lanzan en búsqueda de Agonía de Escarcha, la única esperanza contra el poder de Mal’Ganis.
Mientras el Capitán defiende la base, Arthas y Muradin penetran en la oscuridad de la cueva. Luego de algunas vicisitudes, finalmente llegan a la Cámara de la Espada, donde un Guardián, un Revenante de Hielo, protege la entrada. El Revenante advierte de la peligrosidad del arma, pero Arthas ignora la advertencia y destruye al Revenante. Con su último aliento, el Revenante le dice que lo estaba protegiendo a él de la espada.
Dentro de la Cámara, Arthas y Muradin hallan a Agonía de Escarcha, la cual flota en un bloque de hielo. El pedestal de la espada reza una antigua maldición: “Quién empuñe esta espada empuñara un poder eterno. Así como la hoja desgarra la carne, así el poder marcará el espíritu”. A pesar de que Muradin trata de convencerlo de volver y dejar la espada, Arthas siente que no tiene elección. Invocando a los oscuros espíritus de la Cámara, rompe el bloque de hielo y libera a Agonía de Escarcha, lo cual cuesta la vida a Muradin, atravesado por una estalactita durante la explosión. Arthas tira el martillo de la luz y toma la espada. Su destino se ha sellado finalmente.
De vuelta en el campamento, la situación es desesperada. Las fuerzas de los muertos vivientes casi han derrotado al Capitán y sus tropas, pero la llegada de Arthas con Agonía de Escarcha vuelca totalmente la situación. Las fuerzas de Arthas dejan una estela de destrucción a su paso hacia la Fortaleza de Draktharon. Destruida la última base de resistencia de Mal’Ganis, el Señor del Terror emerge y se encara con Arthas por última vez.
Mal’Ganis nota que Arthas tiene a Agonía de Escarcha a expensas de las vidas de sus camaradas. La voz del Rey Exánime habla a su cabeza, y para sorpresa del Señor del Terror, el esclavizado Arthas lanza un golpe fatal sobre Mal’Ganis. Su venganza está consumada. De esta manera, Ner'zhul se quita de encima a Mal'ganis, Arthas tomará su puesto.
Atormentado por la enloquecedora voz de Ner’zhul, Arthas vaga por los helados parajes de Rasganorte, perdiendo los últimos vestigios de su cordura. Tiempo después, bajo la dirección de su nuevo amo, el Rey Exánime, Arthas vuelve a la ciudad capítal de Lordaeron. Aunque los ciudadanos celebran el regreso de su héroe, Arthas penetra en la Cámara del trono, y en un acto vil y terrible, asesina a su propio padre. Ahora, como nuevo rey de Lordaeron, Arthas entrega su reino al Azote, y la caída final de la Alianza ha empezado.

### El Ascenso de los Malditos
La plaga de muerte del Rey Exánime ha arrasado la Ciudad Capital de Lordaeron y todas las ciudades circundantes. Aterrorizados y descorazonados por la muerte de su noble rey, las fuerzas de Lordaeron han sido barridas por los furiosos guerreros muertos vivientes del Azote. Ahora, Lordaeron es solamente una sombra de su anterior gloria – y el Príncipe Arthas no ha vuelto a ser visto.
Lord Uther el Iluminado, destrozado por la muerte de rey (a quien amaba como un hermano) y por la traición de su hijo y pupilo, ha oficiado él mismo la incineración del cuerpo de Terenas, según la tradición, y se ha ofrecido como voluntario para cuidar de su tumba.
La noche es oscura, fría y lluviosa, misteriosa como un profundo enigma. El Príncipe Arthas, convertido ahora en el primer Caballero de la Muerte del Rey Exánime, es materializado en las afueras de la villa de Vandermar, en el norte de Lordaeron. Monta ahora a Invencible, su difunto caballo resucitado con la magia de Agonía de Escarcha. Frente a él, una figura conocida se materializa, en quien Arthas cree reconocer a Mal’Ganis. En el momento en que decide atacar, Tichodrius el Oscuro se presenta y le felicita por haber matado a su padre y entregar su tierra al Azote, ya que así ha superado la primera prueba del Rey Exánime. Por primera y única vez en su vida, Arthas se da cuenta de que ha maldecido y destruido todo lo que una vez amó y defendió con todas sus fuerzas, sin sentir ningún remordimiento o pena. Tichondrius explica que esto se debe a Agonía de Escarcha, la cual ha sido forjada para robar almas, y la de Arthas fue la primera que tomó. A su vez, ordena al Caballero de la Muerte reunir nuevamente al Culto de los Malditos, cuyos miembros se han escondido entre el populacho, temerosos de ser descubiertos por los paladines.
Penetrando en la durmiente villa, Arthas va reuniendo uno a uno a los acólitos del Culto, y se reporta de nuevo con Tichondrius. Su siguiente misión será recobrar los restos mortales del fundador del Culto, el nigromante Kel’thuzad, enterrados en el cementerio de Andorhal.
Una vez en Andorhal, Arthas debe enfrentarse a la Mano de Plata, que ha convertido la ciudad en una fortaleza para protegerla de los ataques del Azote. El primero en caer es Gavinrad el Terrible, quien guarda la tumba de Kel’thuzad. Arthas descubre que el espíritu del nigromante puede comunicarse mentalmente con él, y a partir de ahora será su fiel consejero. Los restos del nigromante, sin embargo, están en un avanzado estado de putrefacción, y para poder conservarlos, Tichondrius instruye a Arthas en recobrar una urna mágica donde los restos podrán conservarse. Dicha urna, desgraciadamente, se encuentra en manos de los paladines.
Arthas sitia a la ciudad, y uno a uno van cayendo sus defensores: Ballador el Luminoso y sus Campeones de la Paz, Sage Truthbearer y los Campeones de la Verdad, y finalmente, Uther el Iluminado, el antiguo maestro de Arthas. Uther reprocha al Caballero de la Muerte el hecho de que su padre, el noble Terenas, sostuviera a su pueblo por más de setenta años, mientras Arthas lo había destruido en un puñado de días. La urna, además, contiene los restos de su padre asesinado. Luego de un gran batalla entre ambos titanes, Uther finalmente cae ante el poder de Agonía de Escarcha. El héroe más grande de la historia humana ha muerto. Una vez seguros los despojos de Kel’thuzad, Arthas, por instigación de Tichondrius, parte hacia el mágico reino elfo de Quel’thalas. Solamente las potentes energías del Pozo del Sol podrán reencarnar al nigromante.
Mientras tanto, en los oscuros salones de la ciudadela del Torbellino del Vacío, Tichondrius y sus dos hermanos, Anetheron y Mephistroth, disciernen acerca de sus sospechas sobre los motivos ocultos del Rey Exánime para su Caballero de la Muerte. Archimonde el Profanador no permitirá ningún error, pero Tichondrius asegura tener total control del Azote. Una duda, sin embargo, ha llenado su cabeza.

### La Fuente del Sol – La caída de Lunargenta
Seis días después, en las boscosas fronteras de Quel’thalas, el ejército de muertos vivientes de Arthas inicia el asalto sobre el reino de los Altos Elfos. El espíritu de Kel’thuzad le advierte de los grandes poderes de los elfos, pero el Príncipe minimiza el asunto e inicia el ataque. Luego de establecer su primera base, el Azote empieza a ser atacado por las fuerzas de los elfos, dirigidos por Sylvanas Brisaveloz (Sylvanas Windrunner), Gran Forestal de Lunargenta. Silvanas Brisaveloz, la menor de las heroicas hermanas Brisaveloz, Alleria y Veressa, y la única viva. Más alta que sus compañeras Forestales, extremadamente audaz y valerosa, con un hermoso cabello rubio largo y brillante al sol, y un par de ojos de color verde esmeralda, los cuales despiden una bravura solamente comparable con su belleza.
La entrada a Lunargenta se encuentra resguardada por dos puertas: la Exterior, rodeada por enormes bases del ejército elfo, y la Interior, protegida por un encantamiento, que solamente puede abrirse con un artefacto mágico conocido como la Llave de las Tres Lunas. Constantes y brutales batallas se entablan entre ambos ejércitos, pero reiteradamente, Arthas logra hacer retroceder a Sylvanas, hasta que la Puerta Exterior cae.
Sylvanas, para dificultar el avance del Azote, destruye el único puente que comunica directamente a la Puerta Interior. Valiéndose de algunos dirigibles Goblin abandonados durante el escape, Arthas logra pasar el río e inicia el asedio de los templos donde se ocultan las tres partes de la Llave de las Tres Lunas: la Piedra de Amatista de Hannalee, que abre el corazón del Guardián de la Puerta; el Cristal de la Luna Esmeralda del Ojo de Jennala, que abre la mente del Guardián de la Puerta, y el Cristal de la Luna de Zafiro del Cuerpo de Enulaia, que abre el alma del Guardián de la Puerta. Asistido por los demonios de la cripta, los cuerpos reanimados de los guerreros nerubian de Northrend, uno a uno los templos son destruidos, hasta que finalmente, la Llave de las Tres Lunas está completa. La Puerta Interior cae y el asalto final a Lunargenta es inminente.
Desesperada por la cercana caída de su patria, Sylvanas envía constantes mensajeros a Lunargenta pidiendo refuerzos, pero estos son fácil presa de las gárgolas que Arthas ha traído de Rasganorte. Las superiores fuerzas del Azote rodean y destruyen el último bastión de Sylvanas. La valiente elfa se prepara para enfrentar una muerte segura, pero Arthas tiene otros planes. Sabedor de que Sylvanas ha sido una contrincante formidable y a la vez útil, Arthas le lanza una herida mortal, pero a la vez, usando a Agonía de Escarcha, esclaviza su espíritu, que se transforma en un alma en pena, un alma eternamente atormentada.
Con esta nueva y poderosa adquisición a su ejército, Arthas se ha vuelto imparable. Con sus nuevos y horribles poderes, la que fue Silvanas Brisaveloz ha llamado a los espíritus de sus camaradas caídas, que retornan del oscuro Abismo convertidas en terribles y rencorosas almas atormentadas. Ansiosas por retomar su forma terrenal, las almas en pena se lanzan hacia Lunargenta, atormentando a los confundidos ciudadanos y sembrando el dolor y la confusión entre las tropas de los elfos. Algunas, incluso, se han apropiado de los caballeros y soldados más fuertes, que ahora, guiados por la oscura voluntad de Sylvanas, se vuelven contra sus compatriotas.
El Azote, encabezado por Arthas, se encuentra a las puertas de la ciudad. Miles de esqueletos vivientes y zombis caminan sobre las calles de Lunargenta, sembrando la muerte y la desolación. Lunargenta arde en llamas, y los pocos sobrevivientes huyen hacia los bosques y la costa. Muerte, cuerpos putrefactos y ríos de sangre corren por las calles. El Consejo de los Siete Altos Elfos ha abandonado la ciudad. Las tropas de Arthas avanzan hasta el Pozo del Sol.
Los restos del nigromante son colocados dentro del Pozo, mientras el fantasma de Kel’thuzad ingresa en las potentes aguas. La energía desplegada es formidable, pero el Pozo del Sol, corrompido por la negra magia de los muertos, se ha enrojecido como la sangre. Kel’thuzad ha emergido de la fuente, pero ahora, su cuerpo es el de un formidable y espeluznante esqueleto rodeado de una corrupta y voraz aura de maldad. El dolor, el frío, la inmisericordia, la incertidumbre, la ansiedad, la angustia, todas las vanas preocupaciones que apasionan y desbordan los corazones de los mortales, son polvo que lleva el viento para él.
La masacre y la destrucción del Azote ha llegado a su fin. Reforzado por gran cantidad de tropas por los muertos recientes, el ejército de Arthas se retira hacia el sur, tomando el camino hacia las montañas de Alterac. Lunargenta, y con ella toda la orgullosa y ancestral raza de los Altos Elfos, solamente son sombras del pasado.

### La Revelación
Levantado ahora como un Exánime, Kel´thuzad lleva al Caballero de la Muerte hacia las montañas Alterac, donde le explicará el verdadero propósito del Rey Exánime y el Azote. Tres días después, en las heladas montañas Alterac, Kel´thuzad le explica a Arthas que el Rey Exánime fue creado por los feroces señores de la Legión Ardiente para preparar el camino de la segunda invasión de Azeroth. Los Señores del Terror Nathrezim han sido enviados para observar que dicha meta se lleve a cabo. La plaga de muertos vivientes que el Culto de los Malditos lanzó sobre Lordaeron e incluso la invasión de Quel´thalas fue ordenada para quitar del camino dos enemigos que pudieran resistir el regreso de la Legión. Esta era la primera fase del plan del Rey Exánime. Arthas parece impresionado por la enormidad de los eventos por venir, pero Kel´thuzad le asegura que diez mil años antes sobre el mundo hubo una guerra que sería el preludio del caos que la Legión desataría sobre Azeroth.
Dada la presente situación, Arthas y Kel´thuzad se acercan al campamento de orcos del clan Roca Negra para ordenar la segunda fase del plan de Ner´zhul. El Azote debe destruir el campamento de los orcos Roca Negra y tomar control de una puerta demoníaca que aún es funcional. Kel´thuzad usará la puerta para comunicarse con el demonio Archimonde el Profanador, quien actualmente dirige el plan de invasión de la Legión.
Sin embargo, los orcos Roca Negra no serán un rival fácil. Jubei´thos, el Maestro de las Espadas, quien se había enfrentado con Arthas cuando aún era paladín, ha logrado su propósito de invocar a los demonios, y el clan se encuentra fortalecido por poderosos brujos, ogros magos, esclavos goblins y fieros dragones rojos. El mismo Jubei´thos se ha transformado en un Orco del Caos. Ahora, erigido en nuevo líder del clan después de la derrota de Martillo Maldito, ha rechazado las enseñanzas chamanísticas del que considera hereje nuevo Señor de la Guerra y ha acogido la sed de sangre, condenando a todo su clan a ser esclavos eternamente.
Kel´thuzad le dice a Arthas que, hace mucho tiempo, los orcos fueron la primera arma de la Legión contra la humanidad. Estos reclaman ser los verdaderos sirvientes de la Legión Ardiente, y creen que sus amos les han enviado a los muertos para probarlos. Arthas ha decido matar a cada uno de los líderes del clan Roca Negra para obtener poderosos artefactos mágicos que estos guardan.
Aunque poderosos, los orcos del Clan Roca Negra no son rival para el ejército de Arthas, y el Caballero de la Muerte toma control rápidamente de la puerta. Jubei´thos muere por la espada del poderoso Caballero, dejando condenados a sus orcos a la esclavitud eterna. Kel´thuzad activa el portal y contacta a Archimonde.

### Asedio y Destrucción de Dalaran
“Temblad mortales y desesperaos, este mundo ha llegado a su fin”.
Archimonde el Profanador
Archimonde ordena al exánime encontrar el libro de hechizos perdido de Medivh, el Último Guardián, pues solamente los poderosos encantos de este libro pueden abrir un portal lo suficientemente grande para que la Legión regrese al mundo. El libro puede ser hallado en la ciudad mágica de Dalaran, hogar del Kirin Tor. Archimonde ordena que la invocación deba ser realizada máximo en tres días en las afueras de la ciudad. El Libro de Medivh, que fuera robado por las fuerzas orcas de Ner’zhul antes de la invasión de Draenor, fue el único de los objetos mágicos que pudo ser salvado por la Alianza antes de que aquel planeta implosionara.
A la mañana siguiente, en las puertas de Dalaran, Arthas ordena a los magos rendirse a la fuerza del Azote. El Archimago Antonidas, líder del Kirin Tor sale a su encuentro e, irónicamente, le pregunta por la salud de su noble padre. A su vez, le advierte de no entrar a la Ciudadela Violeta, pues los magos del Kirin Tor han erigido un aura mágica que destruirá a cualquier muerto viviente que intente ingresar a la ciudad. Aunque muchos muertos vivientes son destruidos por las poderosas auras, el grupo de Arthas logra penetrar en Dalaran. Cuando Antonidas, el último mago, cae bajo el poder del Rey Exánime, clama que su actual dolor caiga sobre la conciencia de Arthas, que luego le da muerte. El Caballero de la Muerte y el exánime logran reclamar el libro de hechizos.
Una hora después, en una colina sobre Dalaran, Kel´thuzad y Arthas se preparan para invocar a Archimonde. Kel´thuzad se da cuenta de que el conocimiento demoníaco del Medivh poseído está más allá de cualquier cosa que él hubiera visto. Tichondrius aparece y ordena el inicio de la invocación. Conforme el exánime inicia la entonación de los hechizos para traer a Archimonde a Azeroth, Arthas guía a sus guerreros muertos vivientes para defender al exánime de las encolerizadas fuerzas de Dalaran, que preparan un último masivo ataque contra el Azote.
Finalmente, Kel´thuzad abre el portal, y las fuerzas de la Legión Ardiente, lideradas por Archimonde el Profanador, ingresan al mundo. Dando a Tichondrius y los señores del terror el poder del Azote, proclama que el rey Exánime ya no le es necesario y se dirige hacia Dalaran para destruirla, como ejemplo para el resto de los habitantes de Azeroth. Sorprendido y encolerizado, Arthas pregunta a Kel´thuzad que pasará con ellos una vez que la Legión tome el control. El exánime tranquiliza al Caballero de la Muerte, diciéndole que el Rey Exánime ya había previsto esta situación y tiene un plan apropiado.
Mientras tanto, Archimonde realiza un terrible hechizo sobre Dalaran, y usando sus poderes mágicos, derriba la ciudad entera. La destrucción de Dalaran termina con el reinado del Kirin Tor, priva a Azeroth de una de sus defensas primarias contra la Legión, y sirve como telón de obertura para la Tercera Guerra. Después de diez mil años, la segunda invasión demoníaca sobre Azeroth había comenzado…

### En el Ojo de la Vorágine - El Rescate de los Lanzanegra
“Sobre el horizonte… hacia su destino”.
Los lugartenientes de Thrall le reportan que la mitad de la flota está perdida, y que la otra mitad está seriamente dañada. Thrall ordena construir una base en la isla, pues tomará cierto tiempo poner a punto la flota para continuar el viaje hacia Kalimdor. Uno de los chamanes de Thrall reporta que siente un extraño poder mágico alrededor del campamento. Usando su hechizo de Visión Lejana, Thrall descubre que Centinelas Guardianes han sido colocados alrededor de la zona donde la Horda ha desembarcado. En ese momento, un curandero troll de la isla llamado Sen´Jin, de la tribu Lanzanegra, aparece y advierte a Thrall de que unos invasores han establecido un puesto de observación al otro lado de la isla. Los Trolls han intentado vivir en paz, pero los invasores, humanos, los han cazado día y noche. Sin atenerse a esperar un ataque humano, Thrall ordena a una patrulla lidiar con cualquier tropa humana que se atreva a cruzar. Lo que Thrall y Sen´Jin no conocen es que estas tropas son marines reales de la nación marítima de la Alianza, Kul Tiras, al mando del Gran Almirante Daelin Valiente.
Los Lanzanegra, una tribu de trolls de la jungla, fueron exiliados en esta isla tras entrar en conflicto con sus hermanos los Gurubashi, quienes gobiernan en las vastas junglas del Valle de Tuercespina, en Azeroth, después de que los Lanzanegra se negaran a adorar al sanguinario dios Hakkar el Devorador de Almas.
Después de ayudar a los Trolls a purificar una fuente de sanidad y defenderlos de los constantes ataques humanos, las fuerzas de Thrall inician el asedio del campamento de Kul Tiras. Mientras los humanos pelean valientemente, se ven sobrepasados por las fuerzas combinadas de orcos y trolls. Sin embargo, justo cuando la Horda está cerca de vencer a los humanos, ambos lados se ven atacados por un gran número de Murlocs acuáticos. Tomando a los humanos, orcos y trolls bajo su custodia, los Murlocs argumentan que la magia de Thrall no interferirá más con sus planes de “retomar la superficie”. Las criaturas acuáticas llevan a sus prisioneros a una red de cavernas profundas dentro de la isla.
Thrall se encuentra prisionero en una mazmorra subterránea, separado de sus compañeros. Como él se pregunta el propósito de los Murlocs en capturarlo, un troll que se encuentra aprisionado junto con Thrall le explica que los Murlocs usualmente eran pacíficos, pero recientemente empezaron a capturar humanos y trolls para usarlos en sacrificios para su líder: una Bruja del Mar que amenazó con destruir la isla si los Murlocs no obedecían. Thrall no se intimida y utiliza su Rayo Luminoso para matar a los guardias y escapar de su celda. El y el troll salen a rescatar a sus compañeros.
Después de abrirse camino a través de la prisión subterránea y recoger a todos los prisioneros que encuentran, Thrall y sus tropas finalmente llegan al salón del trono del hechicero Murloc que los ha aprisionado. Sin embargo, es demasiado tarde para salvar a Sen´Jin, que es brutalmente sacrificado por el hechicero como sacrificio para la Bruja del Mar. Consumido por su ira, Thrall derrota al hechicero y llega al lado del Sen´Jin moribundo.
Con su último aliento, Sen´Jin le ruega a Thrall que guíe a los trolls hacia Kalimdor junto con el resto de la Horda, pues nunca podrán volver a vivir en paz en esta isla. Él asiente y extiende la oferta a los restantes Trolls, quienes acceden a formar parte de la Horda.
En ese momento la voz de la Bruja del Mar hace eco dentro de la caverna, diciendo a los orcos que no escaparán tan fácilmente, luego de lo cual, las paredes de la caverna subterránea empiezan a colapsar, y los soldados de la Horda tiene que escapar hacia la superficie.
Conforme las tropas de la Horda salen de la cueva, la Bruja del Mar aparece y los ataca por haber matado a sus sirvientes y profanado su santuario. Como compensación, ella tomará las vidas de orcos y trolls. Thrall ordena a la Bruja regresar a las profundidades y dejar la isla en paz. Sin embargo, la Bruja no lo escucha y se prepara para golpear el campamento de la Horda con sus tropas.
Volviendo rápidamente a la base, Thrall pregunta por el estado de la reparación de los barcos. El capitán encargado del campo le dice que los barcos están casi terminados, pero de repente un volcán hace erupción y la isla completa empieza a hundirse. Thrall ordena defender los barcos a toda costa contra los Murlocs hasta que las reparaciones estén finalizadas y la Horda pueda continuar su viaje hacia Kalimdor.
Durante los siguientes minutos, los peones trabajan frenéticamente para reparar los barcos mientras los guerreros restantes batallan contra la Bruja del Mar y los Murlocs. Finalmente, la reparación se completa y la Horda rápidamente evacua la isla y desaparece entre las ondas del mar. Conforme navegan hacia Kalimdor, la voz de la Bruja del Mar hace eco entre las olas, profetizando la destrucción de los habitantes de la superficie en manos de la raza acuática conocida como los Naga.

### La Invasión de Kalimdor
“- Thrall, perdóname… he sido un tonto. La furia de los demonios… se extingue mis venas. ¡Me he liberado a mí mismo!
- No, amigo mío… nos has liberado a todos”.
La muerte de Grito Infernal. Leyenda orca.
Después de semanas de viajar por los mares embravecidos, la Horda ha desembarcado sobre las salvajes costas de Kalimdor. Con sus barcos robados quebrados y hundidos, los orcos precavidamente se aventuran tierra adentro, previniendo los posibles peligros desconocidos que habitan en la desolada tierra.
Con sus barcos quemados y lentamente hundiéndose en el mar, Thrall pregunta por el resto de la Horda. No hay seguridad de haber llegado a Kalimdor, pero han viajado hacia el oeste más allá de toda tierra conocida. No hay rastros de Grom Grito Infernal o los Grito de Guerra, pues sus barcos fueron separados de la flota durante la tormenta, por lo que Thrall ordena iniciar la búsqueda para reagruparse.
Conforme viajan sobre la extraña y hermosa tierra, los orcos rescatan miembros de la Horda que han sido capturados por una extraña raza de criaturas semejantes a jabalíes. Grupo por grupo, los Jabaespines (Quillboars) van cayendo ante el poder superior de la Horda. Explorando las distintas aldeas quemadas, presencian la lucha entre los Centauros y enormes seres como toros, las cuales caen ante la superioridad numérica de los Centauros, y Thrall presiente que la Horda ha llegado a un lugar con muchos más conflictos que los que dejó atrás en Lordaeron.
Luego, las fuerzas de la Horda tratan de ayudar a las criaturas toro, hasta que logran dar con su líder, Cairne Pezuña de Sangre (Cairne Bloodhoof), jefe de los Tauren, el cual se encuentra intrigado por el estilo de pelea de los orcos y desea conocerlos más. Thrall le relata la historia de cómo la Horda vino a Kalimdor a hallar su destino, y Cairne sugiere que pueden hablar con el Oráculo que se encuentra más al norte. Thrall se resiste a viajar en esa dirección, pues un enorme ejército de centauros se mueve hacia allá. Cairne se alarma pues los centauros marchan hacia la aldea Pezuña de Sangre, y debe retornar de inmediato. Deseoso de conocer más acerca del Oráculo y los Tauren, Thrall conduce a la Horda hacia la aldea de Cairne y lo asiste en su defensa.
Cairne agradece a Thrall su apoyo, pero el viejo jefe se encuentra desesperanzado, pues los centauros controlan toda la región, y los Tauren se ven obligados a viajar a las verdes praderas de Mulgore o si no morirán. Desafortunadamente, la velocidad de los centauros no tiene rival en los planos abiertos, y el líder de los Pezuña de Sangre teme que su caravana será aniquilada durante el viaje. Thrall ofrece escoltar a los Tauren a Mulgore a cambio de la información del Oráculo que Cairne le informó. Cairne, intrigado por los orcos y los trolls, accede. La Horda y los Tauren planean una larga marcha a través de los planos del sureste de Kalimdor.
Dos días después, sobre las desoladas llanuras de Los Baldíos (The Barrens), Thrall y Cairne intercambian información sobre cada una de sus culturas durante su viaje hacia Mulgore. Thrall nota que Kalimdor es muy similar al mundo destruido de los orcos, Draenor. Cairne relata a Thrall que los Tauren son hijos de la Madre Tierra, y que por ella tienen una cultura pacífica y un estilo de vida propios en esa tierra. En ese momento, varios scouts de la Horda reportan que una banda de arqueros y guerreros centauros se acerca para atacar la caravana. Thrall rápidamente ordena a las tropas que escolte a las bestias Kodo de los Tauren hacia una serie de oasis donde podrán reabastecerse. Cairne y los guerreros Tauren asistirán en la defensa del convoy.
Con el paso asegurado, Thrall pregunta a Cairne acerca del Oráculo. Cairne dice que las leyendas hablan de que el Oráculo conoce los caminos del destino y que es Hijo mismo de la Madre Tierra, y que solamente él podrá mostrarle a la Horda su verdadero destino. El Oráculo puede ser hallado en el norte, en lo más alto de la Sierra Espolón (Stonetalon Mountains). Luego de mostrar agradecimiento por la asistencia de la Horda, Cairne envía sus más finas bestias Kodo para asistir a los orcos y trolls en su viaje. Thrall agradece a Cairne su generosidad y promete nunca olvidar al jefe Tauren. Cairne deja la Horda con una bendición de la Madre Tierra y los Tauren continúan su viaje sobre Mulgore.
Mientras tanto, de regreso en Lordaeron, la Legión inicia su invasión. Las villas humanas son arrasadas por la Guardia del Apocalipsis y los Infernales. Tichondrius aparece y conversa con Mannoroth el Destructor, el barbárico líder de los Señores del Foso. Mannoroth se encuentra disgustado por la facilidad con que los demonios han derrotado a los humanos. Tichondrius aclara que esto es gracias al trabajo del Azote, el cual exitosamente derrotó a los humanos y Altos Elfos antes de la invasión, cosa que los orcos no pudieron realizar cuando hicieron el pacto de sangre con Mannoroth. A su vez, Tichondrius informa a Mannoroth que los orcos no se encuentran lejos, y que sus agentes los han hallado en Kalimdor, por lo que Mannoroth jura destruirlos por su traición. Sin embargo, Archimonde, que aparece de la nada, le dice que los orcos aún pueden ser útiles a la Legión.
Cinco días después, cerca de las faldas de la Sierra Espolón, la Horda de Thrall continúa su viaje en busca del Oráculo. Sin embargo, hay desazón entre los miembros de la Horda por la falta de un buen combate. En ese momento, a lo lejos, divisan a Grom Grito Infernal y los Grito de Guerra luchando contra los defensores de un asentamiento humano. Sorprendidos de hallar humanos en Kalimdor, la Horda se une a la batalla. Con la base humana en ruinas, Thrall y Grom discuten la situación. Este último le informa que los humanos se encuentra liderados por una joven, y han tomado el paso hacia el norte. Thrall ordena explorar el área, y ordena a Grom no atacar a los humanos hasta que sus posiciones estén listas.
Los exploradores de Thrall informan que un grupo de Goblins tienen unos zeppelines hacia el norte, los cuales permiten pasar las fuerzas humanas sin tener que pelear con ellas. Sin embargo, la sed de sangre de Grom lo obliga a atacar a los humanos, con lo que las fuerzas de Thrall se ven obligadas a luchar contra ellos. Las fuerzas de la Alianza se encuentran comandadas por Agronnor el Poderoso, Thane de Forjaz al mando de las fuerzas de Gilneas, Buzan el Osado, paladín de la Mano de Plata, y Tann Flamecaster, mago sobreviviente de la destrucción de Dalaran. Todos caen en la batalla. Luego de neutralizar las bases humanas, Thrall confronta a Grom, pero este le responde que los humanos merecen morir, y que la sed de sangre hierve en sus venas, igual que antes, cuando los demonios estaban cerca. Furioso, Thrall envía a Grom y su clan hacia el norte, al bosque de Vallefresno, para construir un nuevo asentamiento, mientras él se dirige hacia el Monte a buscar el Oráculo.
Dos días después, en las fronteras del Bosque de Vallefresno, los Grito de Guerra construyen un pequeño campamento donde se levantará el asentamiento de los orcos. Grom se encuentra disgustado porque sus bravos guerreros se ven obligados a realizar trabajos manuales. Algunos de sus soldados, entonces, empiezan a temer el bosque, debido a que escuchan extrañas voces en un idioma desconocido que hacen eco en los ancestrales árboles.
Unos momentos más tarde, un grupo de guerreras aparece y ataca a los Grito de Guerra, reclamando el irrespeto de los orcos hacia la vida. Grom Grito de Guerra nota que estas se parecen a los Altos Elfos, pero su color de piel es púrpura y son más altas y salvajes. Constantemente, mientras exploran el área, los orcos son atacados por las guerreras, pero la superioridad de los orcos asegura el terreno. Grom, finalmente, halla una pequeña tienda Goblin, donde su dueño, el jovial Neeloc Greedyfingers, le ofrece dos aserradores mecánicos a cambio de matar a líder de una tribu de furbolgs, unos enormes y voraces hombres-oso que viven en lo profundo del bosque, a lo que Grom accede. Con ayuda de los aserradores, Grom logra levantar rápidamente el asentamiento para Thrall.
Mientras tanto, cerca de los Claros de Luna del semidiós Cenarius, Mannoroth y Tichondrius discuten el plan de la Legión para los orcos. Como prevención, Archimonde demanda la muerte de Cenarius antes de invadir Kalimdor, para evitar que éste participe en la defensa. Mannoroth reconoce que Cenarius es extraordinariamente poderoso y le gustaría enfrentarlo en la batalla, pero el semidiós raramente aparece al descubierto. Tichondrius y Archimonde creen que los orcos pueden matar a Cenarius por la Legión, solamente necesitan de un pequeño incentivo. Entonces, Mannoroth vierte su sangre ardiente en la fuente de Cenarius, con el objetivo de que los orcos la beban y reaviven la sed de sangre.
A la mañana siguiente, en Vallefresno, los orcos han construido un nuevo asentamiento. En ese momento, Cenarius aparece y destruye el campamento, utilizando a sus treants y los elfos nocturnos, como retribución por la destrucción del bosque. Superados por las fuerzas enemigas, los orcos cruzan el río en retirada, y Cenarius hace crecer nuevamente, con sus poderes, los bosques. Buscando una manera de derrotar a Cenarius, Grom envía a un grupo a explorar la parte más profunda del bosque. Estos descubren una fuente que irradia un gran poder, resguardada por Sátiros, los cuales son rápidamente despachados por los orcos. Sin embargo, uno de los curanderos troll advierte a Grom que el poder que emana de la fuente es maligno, pero éste no le da importancia: está decidido a acabar con Cenarius bajo cualquier precio. Uno de sus soldados le dice que eso estaría en contra de todo lo que Thrall les ha enseñado, pero Grom bebe de las oscuras aguas, e inmediatamente, él y sus orcos se transforman en Orcos del Caos.
Movidos por la magia demoníaca, las fuerzas de los Grito de Guerra atacan el territorio de Cenarius. Con sus nuevos poderes infernales, los Warsong rápidamente derrotan a los Elfos Nocturnos y asesinan a Cenarius, cuya armadura divina es vulnerable a la magia de los demonios. Mientras agoniza, Cenarius dice a Grom que los demonios han hecho muy bien su trabajo al corromper a los orcos. Cuando Grom proclama que los orcos son libres del poder de la Legión, Cenarius le refuta diciendo que “no son mejores que la maligna bilis que corre por sus venas”. En este momento, Mannoroth aparece y le dice a Grom que los orcos son nuevamente propiedad de la Legión. Grom protesta diciendo que los orcos son libres, pero Mannoroth, burlándose, le dice que es su sangre la que le da poder a sus fuerzas y que a partir de ahora le servirá solo a él.
En ese mismo momento, en la base de Sierra Espolón, los exploradores de Thrall informan al Señor de la Guerra que las fuerzas humanas se han posicionado cerca de la entrada al Oráculo. La Horda se ve obligada a atacar la base humana. En ese instante, los Tauren, con Cairne a la cabeza, llegan para asistir a sus aliados orcos. Dado que la base humana se encuentra en una alta planicie sobre las rocas, Cairne sugiere pedir ayuda a los Wyverns, una raza de criaturas voladoras, para atacar la base.
Sin embargo, los Wyverns han sido capturados por un grupo de Harpías, y la Horda tiene que rescatarlos primero. Una vez de su lado, los Wyverns realizan un ataque aéreo sobre la base humana y la toman. La joven hechicera humana y sus seguidores huyen a lo profundo de la caverna, y la Horda se prepara para perseguirlos.
Veinte minutos después, dentro de la cueva, Thrall y Cairne deciden separarse para explorar el laberinto. Thrall, liderando un grupo de orcos y trolls, tiene que enfrentarse a una serie de criaturas de ultratumba y monstruos ancestrales que se encuentran prisioneros en el laberinto, hasta que finalmente llega a un cruce que se encuentra resguardado por una estatua. Asombrosamente, la estatua comienza a hablar. Dice llamarse Aszune, una antigua princesa Elfa Nocturna que una maldición convirtió en piedra. Su estatua ahora resguarda el camino al Oráculo, y nadie podrá pasar hasta que su corazón le sea devuelto. Explorando las cavernas, los orcos hallan a un dragón rojo peleando con unas harpías. Thrall ordena unirse a la batalla y ambas fuerzas son derrotadas. Al morir el dragón, deja caer un extraño medallón con una gema que trae la efigie de Aszune. Thrall regresa su corazón a la estatua, que les cede el paso. Sin embargo, se encuentra con un río de lava que no pueden cruzar. En ese momento, Cairne y sus Tauren aparecen. Durante su búsqueda, encuentran otra gema, que al parecer encaja perfectamente en una abertura cerca de la estatua de Aszune. Al colocarla, un puente de energía se forma sobre el río de lava, permitiendo a los miembros de la Horda pasar hacia el otro lado.
Thrall y Cairne llegan al salón del Oráculo, y se encuentran con los humanos y su joven hechicera, que no es otra que Jaina Valiente. Cuando ambas facciones se preparan para pelear, una poderosa voz les ordena respetar la solemnidad del lugar. Asombrado, Thrall reconoce al Profeta. Este le presenta a Jaina Valiente, líder de los sobrevivientes de la Alianza de Lordaeron. Es cuando Thrall se entera de que la Legión Ardiente está arrasando Azeroth y que Lordaeron realmente ha caído. Los demonios se dirigen ahora hacia Kalimdor, y la Horda y la Alianza deben unirse para combatirlos, o todo estará perdido. Aunque ambos se resisten al principio, Thrall y Jaina entienden su deber, y acceden a unir sus fuerzas. Lamentablemente, el Profeta también advierte a Thrall que Grom ha caído bajo la maldición de la Legión, y que el destino de la Horda solamente podrá estar seguro si los Grito de Guerra son rescatados de la influencia demoníaca.
Tres días después, cerca de la entrada de los Baldíos, Thrall, Jaina y Cairne discuten cómo liberar a Grito infernal y los Grito de Guerra del control de la Legión. Jaina le entrega a Thrall una esfera mágica, en la que este deberá capturar a Grom. Una vez capturado, deben regresar a la base de Jaina, donde los sacerdotes Altos Elfos y los chamanes orcos lo liberarán de la corrupción. Thrall agradece a Jaina su asistencia y ella parte hacia su base.
Conforme la Horda y la Alianza van haciendo su camino hacia el campamento Grito de Guerra, el cielo se enrojece y enormes meteoros empiezan a caer: Los Infernales de la Legión han llegado. La Legión se ha enterado de los planes de Thrall y Jaina, y deben ser detenidos o todo se perderá. Muchos valientes guerreros caen ante las demoníacas fuerzas combinadas de los orcos Grito de Guerra y sus guardianes de la Legión, pero finalmente el camino a Grom logra abrirse. Thrall confronta a Grito Infernal directamente, tratando de persuadir a Grom de acompañarlo sin resistencia. Grito Infernal se niega, clamando que el destino de los orcos es servir a Mannoroth y la Legión. Thrall no conoce a Mannoroth y cree que Grom está alucinando, pero Grito de Guerra le replica que Thrall solamente conoce la mitad de la historia. Cruelmente, le revela que los Jefes de los Clanes, para sellar su pacto con los demonios, bebieron por propia voluntad la sangre de Mannoroth, y que él mismo fue el primero de todos. Thrall pierde el control ante la aplastante verdad y lucha con el Jefe Grito de Guerra hasta que logra encerrarlo en la esfera mágica, regresando rápidamente a la base de Jaina.
Después de muchos conjuros y oraciones por parte de los sacerdotes y los chamanes, el jefe Grito de Guerra es purificado y, avergonzado, solicita a Thrall su perdón por sus acciones, pero Thrall le dice que lo necesita para liberar a los orcos de la maldición de los demonios para siempre. Grom le dice que en el cañón cercano podrán enfrentarse cara a cara con Mannoroth en persona.
Ambos jefes ingresan precavidamente dentro del cañón. La risa burlona de Mannoroth hace eco entre los muros. Él sabía que vendrían a buscarlo, pero ellos deben saber que la Horda nunca podrá librarse de la influencia de la Legión. El gigantesco Señor del Foso aparece detrás de los héroes orcos y comienza a atacarles. Thrall intenta herirlo con el Martillo Maldito, pero Mannoroth logra defenderse usando una de sus alas, y cargando contra los orcos, logra lanzar a Thrall hacia una de las paredes y dejarlo inconsciente. Mientras Grom trata de recuperarse del ataque, Mannoroth lo incita, diciéndole que, en lo profundo de su ser, Grom sabe que ambos, él y Mannoroth, son lo mismo. Con sus ojos enrojecidos por la furia, Grom lanza su grito de guerra y arremete contra Mannoroth. El Señor del Foso logra rechazar a Grom con su espada, pero el hacha del Warsong se ha clavado profundamente en el pecho del demonio. Mortalmente herido, Mannoroth colapsa, y estalla en una furiosa ola de fuego.
Con serias quemaduras, Grom cae y espera la muerte. Thrall, herido, se acerca a su amigo moribundo y escucha sus últimas palabras. Lentamente, sus ojos enrojecidos por la furia vuelven a tener su color normal, y Grom siente cómo la influencia demoníaca va extinguiéndose en su ser: se ha liberado a sí mismo. Por primera y última vez en su vida, Grom, el líder de los Grito de Guerra, el imbatible, el más violento de los guerreros de todas las guerras orcas, siente la tranquilidad de la paz, mientras se reúne con los espíritus de sus ancestros. Pero la muerte de Grom no solo lo ha liberado a él: ha liberado a todos los orcos de la maldición de la sed de sangre.

### El Fin de la Eternidad
Con el heroico sacrificio de Grom Hellscream, el Señor del Foso Mannoroth fue derrotado, y la maldición demoníaca que había esclavizado a los orcos llegó a su fin. Entonces, las fuerzas combinadas de orcos y humanos se adentran en el bosque de Ashenvale para construir una fortaleza donde ambas fuerzas puedan enfrentarse a la Legión, sin saber a ciencia cierta contra qué van a enfrentarse.
Sin saberlo, entre las sombras otro enemigo los acecha. Tyrande Whisperwind, la Sacerdotisa de la Luna, líder de las Centinelas Elfas Nocturnas durante más de diez mil años, cree que la presencia de los extranjeros solamente traerá dolor a su encantada patria. La arquera Shandris Feathermoon interrumpe a Tyrande mientras esta se encuentra en comunión con el bosque. La Sacerdotisa siente que algo oscuro se acerca, pero no se encuentra segura de su identidad. Shandris sugiere que pueden ser los pieles verdes que asesinaron a Cenarius, pero Tyrande cree que hay algo peor, por lo que convoca un búho invisible para explorar el área. El ave mágica vuela sobre el bosque y descubre la base de la Alianza y la Horda, donde los nuevos aliados planean talar los árboles para construir su fortaleza. Este hecho irrita a Tyrande, por lo que ordena a las Centinelas repeler cualquier intento de los extranjeros de penetrar en Ashenvale.
Conforme las tropas de Tyrande exploran el área, encuentran una tribu de furbolgs. El anciano chamán de la tribu se prepara para movilizar a su pueblo, debido a que siente que una malvada presencia se avecina sobre el bosque. Sin embargo, muchos de los miembros de su tribu se han extraviado en su viaje a la aldea, y el chamán solicita a la Sacerdotisa ayudarle a buscar a los fulborgs perdidos, a lo que Tyrande accede.
Durante su trayecto al asentamiento enemigo, Tyrande va liberando furbolgs cautivos, por lo que el chamán decide ayudarla en su combate enviándole a sus mejores guerreros. Con la aldea furbolg evacuada, Tyrande prepara su ataque contra los extranjeros, los cuales están comandados por el duque Corazón de León, un paladín de Lordaeron que siguió a Jaina hacia Kalimdor. Mientras hay una encarnizada batalla entre las Centinelas y los extranjeros, repentinamente la base es atacada por una inmensa ola de muertos vivientes y demonios. Superados en número, Tyrande ordena a sus fuerzas replegarse en la profundidad del bosque.
Tres horas más tarde, en algún lugar en las faldas del Monte Hyjal, Tyrande y sus arqueras sobrevivientes escapan de las fuerzas de la Legión y el Azote, pero finalmente son acorraladas por la Guardia del Apocalipsis, y las arqueras son asesinadas. Archimonde y Tichondrius se materializan y confrontan a Tyrande, y ella se asombra de observar nuevamente a Archimonde después de diez mil años. El demonio proclama que la Legión ha vuelto para consumir Azeroth, y que esta vez, los Kaldorei no podrán detenerla. En el momento en que la Guardia del Apocalipsis se dispone a matar a Tyrande, esta se fusiona con la sombra y desaparece de la vista. Archimonde, furioso, ordena a la Guardia encontrar a la Sacerdotisa antes de que escape de la zona. Tyrande, que reaparece una vez que se han marchado, comprende que este es el día largamente temido por las Centinelas, en que la Legión reaparecería sobre el mundo. Rápidamente, se adentra en el bosque para advertir a sus hermanas.
Aprovechando la noche, Tyrande se escabulle por el bosque, eludiendo las patrullas de la Guardia del Apocalipsis y los puestos de observación de los muertos vivientes, hasta que finalmente, luego de cruzar el río, logra llegar a una base de las Centinelas, las Shadowleaves, la cual está seriamente dañada. Shandris, quien se encuentra a cargo de la base, le informa del sorpresivo ataque del Azote, pero Tyrande le advierte que el verdadero enemigo es la Legión Ardiente. Como última salida, Tyrande decide despertar a los druidas, quienes duermen el Sueño Esmeralda desde hace diez mil años.
Al día siguiente, en las afueras de los sagrados Claros de la Luna, las Centinelas se preparan para recuperar el Cuerno de Cenarius, un poderoso artefacto que es el único que puede despertar a los druidas de su profundo sueño. Sin embargo, los orcos, inadvertidamente, han construido una base cerca de donde descansa el Cuerno, por lo que las Elfas se ven obligadas a luchar con ellos para llegar al Cuerno. Para complicar las cosas, los muertos vivientes han empezado a deforestar el bosque para llegar al Túmulo donde descansa el druida más poderoso, que no es otro que Shan’do Malfurion Stormrage. Si el Azote llega antes de que él despierte, todo se habrá perdido.
El camino es largo y peligroso, pero finalmente, las Centinelas de Tyrande logran derrotar a los ancestrales Guardianes del Bosque, hijos de Cenarius que protegen el Cuerno, y recobrar a tiempo el precioso artefacto. Tyrande sopla el Cuerno, y Malfurion se levanta de su sueño. Inmediatamente, siente la cercana presencia de los muertos vivientes, e invoca un ejército de treants para derrotar a los invasores.
Dos días más tarde, en la profundidad del Valle de la Primavera y el Invierno, Malfurion agradece a Tyrande el haberlo despertado, pues él, en la profundidad del Sueño Esmeralda, podía sentir la corrupción de Kalimdor. Tyrande, sin embargo, se encuentra resentida con él por haberla dejado sola por diez mil años. Malfurion sospecha que Archimonde tratará de llegar a la cima del Monte Hyjal e intentará absorber los poderes mágicos del Árbol del Mundo. Si esto sucede, la fuente de la vida en Azeroth será destruida y el mundo estará condenado. Mientras discuten esto, una cercana batalla entre humanos y muertos vivientes capta su atención. Malfurion piensa que tal vez los extranjeros podrían ser útiles aliados contra la Legión, pero Tyrande no confía en ellos. Los Elfos Nocturnos deciden establecer una nueva base y despertar a los Druidas de la Garra, los cuales duermen cerca del Valle.
Durante el camino, ejércitos de la Alianza y la Horda luchan contra los muertos vivientes, obligando a los elfos a movilizarse con cautela. Entonces, se encuentran con los furbolgs que Tyrande anteriormente había ayudado. Lamentablemente, estos no lograron escapar, pues al acercarse a una fuente a beber agua, esta había sido corrompida, y los furbolgs se habían vuelto locos y violentos. Profundamente dolida, Tyrande se ve obligada a acabar con ellos. Para horror de los elfos, una parte del bosque lentamente ha caído bajo el influjo maligno de un oscuro espíritu, el cual deberá ser destruido para poder restaurar a los ancestrales espíritus del bosque. Finalmente, luego de destruir a un grupo de Ancestros corrompidos por los Sátiros de Ticondrius, Malfurion y Tyrande llegan al Valle, y usando el Cuerno de Cenarius, Stormrage despierta a los Druidas de la Garra.
A la mañana siguiente, en las cavernas de los Túmulos Profundos de Monte Hyjal, Malfurion y Tyrande buscan a los Druidas de la Zarpa. Malfurion previene a sus tropas, pues los Túmulos Profundos han estado sellados por casi tres mil años, por lo que no se sabe que oscuras criaturas habrán hecho su hogar en los perdidos túneles. Adicionalmente, Malfurion no sabe cómo los Druidas de la Zarpa responderán al ver a los otros Elfos Nocturnos por primera vez desde que entraron en el Sueño Esmeralda. Tyrande lo apresura, pues mientras más tiempo pase, más corromperá el poder de la Legión los bosques de la superficie.
Luego de luchar dentro del laberinto con una horda de arañas gigantescas, Tyrande y Malfurion se encuentran con una tribu de furbolgs. En ese momento, Tyrande observa que aquel chamán que había ayudado, había logrado escapar de la corrupción de sus hermanos, y que una pequeña parte de la tribu sobreviviente se había escondido en las cavernas. Sin embargo, el chamán había sido mordido por una araña venenosa. Para salvarlo, Tyrande busca una fuente mágica de la vida, cuyas aguas restauran la salud del chamán. Una vez más, en retribución, el chamán le otorga un poderoso Talismán de lo Salvaje, para que los Elfos invoquen la ayuda de los furbolgs siempre que la necesiten.
Continuando su viaje, en la parte más profunda de la caverna, encuentran una enorme puerta cerrada. Tyrande no recuerda qué se oculta tras la puerta, pero Malfurion le dice lo que esta representa: la prisión de Illidan Stormrage, su hermano gemelo. Tyrande cree que Illidan sería un perfecto aliado contra los demonios y los muertos vivientes, pero Malfurion no concuerda, pues Illidan es demasiado peligroso como para traerlo de nuevo a la superficie del mundo. Tyrande, furiosa, declara que solamente Elune puede prohibirle cualquier cosa, y penetra a la prisión junto a sus Centinelas para liberar al Cazador de Demonios. Malfurion, resignado, continúa junto a sus druidas la búsqueda de sus hermanos.
Malfurion, finalmente, alcanza el corazón de los Túmulos, pero para penetrar debe luchar contra un grupo de Guardianes Wildkin, los cuales defienden a los “dioses oso”. Stormrage se preocupa por esto, dado que los druidas normalmente se presentan con su forma de elfo, y no como “dioses oso”. Más adelante, las fuerzas de Malfurion se enfrentan a un pequeño grupo de dragones negros que se ha refugiado en la oscuridad de las cavernas. Recordando la traición del Dragón Negro Neltharion en la Guerra de los Ancestros, Malfurion los destruye. Sin embargo, el siguiente descubrimiento del Shan’do es aún más terrorífico.
Los Druidas de la Zarpa habían estado en su forma de oso por tanto tiempo, que habían sucumbido a sus instintos animales y se habían vuelto feroces y poco inteligentes. El Cuerno de Cenarius los había despertado ya, pero Malfurion necesitaba encontrar un lugar para hacer sonar de nuevo el Cuerno y hacerlos entrar en razón. Los Druidas del Talón invocaron sus poderes de ciclón, con el objeto de neutralizar a los Druidas de la Zarpa sin hacerles daño. Pronto los druidas recapacitan y vuelven a su forma de elfo, disculpándose con Shan’do Stormrage. Rápidamente, todo el grupo vuelve a la superficie.
Mientras tanto, Tyrande y las Centinelas se adentraban en la prisión de Illidan, luchando contra las Guardianas, una élite especial de Elfas Nocturnas que hacen de carceleras. La prisión se encuentra fuertemente resguardada, pero la fría determinación de Tyrande de derrotar a la Legión la ayuda, y las Guardianas no son rival para las Centinelas. Pronto, Tyrande llega frente a la formidable celda de Illidan. Allí, debe enfrentarse a Califax, el poderoso Guardián del Bosque, hijo de Cenarius. Califax le advierte que no debe permitir la salida del traidor, sin embargo, Tyrande está decidida, y luego de una gran batalla con el Guardián, la Sacerdotisa logra vencerlo. Después de diez mil años prisionero bajo el subsuelo, la voz de Tyrande parece la de un ángel para Illidan. Él le pregunta porqué ha venido, y ella le responde que los demonios han regresado y que los Elfos Nocturnos, una vez más, necesitan a su gran campeón. Illidan acepta ayudar, pero lo hará para redimirse así mismo y no por los Kaldorei.
Una vez fuera de las cavernas, el grupo de Tyrande se encuentra con Malfurion y los druidas. El reencuentro de los dos hermanos no es nada alentador: Malfurion le recuerda a Illidan su traición, y este le reprocha el haberlo aprisionado, a lo que Malfurion responde que fue consecuencia de sus propios crímenes. Illidan le recuerda que ambos lucharon juntos contra los demonios, pero solamente él fue encerrado. Tyrande interrumpe la discusión y arenga a los hermanos a reconciliarse para poder derrotar a la Legión, pero Malfurion no quiere tomar parte y se marcha con los druidas.
Al anochecer siguiente, en lo más profundo de los corrompidos bosques de Felwood, Illidan saborea su libertad. El Cazador de Demonios quiere probarle a su hermano que no es un villano, que los demonios ya no tienen control sobre él. En ese momento, sobre una cercana colina, aparece una tétrica figura: es Arthas, el Caballero de la Muerte. Ambos empiezan a luchar, pero conforme avanza la pelea, se dan cuenta de que sus fuerzas están muy equiparadas y podrían seguir luchando por siempre, por lo que Illidan le pregunta a Arthas qué es lo que realmente busca, y el Caballero de la Muerte le explica que un Señor del Terror, llamado Tichondrius, tiene bajo su control un poderoso artefacto, que es el que corrompe el bosque. Este artefacto es nada menos que la Calavera de Gul’dan, el brujo orco, que Tichondrius ha rescatado del colapso de Draenor luego de que Ner´zhul abrió los portales. Arthas desea que Illidan robe este artefacto, pues la derrota de la Legión sería muy útil para “su Maestro”. Illidan le pregunta por qué ha de creerle, y Arthas le responde que su maestro sabe que la verdadera obsesión de Illidan es el poder. La Calavera de Gul’dan le dará al Cazador de Demonios verdadero poder, y todos sus enemigos serán derrotados. Una vez cumplida su misión, Arthas se aleja. Sucumbiendo a su antigua adicción a la magia y al poder de la que siempre fue esclavo, Illidan guía a sus fuerzas para atacar a los guardianes de la Calavera.
A pesar de poseer dos bases de Sátiros y Ancestros corruptos que protegen una puerta demoníaca, y estar reforzados por cientos de guerreros esqueletos, las fuerzas de la Legión no pueden detener el avance del Cazador de Demonios, quien barre con ellos como antaño lo hiciera, utilizando para ello las poderosas Espadas Curvas de Azzinoth. Derrotados los guardianes, Illidan se dispone a destruir la Calavera de Gul’dan. Sin embargo, su adicción le ataca una vez más. En lugar de destruir para siempre la Calavera, reclama su poder para sí. Al consumir sus oscuros poderes, Illidan sufre una monstruosa metamorfosis y se transforma en un híbrido de Elfo Nocturno y Demonio, con el suficiente poder para derrotar al mismo Tichondrius. Una nueva y terrible batalla a lo largo del bosque de Felwood se desarrolla entre Illidan y las fuerzas de Tichondrius.
Finalmente, luego de un enorme combate, Illidan encuentra al Nathrezim rodeado por su guardia personal. Tichondrius no reconoce a Illidan, y el Cazador de Demonios reta a Tichondrius a una batalla. Aunque el Señor del Terror tiene inmensos poderes, la combinación de los poderes demoníacos de Gul’dan y la magia elfa de Illidan ahora lo hacen un retador impresionante, y Tichondrius el Oscuro es finalmente derrotado.
Mientras Illidan se encuentra exultante por su victoria sobre el Señor del Terror y sus nuevos poderes, Tyrande y Malfurion llegan. El Shan’do pregunta al demonio qué ha hecho con su hermano y no le reconoce hasta que Illidan explica sus acciones. Entonces, ambos elfos se enfurecen al ver que Illidan sacrificó su alma para vencer a Ticondrius, y el Archidruida inmediatamente expulsa a Illidan de Kalimdor para siempre. Illidan se da media vuelta, y se adentra en el bosque, derribando los árboles a su paso.

### La Batalla del Monte Hyjal
“las raíces sanarán a tiempo, así como el mundo entero.Los sacrificios se han hecho. Así como Los Orcos, los Humanos, y los Elfos nocturnos, desecharon su antiguo odio y permanecieron unidos ante un enemigo común. La naturaleza se alza para desterrar a la sombra para siempre. En cuanto a mí, he vuelto para asegurarme de que habría un futuro; para enseñar al mundo que ya no necesita guardianes. La esperanza de futuras generaciones siempre a residido en manos mortales. Y ahora que he terminado mi trabajo, ocupare mi lugar, entre las leyendas del pasado. ” Medivh, El Último Guardián.
Dos días después, en un tranquilo claro del Monte Hyjal, Tyrande y Malfurion discuten acerca de un sueño que el Shan’do tuvo la noche anterior. Malfurion soñó que un cuervo lo llamaba hacia ese claro. Tyrande se encuentra impaciente pues las preparaciones para el combate contra la Legión no pueden esperar. En ese momento, Thrall y Jaina Proudmoore llegan al claro, refiriendo que ellos fueron llamados a ese lugar también. Tyrande les deja claro que los orcos y los humanos no son bienvenidos en Ashenvale.
Justo en ese instante, un gran cuervo aparece entre los líderes y se metamorfosea en el Profeta. Una vez más, habla a los héroes sobre la unión de todos los ejércitos como única opción para salvar al mundo de los demonios. Cuando Malfurion pregunta al Profeta acerca de su identidad, el misterioso viajero finalmente revela sus secretos.
Él es la razón del regreso de la Legión. Hace treinta y cuatro años, él abrió el Portal Oscuro y trajo a los orcos al mundo de Azeroth. En el proceso, inadvertidamente dejó pasar a los agentes de la Legión Ardiente a la realidad mortal. Por sus crímenes, fue asesinado por sus amigos. Luego de su muerte, la guerra devastó los reinos del este por muchos años, dejando muchas regiones desoladas Ahora, finalmente, ha regresado para redimirse de sus pecados y hacer lo que tenía que hacer desde el principio. Él es Medivh, el Último Guardián de la Orden de Tirisfal, y ha venido para unir a las razas mortales contra los enemigos de todo lo que vive. Los héroes, paralizados por las grandes revelaciones, acuerdan rápidamente unir sus fuerzas contra Archimonde el Profanador y la Legión Ardiente.
A la mañana siguiente, cerca de la cima del Monte Hyjal, los Elfos Nocturnos, la Horda y la Alianza planean su defensa de la montaña. Jaina aparece en la reunión y porta terribles noticias. Archimonde, la Guardia del Apocalipsis, los Infernales, los Señores del Foso, los Señores del Terror, los Sabuesos del Infierno y el Azote se encaminan hacia el Árbol del Mundo, y llegarán a las bases de los aliados en cualquier momento. Malfurion revela que los Elfos Nocturnos derrotaron a la Legión hace diez mil años, y gracias al Árbol del Mundo, son inmortales. Ahora es el momento de devolverle ese poder al Árbol del Mundo para que él les pueda ayudar a repeler a Archimonde y salvar Azeroth de la aniquilación. El Shan’do inmediatamente parte hacia la cima de Hyjal para planear la acción.
Mientras tanto, los otros acuerdan que los Centinelas de Tyrande proveerán soporte y ayuda a las bases de la Alianza y la Horda y las protegerán del avance de la Legión. Esto le dará a Malfurion tiempo suficiente para preparar las defensas de Nordrassil. Antes de que la reunión se deshaga, Tyrande se disculpa con Thrall y Jaina por mal juzgarlos y ella les da la bendición de Elune. Los cuatro líderes saben que muchos de sus valientes caerán ese día, pero si el plan de Shan’do Stormrage funciona, no morirán en vano.
En ese momento, Shandris alerta que Archimonde el Profanador ha dado la orden de ataque, y las fuerzas de élite de los demonios de la Legión junto a los guerreros del Azote asaltan la montaña. Ayudado por tres de sus más grandes lugartenientes, el temible Señor del Foso Azgalor, el Nathrezim Anetheron y el Lich Rage Winterchill. Jaina y sus humanos, altos elfos y enanos levantan una gran resistencia con sus torres y barricadas. Al final, la base de Jaina es la primera en caer, aunque las fuerzas de Archimonde sufren grandes dificultades. Sobre las ruinas de las fortificaciones de lady Proudmoore, Archimonde levanta una nueva base.
La Legión avanza hasta la base de la Horda, y luego de una gran defensa por parte de los orcos, los tauren y los trolls Darkspear, finalmente logran derrotarlos. Archimonde confronta a Thrall, amenazándolo con destruir a su raza por rebeldes, pero el joven orco le responde que ellos, al fin, son libres. Thrall finalmente es rescatado por Jaina. Una vez más, los defensores se ven obligados a retroceder ante el feroz ataque de los invasores. Ahora, únicamente la base de los Elfos Nocturnos de Tyrande resiste el ataque. Aun así, los ejércitos mortales logran infligir un gran daño a las fuerzas de Archimonde, y se ganan un poco de tiempo para que Shan’do Stormrage finalice la trampa.
La Alianza, la Horda y los Elfos Nocturnos hacen su defensa final en base de los Kaldorei, y la batalla llega a su punto álgido. Archimonde, minimizando la gran resistencia de los ejércitos mortales, desata toda la furia de la Legión y el Azote. Olas de muertos vivientes y Guardianes del Apocalipsis chocan contra los defensores del campamento de Tyrande y luchan contra los venerables Ancestros y treants. Sabuesos del Infierno atacan a los poderosos magos humanos, chamanes orcos y druidas elfos nocturnos, y Dragones de Hielo y Gárgolas atacan desde los cielos, mientras las Centinelas les lanzan cientos de flechas y los Wyvern, Grifos y Quimeras luchan por sacarlos del espacio aéreo. Iracundos guerreros esqueletos, necrófagos, zombis y abominaciones se enfrentan a las disciplinadas fuerzas de los paladines, los fusileros enanos, los hechiceros altos elfos, los guerreros orcos, los poderosos tauren, los trolls Darkspear y las cazadoras elfas nocturnas de Shandris. Los furbolgs, bajo el mando de su chamán, en retribución a la ayuda que tantas veces recibieron de Tyrande, se han unido a la batalla. Los Trolls Oscuros, cuyas tribus pueblan Ashenvale, han comprendido que la única salvación de su raza es aliarse con Tyrande y los suyos, aunque sea como mercenarios. Heridos, disminuidos, los defensores se retiran hasta el Árbol del Mundo. Shandris Feathermoon ha caído heroicamente defendiendo Nordrassil. Archimonde, sintiendo la victoria al alcance de la mano, arrasa la montaña, derribando al suelo las estructuras de los Elfos Nocturnos. Seguro de su triunfo sobre las razas mortales, el Eredar inicia el ascenso de Nordrassil y se prepara para drenar su poder.
Sin embargo, Malfurion informa a sus aliados que las defensas están completas y que Archimonde camina directamente a la trampa del Shan’do.
Tomando el Cuerno de Cenarius en sus manos, Malfurion lanza un largo sonido que no se escuchaba desde la Guerra de los Ancestros. Uno por uno, los Espíritus del Bosque dejan los árboles de Ashenvale y comienzan a rodear el Árbol del Mundo y a Archimonde. El demonio se da cuenta de lo que ocurre, pero es tarde. Los poderes combinados de Nordrassil y los Espíritus de Ashenvale son superiores al Señor de los Demonios, y la energía es tan poderosa, que finalmente, Archimonde se consume.
Con su último aliento de agonía, Archimonde explota y envía una onda de fuego que arrasa con el bosque. Cientos de acres son quemados, y Nordrassil sufre severas quemaduras. El Líder de la Legión Ardiente es destruido. Asombrados y confundidos, los demonios huyen hacia los bosques, donde más tarde serán cazados y muertos.
Medivh observa como los ejércitos de las razas mortales celebran su victoria. Miles de vidas se han perdido y el mundo de Azeroth ha sido severamente dañado. Sin embargo, si los humanos, los orcos y los elfos nocturnos pudieron dejar atrás los viejos rencores y unirse, tal vez el mundo aún tiene esperanzas.
Su tarea está completa. Medivh se prepara para dejar Azeroth para siempre y tomar su lugar entre las leyendas del pasado.

## El trono helado

### La Venganza del Traidor-El Despertar de los Naga
“Traidor… en verdad, fui yo el traicionado… Todavía me persiguen. Aún me odian. Pero ahora, mis ojos ciegos ven cuanto los demás no pueden ver. Hay momentos que se debe forzar la mano del destino. Ahora, vayámonos. Para desatar las mareas de destrucción... sobre todo aquel que a nosotros ose enfrentarse". "Illidan Stormrage"
Sobre las costas de Kalimdor, una siniestra figura emerge en medio de una naciente tormenta. Enormes alas de murciélago y cuernos de demonio, sin embargo, la oscura figura no es otro que Illidan Stormrage, el traidor Elfo nocturno. Ahora, al absorber los poderes de la Calavera de Gul’dan, ha entrado en conocimiento de profundos secretos que otros, por muchos milenios, han desconocido. Invocando las oscuras fuerzas de la profundidad de los mares, Illidan prepara un ejército para asolar nuevamente a la superficie del mundo.
En la profundidad de los corrompidos bosques de Ashenvale, la Guardiana Maiev Shadowsong continúa su cacería del traidor Illidan Stormrage. El Cazador de Demonios, para salvar al bosque de la creciente corrupción de la Legión Ardiente, consumió los ocultos poderes de la Calavera de Gul´dan, el malvado brujo orco. Despreciado por los suyos, el ahora mitad elfo mitad demonio se oculta entre las sombras del oscuro bosque, mientras su Guardiana intenta regresarlo nuevamente a la profundidad de la oscura prisión de los Tálamos Oscuros. Sus fuerzas, conocidas como los Vigilantes, al mando de su segunda de confianza, Naisha, exploran las ruinas de un destruido asentamiento de los Elfos Nocturnos en la costa este de Kalimdor. En este momento, unas repulsivas criaturas, con aspecto de serpiente marina y piel escamosa, les atacan. Estas desconocidas, llamados Naga, al parecer han plegado su lealtad a Illidan. Éste, mientras las fuerzas de Maiev combaten con los Naga, escapa a través del mar en un barco. La Guardiana ordena la persecución.
La flota de Maiev persigue a Illidan a través del Gran Mar. Al cabo de unos días, llegan a las tempestuosas aguas del Maelstrom. Maiev y sus Vigilantes desembarcan en un archipiélago desconocido, el cual no figura en ninguno de los mapas. Este archipiélago corresponde a las Islas Abruptas, que Gul´dan, con la ayuda de sus clanes aliados, hizo emerger del fondo del océano durante la Segunda Guerra entre la Horda y la Alianza. Es allí donde se encuentra la legendaria Tumba de Sargeras, donde Aegwynn colocó el cuerpo del Señor de la Oscuridad luego de derrotarlo en Northrend.
Los Elfos Nocturnos erigen una base en la costa de la isla mayor e inicia la exploración del archipiélago. Observando las antiguas ruinas de la isla, Maiev se sorprende, pues empieza a reconocer las estructuras como las que pertenecieron ha destruido Imperio de Aszhara. Sorpresivamente, hallan a un viejo brujo orco llamado Drak´tul, quien les narra que él fue uno de los brujos del clan Stormreaver que acompañó a Gul´dan en su aventura en las Islas Abruptas. Muerto Gul´dan por los demonios guardianes de la tumba, los clanes rebeldes fueron arrasados por las encolerizadas fuerzas de Orgrim Doomhammer, siendo Drak’tul el único sobreviviente. Desde esa época, el orco ha vivido como un ermitaño en las olvidadas islas por veinte largos años. Drak’tul vive atormentado por los espíritus de los orcos caídos, por lo que ruega a Maiev le ayude a calmar a los confundidos fantasmas. Luego de luchar contra los esqueletos orcos, Maiev destruye los antiguos ziggurats por donde los espíritus regresan al mundo de los vivos. El viejo Drak’tul, perdonado por la Guardiana, se introduce en su tienda a esperar el final de sus días.
Conforme se acercan a la Tumba, Maiev y las Vigilantes tienen que luchar contra las bases que los Naga han construido alrededor de la entrada. Adentrándose en la tumba, Maiev encuentra unas antiguas runas encantadas, colocadas en las columnas por Gul’dan, donde el brujo narra su desastroso viaje en busca del Ojo de Sargeras, un poderoso artefacto mágico que le daría los poderes de un dios. Emboscado por los demonios que guardan la tumba, Gul’dan muere sin alcanzar su ansiado premio. Maiev penetra profundamente en el laberinto, hallando a las horribles criaturas que mataron a Gul’dan, así como una estatua de Aszhara, la hermosa y caída reina de los elfos. Pero esta estatua es diferente. Se asemeja a un naga…
Finalmente, Maiev se enfrenta a Illidan y a sus monstruosos Naga. Al absorber los poderes de la Calavera, Illidan también adquirió la memoria de Gul’dan, por lo que conocía la localización exacta de la tumba y sus maléficos poderes ocultos. Illidan ha hallado el Ojo de Sargeras, y para demostrar sus nuevos poderes, inicia un terremoto para colapsar la tumba sobre Maiev y sus Vigilantes. La Guardiana logra escapar, gracias a sus poderes, pero Naisha y sus compañeras quedan atrapadas dentro de la tumba y son aplastadas por el derrumbe. Jurando vengar a las Vigilantes, Maiev envía un mensajero hacia Kalimdor, para informar a Shan’do Stormrage de los planes de su hermano gemelo.
Mientras tanto, en la base del Árbol del Mundo Nordrassil, Malfurion Stormrage y Tyrande Whisperwind se encuentran organizando las labores para sanar su dañada tierra. A pesar de haber derrotado y expulsado a la Legión Ardiente, su corrupción aún carcome a los bosques de Ashenvale. Mientras discuten las implicaciones de su nuevo hogar, la mensajera de la Guardiana Shadowsong con el terrible reporte. Reuniendo todas las fuerzas que pueden, los dos parten hacia las Islas Abruptas.
En las Islas, Maiev y las pocas fuerzas que sobreviven libran una desesperada resistencia contra los Naga de Illidan. La llegada de Malfurion y Tyrande inicia una fiera batalla contra las fuerzas del traidor, pero finalmente, la base de Illidan es destruida. Sin embargo, el Cazador de Demonios logra escapar nuevamente, dirigiendo a su flota cada vez más al este.
Desembarcando en el arrasado reino de Lordaeron, Malfurion decide penetrar en el bosque y comulgar con los espíritus de la naturaleza, encargando a Maiev y a Tyrande la búsqueda de su hermano. La joven Guardiana tiene resentimiento hacia la Sacerdotisa, pues la culpa, en primera instancia, de haber liberado a Illidan. Mientras exploran el destruido continente, se encuentran con un grupo de Altos Elfos sobrevivientes.
Liderados nada menos que por el joven príncipe Kael´thas Sunstrider, el último de la dinastía de Dath´Remar, estos Altos Elfos han jurado venganza por la muerte de sus hermanos y la destrucción de su reino encantado, Quel’thalas, por parte del Azote. Por esta razón, se hacen llamar Elfos Sanguinarios. Sin embargo, para mantener su palabra de honor, Kael ha decidido que sus elfos sigan siendo fieles a la Alianza. Kael era miembro del Concejo de los Altos Elfos, y fue uno de los pocos magos del Concejo que logró escapar de la destrucción de Silvermoon por parte del Azote.
Kael solicita a las elfas nocturnas que les ayuden a trasladar sus fuerzas hacia una zona más segura, la villa Pyrewood, controlada por los humanos, al otro lado del río Arevass. A pesar de las protestas de Maiev, quien insiste en continuar la cacería de Illidan, Tyrande accede a ayudar al príncipe elfo. Escoltando su convoy con suplementos y refuerzos, los Elfos Nocturnos y los Elfos Sanguinarios se adentran en los peligrosos territorios controlados por el Azote. Tyrande previene al príncipe acerca de los peligros de la venganza y la ira, y sus desagradables consecuencias. Al principio, atacados por pequeños comandos de los muertos vivientes, la caravana logra llegar hasta un puente. Al otro lado, las fuerzas de la Alianza han logrado detener el avance del Azote, y es seguro por el momento. Sin embargo, al cruzar el puente, son atacados por una enorme ola de muertos vivientes. Sabiendo que la caravana no resistirá el ataque, la Sacerdotisa de la Luna ordena a los elfos replegarse al otro lado del río, mientras ella retrasa, invocando los poderes de Elune, al masivo ejército. Aunque la Sacerdotisa, asombrosamente, logra detener el avance de los muertos, el inmenso poder desplegado hace colapsar al puente, y Tyrande cae hacia las turbulentas aguas del río. A pesar de las protestas de Kael, quien trata de salvar a la Sacerdotisa, Maiev decide que Tyrande está perdida y ordena continuar la búsqueda de Illidan.
Mientras tanto, en las profundidades del bosque de Silverpine, Malfurion inicia su comunicación con los espíritus, quienes le advierten que su hermano planea utilizar los vastos poderes del Ojo de Sargeras para destruir la base de un glaciar en el helado continente de Northrend. Sin conocer bien los motivos de Illidan, pero sabiendo que esto podría provocar la destrucción de todo el planeta, Malfurion parte para encontrarse con sus aliados.
Extrañado de no encontrar a Tyrande, Malfurion pregunta por el paradero de su amada. Maiev, sabe que, si le cuenta la verdad al Shan’do, este partirá de inmediato a buscar a la Sacerdotisa, y la cacería de Illidan sufriría una nueva demora, por lo que le dice que ella personalmente vio cuando Tyrande era asesinada por los muertos vivientes y que la única manera de vengar a la sacerdotisa es hallando al Cazador de Demonios. Aterrorizado y con el corazón roto por la supuesta pérdida de su amada, Malfurion decide acabar con Illidan sin importar cual sea el costo.
Las fuerzas aliadas de Elfos Nocturnos y Elfos Sanguinarios viajan hacia las ruinas de la ciudad de Dalaran, donde los hechiceros naga de Illidan invocan los oscuros poderes del Ojo de Sargeras, mientras constantes terremotos empiezan a resquebrajar la integridad de los continentes. Ambas naciones elfas se unen para resistir y contraatacar a los Naga de Illidan. Durante uno de los ataques a la base naga, los elfos encuentran a Magroth, un Paladín de la Orden de la Mano de Plata, quien había sido capturado por los Naga. Ayudados por los poderes divinos de Magroth, los elfos logran penetrar en la fortaleza de los Naga, y Malfurion en persona confronta a su hermano y destruye el Ojo de Sargeras. Mientras que Illidan lamenta que sus esfuerzos para derrotar a “nuestro enemigo común” hayan fracasado, Malfurion logra capturarlo con las enredaderas de un árbol. La Guardiana Maiev Shadowsong rápidamente lo sentencia a muerte por sus crímenes, incluyendo la muerte de Tyrande, pero en el momento en que se apresta a ejecutarlo, el príncipe Kael le dice al Shan’do que la sacerdotisa aún puede estar viva. Malfurion, decepcionado y enfadado por el engaño de Maiev, la captura también en una enredadera. Illidan, al escuchar el predicamento de su eterna amada, inmediatamente pone a disposición de su hermano a sus naga, para ayudar en el rescate de Tyrande. Superando más de diez mil años de odios y rivalidades, por fin, los dos hermanos Stormrage se unen nuevamente en busca de un mismo objetivo.
En ese momento, Tyrande y un reducido grupo de Centinelas luchan con todas sus fuerzas contra el ataque del Azote. Las fuerzas combinadas de los Elfos Nocturnos, los Elfos Sanguinarios y los Naga, sin embargo, logran arrasar la base de los muertos y replegar a los enemigos, hasta que finalmente, Illidan en persona rescata a la Sacerdotisa, quien se asombra de ver quién es su salvador. Con todos a salvo, finalmente Malfurion e Illidan arreglan sus diferencias y se reconcilian definitivamente, pero Illidan decide dejar Azeroth para evitar la cólera de “su nuevo maestro”. Abriendo un portal interdimensional, el Cazador de Demonios pasa a otra dimensión. Maiev y los Vigilantes, sin embargo, encolerizados por la huida del hechicero, rápidamente lo persigue a través del portal, en un intento de ajusticiar a Stormrage. Shan’do y Tyrande, finalmente, deciden abandonar el ruinoso Lordaeron y volver a sus amadas tierras de Kalimdor.

### Apogeo de los Elfos de sangre
“Los pocos que quedamos de nosotros, nos hacemos llamar Elfos de sangre, en homenaje a nuestros amados caídos”.
Una reunión es realizada por el mariscal Garithos en lo que queda de Lordaeron, al llegar los elfos, Garithos los regaña, aunque Kael trata de explicar lo ocurrido con los elfos, el despreciable Garithos lo reprochó. Garithos explica a Kael que debe reconstruir y activar 3 observatorios goblin localizados en el área. 
Al reconstruir y activar el primero, Kael y sus elfos bajan hacia un puerto goblin, lastimosamente estaba en ruinas, Kael se enfada pero en ese momento aparecen unos naga cuya líder se hace llamar Lady Vash y le ofrece ayuda a Kael, la cual este después de pensarlo acepta y Lady Vash le obsequia dos navíos con los cuales Kael cruza el mar.
Una vez en la isla, los Elfos Sanguinarios se ven obligados a enfrentarse a algunas fuerzas del Azote que han acampado al otro lado de la isla. Para colmo, frente al segundo observatorio, los Trolls Amani, los acérrimos y ancestrales archirrivales de los Altos Elfos, han construido una aldea. Luego de una tremenda lucha entre ambas fuerzas, Kael finalmente logra su objetivo.
El tercer observatorio, localizado en la costa opuesta del lago, se encuentra defendido por el último y más poderoso jefe Gnoll, quien planta gran resistencia al asalto de los Elfos. Luego de enfrentarse personalmente con Hooger, Kael completa su misión.
Al día siguiente, en la base de la Alianza, Kael y sus elfos se encuentran listos para movilizarse. En ese momento, llega un emisario de Garithos, quien informa que un enorme ejército del Azote se aproxima sobre la base de los Altos Elfos. Sin embargo, Garithos necesita a todas las fuerzas disponibles en el frente, por lo que ordena que todos los humanos se dirijan hacia su base. Esto deja prácticamente indefenso a Kael y sus hermanos. En el momento de atacar los muertos vivientes, nuevamente Vashj y los Naga aparecen y ofrecen su ayuda al joven Príncipe. Una vez que los muertos han sido derrotados, Garithos llega a la base de Kael justo en el momento en que Vashj y sus Naga dejan el combate. Enfurecido, el Gran Mariscal acusa a Kael de traición y envía a encerrar a todos los elfos en las prisiones mágicas de Dalaran.
Kael´thas y sus elfos sanguinarios languidecen su prisión en las mágicas mazmorras de Dalaran, aguardando su inevitable ejecución a mano de Garithos. Lady Vashj y sus naga logran infiltrarse en los acueductos de la ciudad y liberan al príncipe elfo. Kael les dice que su gente está empezando a enloquecer debido a la gran ausencia de magia a la cual se ven expuestos desde la destrucción del Pozo del Sol, entonces Vashj le ofrece una nueva fuente de poder mágico bajo la sombría mano de su maestro, Illidan Stormrage, quien puede saciar las necesidades de magia de los elfos sanguinarios. Kael cae en una encrucijada: morir ejecutado por los humanos o entregarse a la voluntad del semi-demonio. Los elfos sanguinarios deciden dejar atrás Lordaeron y aceptan la oferta de Vashj.
En la profundidad de los laberintos de Dalaran, Kael y Vashj deben enfrentarse a las fuerzas de Garithos, a la vez que liberan a los elfos sanguinarios prisioneros. Al llegar a la gran biblioteca, Kael percibe la energía de los fantasmas de los archimagos asesinados por Arthas durante el asedio de la Ciudadela Violeta, los cuales continúan luchando después de muertos, reviviendo su última batalla. Después de darles paz a sus espíritus, Kael debe enfrentarse al carcelero de Dalaran, un viejo amigo suyo, quien está dispuesto a no dejarlos escapar, por lo que Kael tiene que matarlo. Finalmente, al salir a la superficie, Vashj informa a Kael que el antiguo portal que el Lich Kel´thuzad utilizó para que Archimonde entrara en Azeroth continúa abierto, y es por allí donde van a escapar.
Mientras los ingenieros elfos levantan una serie de torres alrededor del portal, Kael y Vashj luchan contra las fuerzas humanas de Garithos que intentan evitar el escape. Finalmente todos los elfos sanguinarios han logrado pasar a través del portal, dejando atrás para siempre, la tierra que los cobijó por diez mil años.
El nuevo mundo es una dimensión caótica, rocosa, seca y rojiza, de retorcida vegetación. Esta nueva dimensión se llama Outland, y corresponde al remanente de lo que fue el antiguo Draenor, el hogar original de los orcos, destruido por los múltiples portales de Ner’zhul. Después de muchos días de buscar a Illidan, las fuerzas de Vashj y Kael finalmente dan, asombrados, con un campamento de elfos nocturnos. En él, la Guardiana Maiev Shadowsong finalmente ha logrado capturar al antiguo Cazador de Demonios, y enjaulándolo en una celda especial, se dispone a volver a Ashenvale para ajusticiar al traidor. Una tremenda batalla se da entre ambas fuerzas. Maiev, recordando la imprudencia de Kael cuando la delató ante Malfurion, y viendo que el príncipe elfo se ha aliado con la Naga, pone feroz resistencia al ataque. Luego del fiero combate, Maiev es mortalmente herida por una flecha de Vashj, y derrotada, pierde a su presa. Illidan es finalmente liberado. La Guardiana, aunque aún vive, escapa junto a sus Vigilantes en la incertidumbre del rojo mundo.

Kael e Illidan son presentados. El Cazador de Demonios le revela al joven príncipe que tanto los naga como los altos elfos una vez fueron una sola raza, los ilustres Bien Nacidos, los favoritos de Aszhara, la enloquecida reina de los Elfos Nocturnos. Cuando Illidan fue liberado por Tyrande de la prisión de los Tálamos Profundos, secretamente fue contactado por nada menos que Kil’jaeden el Embaucador, quien le reveló la existencia del Rey Lich Ner’zhul, encerrado en el Trono de Hielo en Northrend. Kil’jaeden sabe que el Rey Lich planea liberarse a toda costa de su prisión, y se ha enterado de la traición de Arthas, quien informó al mismo Illidan de la existencia de la Calavera de Gul’dan, que a la postre le costó la victoria a la Legión Ardiente. Ahora, temiendo que el Rey Lich llegue a ser demasiado poderoso si logra liberarse, Kil’jaeden promete a Illidan poder infinito por destruir el Trono de Hielo. Esa es la razón de que Illidan robara el Ojo de Sargeras en primer término, con el propósito de crear un gran cataclismo que destruyera Northrend y al Rey Lich.
Ahora que ha fracasado gracias a la intervención de Malfurion y Tyrande, Illidan teme que Kil’jaeden derrame su furia sobre él, por lo que ha decidido ocultarse en Outland.
Para asegurarse el dominio del destruido mundo, Illidan decide destruir la Ciudadela Negra, una fortaleza que está regida por Magtheridon, un Señor del Foso subordinado a Mannoroth el Destructor, quien ejerce su brutal poder sobre Outland en nombre de la Legión Ardiente. Illidan sabe que para vencer a Magtheridon, primero necesita destruir tres portales mágicos remanentes de los construidos por Ner’zhul, de donde el Señor del Foso obtiene refuerzos provenientes del Torbellino de la Nada.
Luego de asediar y destruir el primer portal, las fuerzas de Illidan se encuentran con Orcos del Caos, sobrevivientes del colapso de Draenor que han sido esclavizados por Magtheridon y reclutados en el ejército de la Legión. Estos Orcos del Caos, corrompidos por el maligno poder de la Legión, se encuentran dirigidos por Rend y Main, los hijos de Blackhand el Destructor, Señor de la Guerra durante la Primera Guerra contra los humanos. Convertidos ahora en despiadados orcos del caos, Rend y Main se opondrán a todos los planes de Illidan. Para su fortuna, este encuentra a Akama, el último chamán de los draenei, quien resiste el asalto de las fuerzas de los orcos en una pequeña ciudad mortuoria, el último vestigio de su agonizante civilización. Illidan ofrece a los draenei ayudarles a derrotar a los orcos si estos les ayudan en la guerra contra Magtheridon.
Destruidos los tres portales, Illidan y los suyos inician el asedio de la formidable fortaleza de la Ciudadela Negra. Gracias a los poderes de camuflaje de los draenei, Akama logra penetrar dentro de la fortaleza, y destruye las torres y sistemas de seguridad, permitiendo el asalto de Illidan, los naga y los elfos sanguinarios. Kael y Vashj se encargan de matar a los lugartenientes de Magtheridon, la diabólica demonesa Sucubus, la Dama de los Tormentos, y el Señor de la Destrucción, un voraz demonio de la Guardia de la Perdición, y tras asesinar a Rend y Main, finalmente Illidan enfrenta a Magtheridon. Este cree que Illidan es un agente de la Legión que viene a probarlo, pero Illidan lo despacha rápidamente y reclama Outland para él.
Aún no ha terminado de saborear su victoria, cuando una enorme nube de energía caótica se forma en el horizonte. Kil’jaeden el Embaucador aparece frente a Illidan y sus seguidores. Le reclama su estupidez al pretender ocultarse de él en Outland, y le ofrece a Illidan una última oportunidad para destruir el Trono de Hielo para escapar de su rabia. Temeroso, Illidan accede. Vashj y los Naga, y Kael y los Elfos Sanguinarios juran lealtad a Illidan y viajan con él a Northrend, mientras que Akama y los draenei asegurarán las fuerzas del Cazador de Demonios en Outland.

### Guerra Civil en las Tierras de la Plaga – La Rebelión de los Renegados
“Desde hoy en adelante, solamente seremos los Renegados”.
En los arruinados jardines de la Ciudad Capital de Lordaeron, los Señores del Terror Nathrezim, los generales de Archimonde, discuten acerca de sus futuros planes para la Legión, mientras son secretamente observados por el lich Kel’thuzad y la banshee Sylvanas Windrunner, la antigua Ranger elfa. Los tres Señores del Terror, Balnazzar, Detheroc y Varimathras, no han tenido noticias de Archimonde desde hace meses y comienzan a sentirse ansiosos. Detheroc y Varimathras argumentan abandonar al Azote y volver al Torbellino del Vacío, pero Balnazzar, el mayor y más poderoso de los tres, piensa que Archimonde los contactará, por lo que deben mantener sus posiciones. Cuando la reunión está a punto de terminar, súbitamente las puertas de los jardines son derribadas, y Arthas aparece.
Agradeciéndoles por cuidar de su reino, el Caballero de la Muerte ordena a los Nathrezim abandonar inmediatamente Lordaeron o sufrir su furia. Balnazzar lo refuta y los tres Señores del Terror desaparecen fuera de su alcance. Kel’thuzad y Sylvanas se acercan y congratulan al príncipe. Arthas se nombra a sí mismo como Rey de Lordaeron, y decide terminar de erradicar a la humanidad de sus tierras. Los tres generales del Azote se separan y se dirigen a destruir a los últimos refugiados humanos de Lordaeron. Mientras luchan por asesinar a todos los humanos sobrevivientes, Arthas sorpresivamente se encuentra con dos paladines de la Orden de la Mano de Plata, quienes se disponen a resistir al Azote y permitir el escape de los humanos. Dagren el Cazador de Orcos y Magroth, quien ayudara a Malfurion y Tyrande en su batalla con Illidan, han organizado un grupo de resistencia entre los remanentes de la Alianza de Lordaeron, y resisten el embate del Azote. Finalmente, Arthas, Kel’thuzad y Sylvanas logran derrotarlos y asesinarlos. Lordaeron ha dejado de ser un reino humano.
Todavía Arthas no acaba de celebrar su naciente victoria, cuando es repentinamente atacado por una convulsión psíquica, proveniente del Rey Lich. Ner’zhul advierte al Caballero que la ciudadela de Icecrown se encuentra bajo inminente ataque, e inmediatamente le ordena volver a Northrend para defender el Trono de Hielo. Para empeorar las cosas, los grandes poderes del Rey Lich van menguando continuamente. El Caballero de la Muerte suspende la cacería y regresa a la Ciudad Capital junto a Kel’thuzad para hacer los preparativos del viaje a Northrend.
Mientras tanto, en la oscuridad de los remotos bosques de los Claros de Tirisfal, Sylvanas Windrunner se reúne en un mitting secreto con los tres señores del terror Nathrezim. Con el debilitamiento del Rey Lich, la banshee ciertamente ha recuperado el control sobre sí misma y sus acciones, y se ha independizado del poder de Ner’zhul. Silvanas desea desesperadamente tomar venganza por su condición de muerto viviente y por la destrucción de su amada Quel’thalas. Los Nathrezim han confirmado la derrota de la Legión Ardiente a manos de los ejércitos mortales, y desean tomar el control del Azote destruyendo a Arthas y a Kel’thuzad. Silvanas acuerda con ellos destruir al Caballero, pero se niega a revelar sus métodos. La reunión se disuelve, y los Señores del Terror se preparan para la rebelión.
De vuelta en el destruido palacio de Terenas, Arthas y Kel’thuzad discuten acerca de las posibles causas de la debilidad del Rey Lich y sus consecuencias para el Azote. En ese momento, Balnazzar, Detheroc y Varimathras aparecen, y toman control mental de los guerreros del Azote. Arthas y Kel’thuzad son separados, y el Caballero de la Muerte se ve obligado a combatir, con fuerza y astucia, a sus anteriores fieles guerreros.
Una vez fuera de la capital, aparecen las banshees de Silvanas, que ayudan a Arthas a escapar y lo conducen a él y sus tropas a un desolado claro en medio del bosque, en las afueras. Allí, las banshees destruyen a las tropas de Arthas, y Silvanas aparece, lanzando una flecha envenenada al Caballero de la Muerte. Prometiendo darle una muerte tortuosa y horrible, Silvanas se dispone a acabar con Arthas, pero en ese momento, aparece Kel’thuzad con fuerzas leales, y las banshee huyen en medio de la oscuridad. Satisfechos de haber ahuyentado a las fuerzas rebeldes, los dos líderes de los muertos vivientes se dirigen hacia los muelles. Arthas deja el Azote en manos de su fiel Kel’thuzad y parte con su flota hacia Northrend.

### La Dama Oscura
Mientras tanto, en las Tierras devastadas por la Plaga, Silvanas y los muertos vivientes que han logrado liberarse del control mental del Rey Lich, discuten acerca de su futuro. Silvanas se encuentra profundamente enfadada con Arthas por haberla condenado a la eterna maldición de la no-muerte. Varimathras aparece y le ofrece unirse al nuevo orden de los Señores del Terror de Lordaeron, pero ella refuta vehementemente y responde que solamente odia a Arthas un poco más de lo que odia a los Nathrezim. Varimathras promete venganza por la insolencia y desaparece.
Ante el inminente ataque del Señor del Terror, Silvanas ordena a sus banshees buscar fuerzas suficientemente fuertes para combatir. Las banshees poseen a varias tribus de Gnolls, ogros y bandidos humanos que se encuentran ocultos entre los bosques. Con la ayuda de estas poderosas fuerzas, Silvanas logra vencer a Varimathras y arrasar su base. Cuando la Ranger oscura se prepara para despachar al Señor del Terror, Varimathras ofrece hacer un trato con ella a cambio de su vida: Varimathras le ayudará a derrotar a sus dos hermanos, Detheroc y Balnazzar. Aunque Silvanas sospecha de las verdaderas razones de la alianza con el Señor del Terror, acepta el trato.
Las fuerzas de Silvanas y Varimathras se preparan para asaltar la base de Detheroc en el este de la Ciudad Capital. Detheroc, para fortalecer sus fuerzas, ha controlado mentalmente a un general de la Alianza, que no es otro que el despreciable Mariscal Garithos, por lo que las inmensas fuerzas del Mariscal están al servicio de Detheroc. Utilizando la habilidad de sus banshees para poseer a los soldados de Garithos, Silvanas y Varimathras penetran en la ciudad y rápidamente empiezan a despachar a las fuerzas de Detheroc. Muerto el Señor del Terror, Garithos ha recobrado la conciencia. Con Balnazzar fuertemente atrincherado en la Ciudad Capital, Silvanas ofrece una alianza a Garithos. Aunque este desacuerda unirse con los repulsivos muertos vivientes, Silvanas le ofrece entregarle nuevamente la Ciudad Capital una vez que Balnazzar sea destruido. Ante la inminente oportunidad de alcanzar gloria y fama, el Mariscal acepta, pero secretamente, Silvanas confiesa a Varimathras el engaño.
El asedio de ambos ejércitos sobre Lordaeron es impresionante, dada la gran resistencia de Balnazzar, y muchos soldados caen en la batalla, pero finalmente, el último Señor del Terror es acorralado. Como examen final para su lealtad, la Dama Oscura ordena a Varimathras asesinar a Balnazzar, pero es prohibido para un Nathrezim matar a otro Nathrezim. Ante la insistencia de la Ranger oscura, Varimathras ejecuta a Balnazzar. Garithos reclama la Ciudad Capital para los humanos, pero Silvanas muestra sus verdaderas intenciones y ordena a Varimathras matar a Garithos, lo que este hace con placer. Finalmente, Silvanas proclama que Lordaeron es suyo, y que ahora en adelante, ella y sus muertos vivientes solamente serán conocidos como los Renegados.

### Una Sinfonía de Hielo y Fuego – La Ascensión – El Rey Lich Triunfante
Mientras Silvanas se hacía con el poder en Lordaeron, la flota de Arthas desembarcaba en Northrend (Rasganorte). En el momento en que sus tropas se encuentran desembarcando en la Bahía Daggercap, son repentinamente atacados por jinetes halcones de los Elfos Sanguinarios. Sorprendido de ver elfos en esas desoladas tierras, Arthas ordena sus muertes. Durante la batalla, la tierra empieza a temblar, y de las profundidades de un profundo abismo, una gigantesca criatura semejante a un escarabajo emerge a la superficie y acaba con los elfos. El guerrero se identifica como Anub’Arak, el último rey de los nerubians, ahora transformado en un Señor de la Cripta por los grandes poderes nigromantes de Ner’zhul. Será su guardaespaldas durante la travesía hasta Corona de Hielo. Arthas consigue varios acorazados y barcos de carga para explorar las frías aguas. Durante el viaje encuentran un campamento elfo y Arthas ordena su destrucción. Al ser destruido, Arthas se pregunta si los elfos tienen que ver con el debilitamiento del rey lich. En ese momento, aparece una figura en medio del campamento: es Kael’thas, el príncipe de los Elfos Sanguinarios. En efecto, Kael informa a Arthas de la cercana destrucción del Rey Lich, a manos de las fuerzas combinadas de elfos y naga al mando de Illidan, y Arthas no podrá hacer nada al respecto. Es la venganza de los Altos Elfos por la destrucción de Quel’thalas y otros insultos a su raza.
Kael desaparece, y las fuerzas del Azote penetran en Northrend (Rasganorte). Anub’Arak propone acortar camino penetrando en el oscuro reino subterráneo de Azjol-Nerub, y Arthas acepta. No obstante, para llegar a la entrada de las catacumbas, deben vencer a una enorme fuerza de guerreros naga que guarda la entrada. Debido a la constante debilidad del Caballero de la Muerte, Anub’Arak y Arthas deciden atacar a un dragón azul que vive cerca de la zona, que no es otro que el poderoso Sapphiron, el sirviente de Malygos, que durante milenios ha defendido el ancestral cementerio de los dragones, el Dragonbligth. Tras una gran batalla con Sapphiron, finalmente el dragón cae, y Arthas, utilizando los poderes nigromantes de Frostmourne (Agonía de Escarcha), lo anima como un Wyrm de hielo. Con la ayuda de Sapphiron, Arthas y Anub’Arak se abren paso entre las fuerzas de los naga, y finalmente penetran en el cañón que lleva a las catacumbas de Azjol-Nerub.
En la entrada hallan otra sorpresa. Una banda de enanos les cierra el paso; Son los enanos de Muradin Barbabronce, a quien Arthas traicionó cuando ambos fueron en la búsqueda de Frostmourne (Agonía de Escarcha). Los enanos han permanecido en Northrend (Rasganorte) desde entonces, al mando de Baelgun, primer lugarteniente de Muradin, con el objetivo de vengar a su camarada. Sin embargo, durante su estadía en Rasganorte, los enanos han despertado un profundo y terrible mal que duerme bajo la tierra. Arthas y Anub’Arak, con la ayuda de Sapphiron, derrotan a los enanos y penetran en las catacumbas.
Una vez dentro de la gruta, Baelgun ordena dinamitar un valioso puente hacia el interior del Viejo Reino nerubian. Arthas y Anub’Arak deben dar un gran rodeo por el llamado Reino Inferior, enfrentándose a los enanos de Baelgun a cada paso y a las ocultas trampas colocadas antaño por los nerubians durante la Guerra de la Araña. Derrotado Baelgun por el poder de los héroes muertos vivientes, inician el ascenso hacia el Reino Superior, donde las fuerzas rebeldes de los nerubians sobrevivientes se oponen al paso de su antiguo señor. Durante el ascenso, se encuentran con el peligro que tanto temían los enanos: los Sin Rostro (Faceless One). Estas monstruosas criaturas con enormes tentáculos, levantadas en lo profundo de la oscuridad de Azjol-Nerub, se constituyen un gran adversario para Arthas y Anub’Arak.
Luego de muchas vicisitudes, se enfrentan con el líder de los Sin Rostro, el Olvidado (Forgotten One), una enorme criatura con miles de tentáculos, gigantesca como una montaña. Arthas y Anub’Arak luchan con todas sus fuerzas, hasta que logran derrotarlo.
Una vez en el Reino Superior, un tremendo terremoto produce un derrumbe y ambos héroes son separados. Arthas, solo, trata de escapar hacia la superficie, perseguido por los malvados Sin Rostro, que añoran venganza, y cruzando un enorme laberinto de túneles. Finalmente, se encuentra con Anub’Arak y salen a la superficie, justo en la base de Icecrown (Corona de Hielo).
Horas después, el Azote ha colocado sus bases cerca del Trono de Hielo. El Rey Lich se comunica mentalmente con Arthas de nuevo, y le explica que Frostmourne (Agonía de Escarcha) una vez fue parte del Trono de Hielo, pero que él ordenó retirar la espada con el objetivo de que Arthas la encontrara y finalmente le condujera a Icecrown. El hueco dejado por Frostmourne ha drenado su poder desde ese momento.
Cuatro inmensos obeliscos rodean Icecrown, y los cuatro deben estar activados para abrir la cámara que conduce al Trono de Hielo. Del otro lado del glaciar, Illidan y sus fuerzas, los Naga y Elfos Sanguinarios, se preparan para el ataque final. Illidan promete que este será el día en que el temible Azote llega a su fin, mientras Arthas decide que Illidan ya se ha entrometido suficiente en sus planes. Una tremenda batalla entre las fuerzas de Illidan y el Azote se entabla alrededor de Icecrown. Continuamente, el control de los obeliscos cambia de manos, pero finalmente, el Rey Lich concentra todos sus poderes en su campeón, y el Azote resulta vencedor.
En un último y desesperado intento por evitar que Arthas ingrese a la cámara del Trono de Hielo, Illidan se enfrenta cara a cara con el Caballero. Los dos guerreros más poderosos de la historia de Azeroth, frente a frente, luego de muchas eras. Las Espadas Curvas de Azzinoth y la poderosa Frostmourne relumbran con cada golpe, pero Arthas, utilizando todas sus fuerzas, logra herir mortalmente en el estómago a Illidan, que cae sobre la nieve y rápidamente se desangra.
Con su enemigo vencido, Arthas procede a ingresar a la cámara. Conforma asciende la congelada escalinata hacia el Trono de Hielo, la cámara se va destruyendo y cae a su alrededor. Las voces de sus antiguos amigos y amados, el Rey Terenas, Uther Lightbringer, Muradin Bronzebearb y el archimago Antonidas, que él ha destruido en nombre del Rey Lich, acosan su cabeza. Una vez en la cima, la temible armadura de Ner’zhul, donde su espíritu maligno se halla encerrado, lo conmina a romper el bloque de hielo y completar el círculo. Con un último grito de desesperación, Arthas incrusta a Frostmourne en el bloque de hielo, que se rompe en mil pedazos y libera la armadura. Tomando el yelmo de Ner’zhul, que ha caído a sus pies, Arthas se lo coloca, cual corona, sobre su cabeza. En la profundidad de la gruta, la tenebrosa voz del Rey Lich resuena como una profecía y una maldición: “Ahora, somos uno.”
Los destinos de Arthas y del Rey Lich se han fundido. Sentado sobre el Trono de Hielo, triunfante, el Señor del Azote, el ser más poderoso jamás visto sobre Azeroth, maquina su siguiente golpe sobre el mundo…

### Viejos Odios – La Colonización de Kalimdor
“No, ustedes nunca cambiarán. ¡Y yo nunca dejaré de combatirlos!”

Ignorantes de los terribles eventos que han acontecido en Lordaeron y Northrend, los ejércitos mortales que lucharon contra la Legión Ardiente en la Batalla del Monte Hyjal, se han asentado en las inhóspitas y maravillosas tierras de Kalimdor. Thrall, el noble jefe de la nueva Horda, ha guiado a los orcos hacia la costa donde primeramente desembarcaron, al este de Los Baldíos. Asegurándole una nueva nación donde los orcos puedan vivir en paz e iniciar el proceso de reconciliación con los espíritus de la Naturaleza, Thrall ha nombrado a esta tierra Durotar, en honor a su heroico padre. En un gran cañón cerca de la costa, la gran ciudad guerrera de Orgrimmar (nombrada así en honor al legendario Orgrimm Dommhammer) ha empezado a ser erigida, para que los orcos, después de muchas penurias, por fin tengan un lugar al que llamar hogar.
En las abruptas fronteras salvajes de Durotar, cerca de la ciudad de Orgrimmar, un Mok’Nathal, conocido como Rexxar, se lamenta por las continuas guerras en las llamadas “razas civilizadas” de Azeroth. No está claro cómo Rexxar llegó a Kalimdor, pero por años, este noble medio orco-medio ogro ha vivido solitario, con la única compañía de su fiel oso Misha, por lo cual ha desarrollado una fuerte empatía con las fuerzas animales del mundo. Al oír los ruidos cercanos de una batalla, Rexxar acude prontamente para descubrir el origen de la misma.
Cerca de un despoblado, Mogrim, un orco explorador de Orgrimmar, ha sido atacado por varios quillboars, los salvajes hombres-jabalí, y lo han herido mortalmente. Rexxar acude en su socorro y despacha a los quillboars. Mogrim, en su agonía, se lamenta de no poder llevar su importante reporte a Thrall, por lo que su honor se verá manchado. Prometiendo llevar el mensaje para honrar al moribundo, Rexxar parte hacia Orgrimmar, mientras Mogrim entrega su espíritu a sus ancestros.

Una vez entregado el reporte a Thrall, el Señor de la Guerra ofrece la hospitalidad de Orgrimmar a Rexxar. Este agradece la oferta, pero desea asistir, a modo de agradecimiento, a los orcos en la construcción de su nación. Para asistir a Rexxar, Thrall asigna a Rokhan, un Cazador de Sombras, uno de los líderes de la tribu troll de los Darkspear.
La primera tarea de Rexxar le es asignada por el viejo chamán Drek’thar, quien necesita crear una poción que pueda sanar a los guerreros de la Horda en la batalla, pero tal poción requiere muchas muestras de una planta conocida como shimmerweed. Esta planta, desafortunadamente, solamente crece en la región de Thunder Ridge, una peligrosa zona habitada por peligrosos Lagartos del Trueno. Thunder Ridge es una maravilla ecológica, pero extrañamente, los lagartos se han vuelto repentinamente más agresivos de lo acostumbrado. Dirigiéndose hacia Thunder Ridge, Rexxar y Rokhan logran recolectar los especímenes necesarios para la poción, pero no logra dilucidar la causa de la violencia de las bestias.
Nazgrel, en fiel lugarteniente de Thrall, ha sido nombrado jefe de seguridad, y envía a Rexxar y Rokhan a combatir a una banda de Harpías que ataca continuamente las caravanas de suplementos de la Horda, y recomienda eliminar a la líder de las Harpías, una sanguinaria criatura llamada Bloodfeather. Combinando sus amplios conocimientos de las bestias acerca de la cacería, Rexxar y Rokhan localizan a Bloodfeather y la matan.
Dirigiéndose hacia el sureste, Gazlowe, el jefe de ingenieros Goblin de Orgrimmar, ha localizado una fuente de agua fresca para los acueductos de la ciudad, sin embargo, han penetrado profundamente en los túneles dominados por los Kobolds, siniestras bestias rata, que han saboteado los acueductos. Con la ayuda de Rexxar y Rokhan, la amenaza Kobold es contenida.
Completadas estas simples tareas de exploración, Thrall desea que Rexxar viaje hacia un puesto de observación orco hacia el este. El líder orco ha recibido informes acerca de inusual actividad humana en la costa de Durotar. En el puesto de observación, Gar’thok, lugarteniente de Nazgrel, informa a Rexxar que no ha recibido informes acerca de actividad humana, pero el Observatorio de la Horda ha sido atacado por un grupo rebelde de Quillboars. Rexxar y Rokhan se encargan de las bestias. Sin embargo, descubren que, efectivamente, los humanos han iniciado los preparativos para una invasión a Durotar.
De regreso en Orgrimmar, Drek’thar ha descubierto la causa de la violencia de los lagartos trueno: los humanos han construido un aserradero en Thunder Rinde y han deforestado el bosque. Abrumado por las noticias acerca de la posible hostilidad humana, Thrall no puede creer que Jaina Proudmoore, la líder de los humanos en Kalimdor, haya roto su pacto de no agresión. De regreso en el puesto de Gar’thok, Rexxar descubre que los humanos han arrasado con el campamento orco, por lo que decide contraatacar y acabar con los humanos.
Una vez en Orgrimmar, Rokhan demuestra su preocupación por la suerte de sus hermanos, los trolls Darkspear, que han ocupado las islas Echo frente a Durotar. Rexxar y Rokhan viajan a las islas, donde encuentran a Vol’jin, hijo de Sen’jin, nuevo líder de los Darkspear. Allí, se ven obligados a combatir el bloque que la flota humana a puesto a las islas trolls. En efecto, Rexxar ha comprobado que el enemigo corresponde a la poderosa Armada de Kul Tiras, la nación marítima de la Alianza.
Los Darkspear son evacuados al continente, y Rexxar regresa con Thrall. El líder orco se entera de que los humanos portan un estandarte cuyo símbolo es un ancla. Thrall no recuerda dónde había observado antes ese símbolo, pero dice a Rexxar que ha pactado una reunión secreta con Jaina para discutir la situación. Sospechando una trampa, Rexxar viaja hacia Razor Hill en lugar de Thrall y, efectivamente, comprueba la emboscada. Derrotados los asesinos, Rexxar informa a Thrall de la situación.
Thrall decide enviar a Rexxar hacia la ciudad de Jaina, Theramore, donde los sobrevivientes de Lordaeron han fundado su nuevo hogar. Cerca de la nueva aldea Darkspear en la costa de Durotar, Vol´jin ofrece a Rexxar la ayuda de Samuro, un hábil maestro de las espadas, quien se infiltra en la cercana base humana, y colocando varios explosivos, logra hacer que Rexxar y Rokhan tomen un barco a Theramore.
Una vez en la ciudad, Rexxar confronta a Jaina Proudmoore y le reprocha sus actos contra la Horda. Jaina, sin embargo, se sorprende ante los cuestionamientos de Rexxar y deciden averiguar el meollo del asunto. De vuelta en tierra firma, descubren que el campamento humano ha sido arrasado por una tremenda fuerza de guerreros naga. Luego de acabar con los naga, un soldado moribundo informa a Jaina de que su padre, el Gran Almirante Daelin Proudmoore, ha logrado encontrarla luego de muchos viajes por el Gran Mar. El Almirante, luego de la destrucción de Lordaeron por el Azote, ha navegado por el océano con el objetivo de hallar signos de sobrevivientes humanos y de su hija. Sorprendida al oír noticias de su padre, Jaina y sus aliados de la Horda regresan a Theramore.
Una vez en el salón principal del palacio, son inmediatamente interrumpidos por la llegada de cientos de marinos de Kul Tiras, dirigidos por el Almirante en persona. El Almirante es reconocido como un gran héroe de la Segunda Guerra contra los orcos, y se alegra de encontrar a su hija. Sin embargo, al observar a las bestias que la acompañan, ordena asesinarlas. Jaina se opone vehementemente, y su padre cree que ha enloquecido, pero Jaina trata de explicarle la nueva situación con respecto a la Horda. El Almirante, sin embargo, no puede perdonar los salvajes actos de los orcos durante las Guerras, e igualmente continuará adelante la operación: no puede arriesgarse a que los orcos vivan y vuelvan a amenazar a la humanidad.
Rexxar y Rokhan pelean su libertad ante el ataque de los marinos, y astutamente, se ocultan entre las calles y canales de Theramore, hasta que logran escapar y vuelven a la seguridad de Durotar. Vol’jin los espera en la villa Darkspear y les recomienda viajar hacia las praderas de Mulgore, donde los Tauren de Cairne Bloodhoff se han asentado y han construido la ciudad de Thunder Bluff. Asegurándose la alianza de los poderosos Tauren, la Horda tendrá una oportunidad contra la Alianza.
Rexxar halla a Cairne hundido en una profunda depresión. El anciano jefe lamenta la captura de su hijo Baine a manos de los Centauros, por lo que Rexxar se compromete rescatar al joven Bloodhoff. Con la ayuda del lugarteniente de Cairne, el poderoso Tauren Tagar Windtotem, Rexxar rescata a Baine, y Cairne decide acompañarlos de vuelta a la aldea Darkspear.
Allí, Vol’jin ha dado asistencia a un ogro herido. Este dice pertenecer al clan Stonemaul, el cual ha caído bajo el poder de un malvado jefe llamado Kol’garr, que lo está llevando a la autodestrucción. Pensando que los ogros pueden ser útiles en la batalla que se avecina, Rexxar parte hacia la aldea de los Stonemaul, donde solicita a Kol’garr su ingreso al clan, por ser él medio ogro. Kol’garr lo obliga a pasar por el Guantelete, un enorme cañón lleno de bestias, como prueba para ingresar al clan. Pasada la prueba, Rexxar incita a Kol’garr a ayudar a los orcos contra la Alianza, pero Kol’garr se niega por considerar inferiores a los orcos. Como miembro del clan Stonemaul, Rexxar reta a Kol’garr por el poder del clan, y luego de un gran batalla contra el monstruo, lo vence. Como nuevo líder de los Stonemaul, Rexxar ordena asistir a la Horda en la batalla.
Thrall agradece a Rexxar el haber incorporado a la Horda nuevamente a sus antiguos aliados. Una vez reunidos varios ingredientes para consagrar el estandarte chamanístico de la Nueva Horda, Thrall solicita a Rexxar que sea su General durante la batalla.
Las fuerzas combinadas de orcos, tauren, trolls y ogros, asaltan el campamento humano en la costa de Durotar, expulsándolos de la tierra firme. Sabedor de que el Almirante nunca se detendrá hasta acabar con los orcos, Thrall ordena la invasión a Theramore. A instancias de Jaina, promete respetar a las fuerzas de la Guardia que le son leales a la hechicera. Luego, un asalto sobre el puerto Goblin frente a Theramore les permite hacerse con varios buques de guerra, con los cuales rompen el bloqueo de la marina de Kul Tiras.
La Horda desembarca en Theramore y aplasta a las fuerzas del Almirante, rememorando las viejas batallas de la Segunda Guerra. Rexxar se enfrenta cara a cara con Proudmoore. A pesar de que Rexxar trata de convencer al Almirante de que la Horda ya no constituye una amenaza para los humanos, Proudmoore está convencido de que los orcos nunca cambiarán y por eso no pueden ser perdonados. Los viejos odios florecen como la hierba nuevamente. Después de una salvaje batalla contra la guardia de élite del Almirante, finalmente Daelin Proudmoore, el último héroe de la Alianza vivo luego de la Segunda Guerra, cae ante el hacha de Rexxar. Perdido su líder, las tropas de Kul Tiras abandonan la batalla.
Jaina cae ante el cuerpo inerte de su padre, sin oportunidad de reconciliarse con él. Thrall, Rexxar y la Horda respetan el dolor de la maga y abandonan Theramore. Una vez en la costa, Thrall ofrece a Rexxar un lugar entre los orcos, pero el Mok’nathal rechaza la oferta y regresa a las montañas, no sin antes asegurar a Thrall que él siempre será parte de la Horda y vendrá a ella cuando se le necesite. Rexxar parte de nuevo hacia las salvajes tierras de Kalimdor, dejando a Durotar seguro, y a Theramore tumultuosa. Las puertas de un nuevo conflicto entre la Horda y la Alianza han sido abiertas.